# Роджер Федерер
Роджер Федерер (нім. Roger Federer; (нар. 8 серпня 1981, Базель, Швейцарія) — швейцарський тенісист-професіонал, колишня перша ракетка світу в одиночному розряді. 20-разовий переможець турнірів Великого шлему та 6-разовий переможець Підсумкового турніру ATP в одиночному розряді, володар Кубка Девіса (2014) у складі збірної Швейцарії, олімпійський чемпіон (2008) у чоловічому парному та срібний призер (2012) в одиночному розряді. Семиразовий найкращий спортсмен Швейцарії (2003—2004, 2006—2007, 2012, 2014 та 2017). Загалом виграв 111 турнірів ATP (з них 103 в одиночному розряді). Перша ракетка ATP протягом 310 тижнів (зокрема 237 тижнів поспіль, що залишається непобитим рекордом), п'ятиразова перша ракетка світу за підсумками сезону, найстаріший гравець, який будь-коли очолював рейтинг ATP в одиночному розряді.
Володар універсального стилю гри, що містить у собі багатий арсенал ударів відкритою та закритою ракеткою, охочіше за своїх сучасників виходить до сітки після подачі. У зрілі роки вважався взірцем джентльменської поведінки на корті, практично завжди демонструючи витримку та доброзичливе ставлення до суперників. Багаторазовий володар нагороди ATP імені Стефана Едберга «За спортивну поведінку та чесну гру». Багато експертів, гравців та вболівальників вважають його найкращим тенісистом в історії.
Заробив за кар'єру призовими понад 130 млн доларів, а ще набагато більші суми отримував у рамках рекламних контрактів. Багато років належав до числа найвисокооплачуваніших спортсменів світу за версією Форбс, 2020 року очолив цей список. Неодноразово обирався президентом Ради гравців ATP. Активно займається благодійністю, започаткував Фонд Роджера Федерера, який надає допомогу школярам африканських країн; посол доброї волі ЮНІСЕФ.

## Особисте життя
Роджер Федерер народився у забезпеченій сім'ї у Базелі (Швейцарія). Його батько Роберт Федерер, син працівника текстильної фабрики, виріс у Бернеці на північному сході Швейцарії поблизу міста Альтштеттена і працював лаборантом у фармацевтичній компанії Ciba-Geigy у Базелі. Наприкінці 1960-х років на деякий час переїхав до ПАР, де познайомився з Лінетт Дюран, молодою секретаркою в офісі Ciba в Йоганнесбурзі. 1973 року вони побралися, і Роберт привіз молоду дружину до Базеля, де відтоді сім'я і жила. Роджер став другою дитиною Роберта і Лінетт — до нього, 1979 року, у них народилася дочка Діана, яка згодом стала медсестрою. Лінетт працювала в компанії Ciba до 2003 року, опісля зосередившись на веденні справ сина, а Роберт Федерер вийшов на пенсію у 60 років.
Федерер володіє німецькою (у її швейцарській та верхньонімецькій версіях), французькою та англійською мовами; англійська мова була для нього першою вивченою в дитинстві, і лише пізніше основною стала для нього швейцарська німецька. Має подвійне громадянство Швейцарії та ПАР. Одержав звільнення від військового обов'язку, формально за станом здоров'я, а натомість проходив альтернативну цивільну службу. Вільний час Федерер любить проводити з сім'єю, відпочивати на пляжі, грати в карти та настільний теніс. Вболіває за футбольний клуб «Базель».

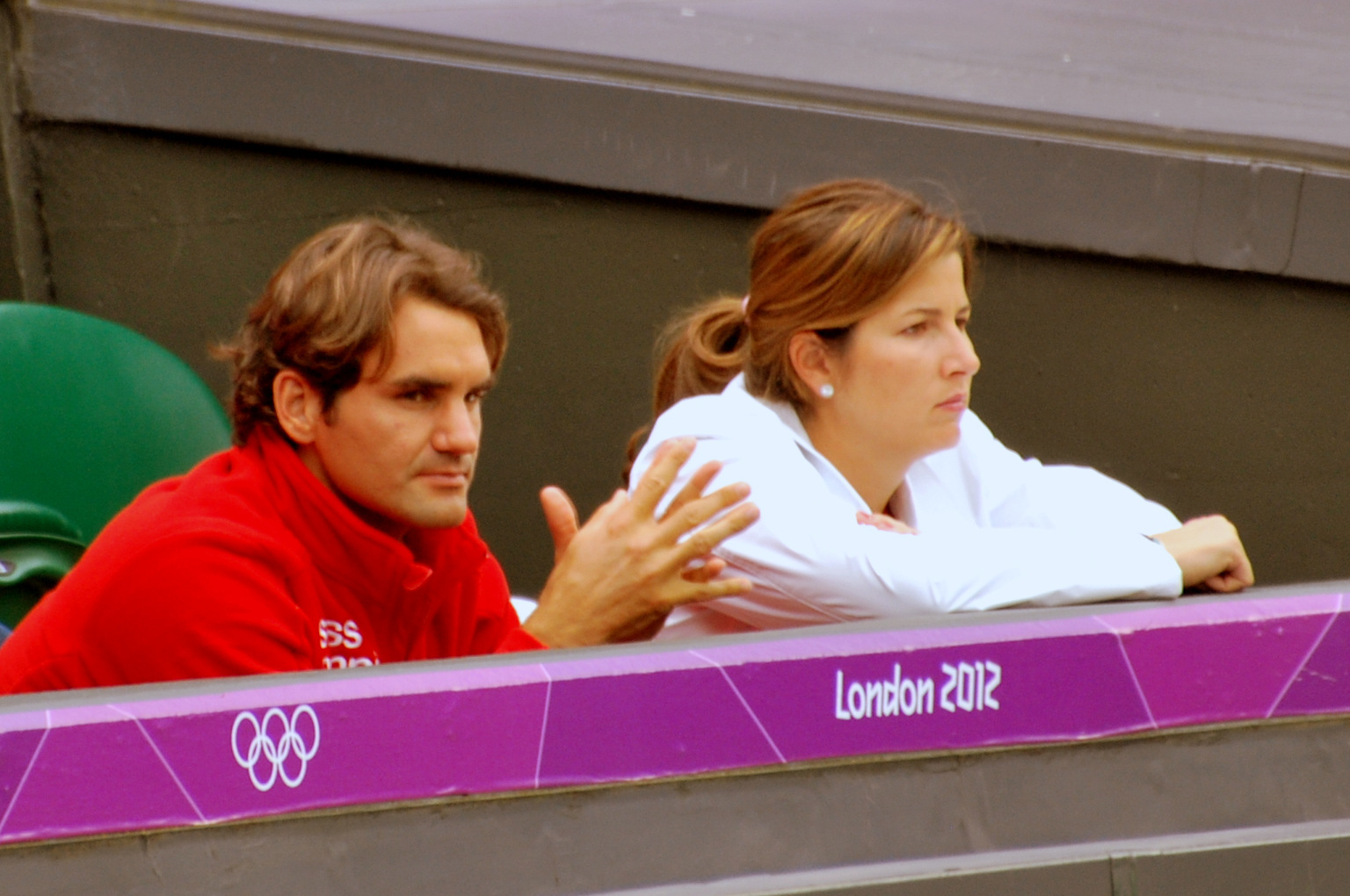
Роджер та Мірка, 2012 рік

Зі своєю майбутньою дружиною Мирославою (Міркою) Вавринець (найкраще досягнення — 76-е місце у світовому рейтингу) Федерер познайомився 1997 року під час навчання в Національному тенісному центрі Швейцарії і почав залицятися до неї 2000 року, коли вони обидва представляли Швейцарію на літніх Олімпійських іграх у Сіднеї. Наприкінці 2003 року переїхав з передмістя Базеля Боттмінгена, де два роки винаймав будинок разом з батьками, до сусіднього Обервіля, оселившись там разом із Міркою — це була їхня перша спільна оселя. У березні 2009 року оголошено про вагітність Мірки, а 11 квітня вона офіційно стала дружиною Роджера, взявши його прізвище. 23 липня 2009 року у них народилися дві дочки, яких назвали Майла Роуз та Шарлін Ріва. 6 травня 2014 року Мирослава народила ще одних близнюків — хлопчиків Лео та Ленні. Починаючи з 2003 року Мирослава офіційно відповідала за графік виступів та переїздів Роджера.
Серед поширених прізвиськ тенісиста — «Федекс» (англ. FedEx, за аналогією з поштовою корпорацією FedEx) і «Швейцарський маестро». Бад Коллінз дав Федереру прізвисько «Самотній Роджер» (англ. The Lone Roger), що є пародією на прізвиська героїв вестернів.

## Спортивна кар'єра

### Початок занять тенісом
Батьки Роджера займалися тенісом як аматори. Роберт познайомив з цією грою свою майбутню дружину ще в ПАР, і її успіхи в тенісі виявилися значнішими, ніж його власні. Переїхавши до Швейцарії, вони продовжили грати в теніс на кортах спортивного клубу компанії Ciba-Geigy у передмісті Базеля Алльшвілі. Звідти Лінетт Федерер перейшла до спортивного клубу «Олд Бойз» — одного з двох найсильніших тенісних клубів Базеля; згодом, 1995 року, вона виграла з його командою чемпіонат Швейцарії серед «молодих ветеранів». А ще вона багато років працювала в адміністративному штаті турніру ATP Swiss Indoors та належала до керівництва базельського відділення Асоціації тенісу Швейцарії, де відповідала за розвиток обдарованої молоді.
Сам Роджер у ранньому дитинстві захоплювався футболом і в роки навчання у державній початковій школі «Ноєвельт» у Мюнхенштайні мріяв стати футболістом. У цей час прикладами для наслідування йому були випускники цієї школи Мурат і Хакан Якіни, які стали гравцями збірної Швейцарії. Опісля Роджер деякий час грав за молодіжний склад клубу «Конкордія», і за переказами йому пропонували місце у складі клубу «Базель», що грає у вищому дивізіоні. Однак біограф Федерера Кріс Бауерс відкидає такі розповіді як легенду.
Одночасно з цим хлопчик рано — вже до трьох років — почав займатися тенісом, хоча спочатку цей спорт цікавив його менше, ніж футбол. З почину матері він відвідав кілька дитячих тенісних таборів, в одному з яких познайомився і потоваришував зі ще одним майбутнім швейцарським тенісистом Марко К'юдінеллі, а у вісім років Лінетт записала сина в дитячу секцію клубу «Олд Бойз». Там Роджер 6 років тренувався у вихідця з Австралії Пітера Картера та чеха Адольфа (Зеплі) Качевського, який став його першим особистим тренером. Згодом Качовський згадував, що хлопчик вирізнявся не лише здібностями, а й бажанням вчитися, і, закінчивши урок, він і далі працював з м'ячем самостійно. Крім того, часто був незадоволений своїми результатами, постійно думаючи над тим, як поліпшити гру.
При цьому в перші роки в тенісі Роджер не вирізнявся амбітністю — він волів просто грати з друзями, а не доводити свою перевагу над навколишніми, і лише за наполяганням його матері Федерера ставили в спаринги з найкращими гравцями клубу. Товариші по клубу і тренери згадують, що в цей час Роджер був пустотливою, непосидючою дитиною, яка не боялася боротьби, але дуже болісно сприймала невдачі.
У 10 років Федерер провів свій перший офіційний матч — це відбулося в регіональному чемпіонаті Базеля, де його через нестачу учасників записали до вікової групи до 12 років. Суперник Роджера був майже на три роки старший за нього, і гра завершилася поразкою Федерера з рахунком 0:6, 0:6. Проте вже наступного року він став другою ракеткою Швейцарії у своїй віковій групі, а 1993 року виграв національну першість серед хлопчиків віком 12 років як на критих, так і на відкритих кортах. Водночас австралієць Даррен Кейгілл, який спостерігав за грою Роджера незабаром після цього, згадував, що вона була далекою від досконалости: багато ударів Федерера в той час були неточними, він забагато пересувався кортом, але водночас часто спізнювався до м'яча. Крім того, мав проблеми з ударом закритою ракеткою (бекгендом) — зі слів Кейгілла, з цього боку у нього «могла проїхати вантажівка», що часто використовували суперники. Сам Федерер добре усвідомлював проблему і з 13 років активно працював над цим аспектом гри.
Здобувши перше чемпіонське звання, Роджер мусив робити вибір між тенісною та футбольною кар'єрою, позаяк часу на обидва види спорту йому бракувало, і він віддав перевагу тенісу. На весну 1995 року 13-річний юнак уже належав до другого ешелону гравців швейцарського тенісу і дійшов до чвертьфіналу дорослого чемпіонату Базеля. У березні Федерер успішно пройшов відбір до навчальної програми Національного тенісного центру і невдовзі після свого 14-го дня народження (і чергової перемоги у чемпіонаті Швейцарії у відповідній віковій групі) долучився до цієї програми. Завдяки підтримці федерації, навчання Роджера обходилося його батькам у 30 тисяч франків на рік — значно дешевше, ніж у країнах, де тенісистів готують приватні тенісні академії.
Програму тренувань усіх учасників програми складав Крістоф Фрейс, за загальну фізичну підготовку відповідав П'єр Паганіні, однак з вихованцями працювали ще й особисті тренери — зокрема з Федерером займався Алексіс Бернар. Вихованцям також викладали загальноосвітні предмети, даючи можливість закінчити школу без відриву від тренувань. Аж до 1997 року центр розташовувався в передмісті Лозанни Екюблані. Навчання велося французькою мовою, що спочатку викликало труднощі у Федерера, який не дуже добре знав французьку.
Вихідні Федерер проводив удома і до 1998 року продовжував виступати за команду «Олд Бойз» у міжклубних змаганнях; товариші по команді відзначали швидкий прогрес у його грі після початку тренувань в Екюблані. 1996 року він здобув ще два титули в юнацьких чемпіонатах Швейцарії — тепер у категорії до 16 років. У вересні того ж року, коли Роджерові виповнилося 15, відбувся його міжнародний дебют. У матчі юнацького Кубка світу швейцарська збірна зустрічалася з австралійською, і Федерер вийшов на корт проти Ллейтона Г'юітта, який уже встиг звернути на себе увагу у дорослих турнірах ATP. Швейцарець здобув несподівану перемогу у трьох сетах 4:6, 7:6(3), 6:4, відігравши під час зустрічі матчбол. Тренер Г'юїтта Даррен Кейгілл був вражений стрімким прогресом Федерера, недоліки гри якого відзначав лише за два роки перед тим.

### Вершина юнацької кар'єри
У січні 1997 року 15-річний Федерер став чемпіоном Швейцарії серед юнаків віком до 18 років. У травні в італійському місті Прато він виграв міжнародний юнацький турнір, обігравши під час нього кількох провідних юніорів з інших країн, однак у турнірах Великого шлему ще не брав участи. У цей час молодий швейцарець уже почав рухатися на корті ощадливіше й ліпше опанував кручені удари, проте, як і раніше, любив ризиковані рішення, що більше пасувало до гри на швидких кортах, ніж на ґрунті. У серпні того ж року, через два тижні після того, як Національний тенісний центр переїхав з Екюблана до Біля, Федерер взяв участь у дорослому турнірі-сателіті, що відбувся на кортах цього міста. Він дійшов до 4-го кола, де поступився посіяному під першим номером аргентинцеві Агустіну Гаріссіо. Результати швейцарця на цьому та наступних турнірах серії дали йому змогу зіграти у фіналі «сателіту» у Босонансі, де він у чвертьфіналі поступився у трьох сетах Івові Аллегро, своєму співвітчизнику та товаришу з тренувань. Тоді він одержав перші очки в рейтингу ATP, завдяки яким потрапив на 803-тє місце серед тенісистів світу.

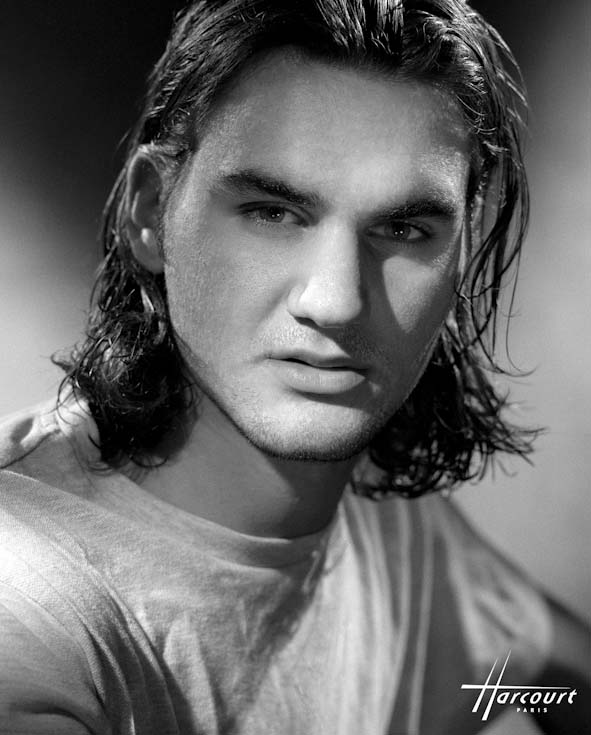
Фотопортрет 1998 року

1998 року Федерер зіграв у всіх найбільших юнацьких турнірах, зокрема чотирьох турнірах Великого шлему і майже так само престижних Coffee Bowl, Banana Bowl та Orange Bowl. У першій половині року швейцарець виграв кілька дрібних турнірів, дійшов до півфіналу Відкритого чемпіонату Австралії (не реалізувавши матчбол у зустрічі з Андреасом Вінчігеррою) і рано програв на Відкритому чемпіонаті Франції. Після цього Роджер виграв Вімблдонський турнір серед юнаків і в одиночному розряді, де переміг Іраклія Лабадзе, і в парі з Олів'є Рохусом, обігравши Енді Рама та Мікаеля Льодру. Федерер став першим швейцарським переможцем юнацького Вімблдону з 1976 року, коли титул виборов Гайнц Ґюнтгардт. Успіхи в юнацькому турі дозволили Роджеру дістати вайлд-кард від організаторів Відкритого чемпіонату Швейцарії — турніру ATP, який відбувся на ґрунтових кортах у Гштаді через тиждень після Вімблдону. Це було перше для Федерера змагання в рамках ATP-туру, і щоб встигнути до його початку, юному швейцарцю довелося відмовитися від участи в традиційному балі чемпіонів, який проходить після завершення турніру Вімблдону. У Гштаді в першому колі він грав проти аргентинського тенісиста Лукаса Арнольда, який спеціалізувався на ґрунтових кортах, і поступився у двох сетах.
На юнацькому чемпіонаті Європи у швейцарському Клостерсі Федерер програв у півфіналі. На юніорському Відкритому чемпіонаті США він був посіяний під четвертим номером і міг у разі перемоги очолити світовий юнацький рейтинг. Швейцарець успішно дійшов до фіналу, але там поступився молодшому на рік аргентинцю Давідові Налбандяну. У вересні в Тулузі, на другому для себе турнірі ATP, Федерер вперше виграв матч в основній сітці професійного турніру і в підсумку дійшов до чвертьфіналу. За цей тиждень він обіграв двох суперників з Top-50 рейтингу ATP, а після нього обійшов у рейтингу ATP майже 500 гравців, підійнявшись на 396-те місце. У жовтні на турнірі Swiss Indoors у Базелі Роджер у першому раунді зустрівся з Андре Агассі, який повертався на пік форми після невдалого сезону 1997 року і посідав на момент матчу 8-ме місце в рейтингу. Швейцарський юніор грав невпевнено, роблячи безліч невимушених помилок, і поступився досвідченішому супернику з рахунком 3:6, 2:6. Після цього він майже без боротьби програв у першому колі турніру серії ITF Satellite у Кюблісі та вибув із боротьби у третьому колі юнацького турніру Eddie Herr Championships. Фініш сезону, однак, склався для Федерера вдало: він виграв обидва свої матчі в командному змаганні Sunshine Cup, а потім переміг у престижному юнацькому турнірі Orange Bowl, у півфіналі обігравши свого нещодавнього кривдника Налбандяна, і за підсумками року посів перший рядок у юніорському рейтингу.

### Перші роки у професійному турі

#### 1999 рік
Перед тим, як перейти до професійного тенісу на постійній основі, Федерер почав брати консультації у спортивного психолога Кріса Марколлі, які тривали трохи більш як рік. Інші прикмети переходу в професіонали були символічнішими — швейцарець почав відпускати волосся, й зрештою зібрав його в хвостик, і відмовився від фірмового жонглювання м'ячем перед подачею, відпрацьованого за роки виступу в юнацьких турнірах.
Завдяки званню чемпіона світу серед юніорів Федерер за 1999 рік вісім разів діставав вайлд-карди на участь у Відкритому чемпіонаті Франції, Вімблдоні та турнірах основного туру ATP. Це дозволяло не витрачати сили на кваліфікаційні матчі та гру в змаганнях менш високого рангу, але водночас означало, що в середньому його суперники були набагато досвідченішими і відомішими, а виграти кілька матчів поспіль було важче. У лютому швейцарець дійшов до чвертьфіналу на двох турнірах ATP у Марселі та Роттердамі. У матчі першого раунду в Марселі він вперше обіграв тенісиста з першої десятки — Карлоса Мою, який лише через 6 тижнів після цього очолив рейтинг ATP. У квітні Роджер зіграв перші матчі за збірну Швейцарії в Кубку Девіса, принісши команді очко в матчі з італійцями, де за відсутности Андреа Гауденці та Дієго Наргісо йому дістався у противники ветеран Давіде Сангінетті. У дорослих турнірах Великого шлему Федерер дебютував невдало, програвши в першому колі і на Відкритому чемпіонаті Франції (третьому на той момент у світі австралійцю Патрікові Рафтеру), і на Вімблдоні (чехові Іржі Новаку у п'яти сетах). Ці результати стали частиною серії із семи поразок поспіль у першому колі, до яких додалися дві поразки у матчі Кубка Девіса проти бельгійців та два програші у кваліфікаційних змаганнях — зокрема на Відкритому чемпіонаті США. Однак після повернення на криті корти швейцарець знову почав виступати успішніше. Перемігши в Ташкенті Седріка Пьоліна, він уперше увійшов до першої сотні в рейтингу, ставши в ній наймолодшим гравцем. Ближче до кінця року у Відні досяг свого першого півфіналу на турнірі основного туру ATP, послідовно обігравши трьох суперників із 40 найсильніших у світі, а завершив сезон у Бресті першим і єдиним у кар'єрі титулом на турнірі серії ATP Challenger. За рік швейцарський тенісист пройшов шлях у рейтингу ATP від 302-го до 64-го місця.

#### 2000 рік
На початку 2000 року Федерер нарешті зумів здобути першу перемогу в матчі професійного турніру на відкритих кортах. Це сталося на турнірі в Аделаїді (Австралія), де він у першому колі обіграв Єнса Кніппшильда. На дебютному для себе Відкритому чемпіонаті Австралії Федерер дійшов до третього раунду, перемігши на шляху Майкла Чанга. На початку лютого в Ліоні зіграв свій перший фінал на турнірі ATP. Суперником молодого швейцарця став його співвітчизник, 29-річний Марк Россе. Цей матч відбувся через тиждень після чергового туру Кубка Девіса, у якому Россе не запросили до збірної Швейцарії через його конфлікт з капітаном Якобом Гласеком; Федереру вдалося принести команді по одному очку в одиночному та парному розряді, програвши лише Ллейтону Г'юїтту, однак у підсумку швейцарці поступилися збірній Австралії із загальним рахунком 2:3. Отож, матч у Ліоні мав символічне значення для Россе, який виграв його в трьох сетах — 6:2, 3:6, 6:7 (5).
Невдовзі після цього Федерер відмовився від подальших послуг спортивного психолога й оголосив про закінчення контракту з Федерацією тенісу Швейцарії, що дозволило йому самостійно обрати собі тренера. Розлучившись з Пітером Картером, який тренував його протягом 10 років, швейцарський тенісист зупинив свій вибір на шведі Петерові Лундгрені. Усвідомлюючи, що його фізична форма досі далека від ідеальної, він ще й розширив обсяг роботи з тренером з фізичної підготовки П'єром Паганіні.
Вже навесні 2000 року Федерер увійшов до числа 50 найкращих тенісистів світу. У ґрунтовому сезоні, однак, повернулися проблеми: швейцарець програв у першому колі у п'яти турнірах поспіль, і перед Відкритим чемпіонатом Франції баланс його перемог та поразок на ґрунті на турнірах ATP за кар'єру становив 0:11. Лише у Відкритому чемпіонаті Франції йому вдалося нарешті здобути перші перемоги на цьому покритті та дійти до четвертого раунду. Однак слідом за цим Федерер двічі поступився на трав'яних газонах фахівцям у грі на ґрунті — у Галле (Німеччина) Майклові Чангу та Ноттінгемі австралійцеві Річардові Фромбергу. З поразки в першому колі Вімблдону від першої ракетки світу Євгена Кафельникова почалася нова серія з п'яти поразок у першому раунді, що перервалася тільки на Відкритому чемпіонаті США. Після цього на Олімпійських іграх у Сіднеї швейцарець подолав початкові раунди, не віддавши суперникам жодного сету, але в півфіналі поступився Томмі Гаасу. У матчі за третє місце він програв Арно Ді Паскуале, який був першою ракеткою світу серед юнаків за рік до нього. У жовтні вдома в Базелі Федерер у півфіналі вперше з початку дорослої кар'єри зумів обіграти Ллейтона Г'юїтта (що переміг у трьох їхніх попередніх зустрічах), однак у фіналі поступився у п'яти сетах 9-й ракетці світу Томасові Енквісту. Фінали в Марселі та Базелі та півфінал олімпійського турніру дозволили йому завершити рік серед 30 найкращих гравців світу.

#### 2001 рік
Сезон 2001 року Роджер розпочав із участи у виставковому командному Кубку Гопмана, де його партнеркою була колишня перша ракетка світу серед жінок Мартіна Гінґіс. Швейцарська збірна виграла турнір — вперше не тільки для Федерера, але й для Хінгіс, яка в попередні роки тричі програвала у фіналах. Поступившись у третьому раунді Відкритого чемпіонату Австралії майбутньому фіналісту Арно Клеману, на початку лютого в Мілані Федерер здобув перший у кар'єрі титул на турнірі основного туру ATP. Перед тим, як у фіналі перемогти француза Жюльєна Бутте, у півфіналі він завдав поразки Євгенові Кафельникову. Після цього швейцарець дійшов до півфіналу в Марселі (де Кафельников взяв у нього реванш за міланську поразку) і до фіналу в Роттердамі (де також здобув свій перший титул на турнірах ATP у парі з Юнасом Б'єркманом). Крім того, він виграв усі три свої зустрічі (дві одиночних і парну) у матчі Кубка Девіса зі збірною США, що проходив у Базелі, яка приїхала до Швейцарії без Агассі і Піта Сампраса. Федерер став лише сьомим (і наймолодшим) гравцем в історії, якому вдалося відібрати три очки в одному матчі Кубка Девіса у збірної США. У наступному матчі Кубка Девіса, у Невшателі проти збірної Франції, він поступився в перший ігровий день Ніколя Ескюде, а перемоги в парі та другій одиночній зустрічі (з десятою ракеткою світу Клеманом) не допомогли швейцарській збірній врятуватися від загальної поразки з рахунком 2:3. Ще кілька виграних матчів на турнірах серії Мастерс у Маямі, Монте-Карло та Римі дозволили Федереру вперше у кар'єрі увійти до першої двадцятки рейтингу. Однак після цього він несподівано поступився у першому раунді турніру Мастерс у Гамбурзі значно слабшому супернику і з пересердя розбив ракетку після останнього програного м'яча. За словами швейцарця, цей момент став переломним щодо його гри: він вирішив, що більше не буде за жодних обставин давати волю емоціям.
Після Гамбурга Федерер справді заграв абсолютно безпристрасно, не виявляючи почуттів ні після невдалих розіграшів м'яча, ні після блискучих. Зосередившись на грі, він дійшов до чвертьфіналу Відкритого чемпіонату Франції (де поступився майбутньому фіналістові Алексові Корретсі) та Вімблдону. У Лондоні Федерер сенсаційно переміг у четвертому раунді семиразового чемпіона Піта Сампраса, який не програвав на вімблдонських кортах з 1997 року. П'ятисетовий матч — як потім виявилося, єдиний між Федерером і Сампрасом на офіційному рівні — завершився з рахунком 7:6(7), 5:7, 6:4, 6:7(2), 7:5 (при цьому американець не реалізував два брейк-пойнти на подачі Федерера за рахунку 4:4 у п'ятому сеті). Однак переможець посилив у цій грі розтягнення пахових м'язів, якого зазнав у третьому колі, і у чвертьфіналі поступився в чотирьох сетах місцевому улюбленцю Тімові Генману. Спробувавши після Вімблдону зіграти у Відкритому чемпіонаті Швейцарії, Федерер зумів виграти лише три гейми у матчі першого кола проти Івана Любичича (втім, у парі йому вдалося здобути другий титул за сезон — цього разу з Маратом Сафіним). Він повернувся на корт лише через шість тижнів, на Відкритий чемпіонат США, де в четвертому раунді зазнав поразки від Агассі, який перебував на піку, з рахунком 1:6, 2:6, 4:6. За решту року швейцарець встиг вдруге поспіль пробитися до фіналу турніру в Базелі, але цього разу поступився там Генману. Інші його результати в період після Відкритого чемпіонату США були помітно гірші, і поразка в першому колі турніру Мастерс у Парижі остаточно закрила йому цього сезону шлях до Кубка Мастерс — традиційного фінального турніру року, у якому зустрічалися вісім найкращих гравців світу.

### Входження до тенісної еліти

#### 2002 рік
На початку 2002 року Федерер знову зіграв за Швейцарію в Кубку Гопмана, де його партнеркою стала Мірка Вавринець. Опісля він виборов свій другий титул на турнірі в Сіднеї і дійшов до четвертого кола на Відкритому чемпіонаті Австралії, де був посіяний 11-м і поступився у п'яти сетах 7-й ракетці турніру Томмі Гаасу (не реалізувавши матчбол у п'ятому сеті). Після цього швейцарець другий рік поспіль дійшов до фіналу в Мілані, але там програв Сангінетті, для якого цей титул став першим у кар'єрі. Останній сет зустрічі з Сангінетті Федерер віддав з рахунком 6:1, а згодом, у другому колі турніру в Дубаї, так само без опору поступився Райнерові Шуттлеру. Очевидна пасивність швейцарця у цій грі обурила організаторів турніру, котрі спочатку навіть відмовилися виплачувати йому обіцяні преміальні за участь. У проміжку між цими двома поразками він, однак, дуже переконливо виступив у матчі Кубка Девіса у Москві. До цієї зустрічі збірна Швейцарії попрощалася з Якобом Гласеком у ролі капітана і запросила на посаду начальника команди колишнього тренера Федерера — Пітера Паркера (позаяк той все ще не одержав громадянства, то формально капітаном вважався запасний гравець збірної Іво Гойбергер). У своїх одиночних зустрічах молодий лідер збірної Швейцарії на важкому вологому ґрунті обіграв спочатку Марата Сафіна, а далі Євгена Кафельникова. Загальна перемога в матчі, однак, дісталася збірній Росії, чиї гравці зуміли перемогти і в обох одиночних зустрічах, що залишилися, і в парі.
До кінця березня гра Федерера стабілізувалася, і в турнірі Мастерс у Маямі він пробився у фінал після перемоги у двох сетах над Ллейтоном Г'юїттом — на той момент першою ракеткою світу — але програв матч за чемпіонське звання Агассі. Після поразки в Маямі Федерер здобув перший у кар'єрі титул на турнірі серії Мастерс. Це сталося в Гамбурзі, де на ґрунтових кортах, які в перші роки виступів вважалися для нього незручними, він у фіналі в трьох сетах розгромив лідера сезону Марата Сафіна 6:1, 6:3, 6:4. До перемоги над Сафіним швейцарець переграв у чвертьфіналі триразового чемпіона «Ролан Гаррос» Густаво Куертена 6:0, 1:6, 6:2. Завдяки успіхові в Німеччині він вперше підійнявся в першу десятку рейтингу — з 13-го місця на 8-ме.

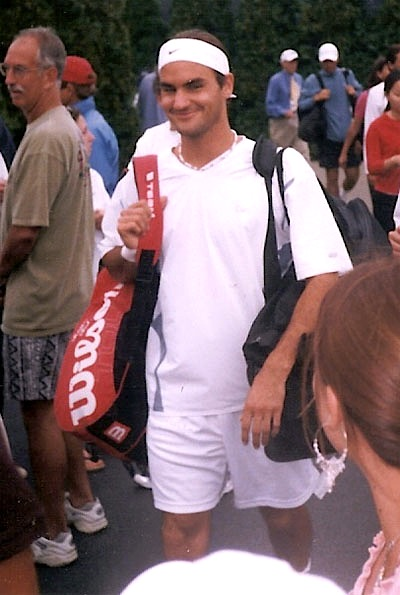
На Відкритому чемпіонаті США 2002 року

Однак після цього Федерер і на Відкритому чемпіонаті Франції, і на Вімблдоні поступився в першому ж колі, причому в Парижі він зробив 58 невимушених помилок за 95 хвилин гри, а на Вімблдоні його переміг у трьох сетах 18-річний Маріо Анчич. Ці поразки знову викинули швейцарця з першої десятки рейтингу. Далі Федерер у Гштаді програв у другому колі, а на Відкритому чемпіонаті Канади — у першому (майбутньому переможцеві Гільєрмо Каньясу). У перші дні серпня його колишній тренер та друг Пітер Картер під час медового місяця у ПАР загинув у автомобільній катастрофі. Федерер відмовився від участи в турнірах у Цинциннаті та Вашингтоні, щоб бути присутнім на його похороні 14 серпня в Базелі.
Після похорону Федерер поступився в першому колі на турнірі в Лонг-Айленді і в четвертому — на Відкритому чемпіонаті США. Повернення у гарну ігрову форму відбулося в матчі плей-оф Кубка Девіса проти збірної Марокко, коли Роджер у двох особистих зустрічах проти Хішама Аразі (свого кривдника на Відкритому чемпіонаті Франції) та Юнеса ель-Айнауї віддав їм лише по шість геймів за гру, а також виграв у парах. На початку жовтня у Відні він виборов свій четвертий титул, присвятивши його пам'яті Картера, і повернувся до першої десятки рейтингу, у якій залишався без перерв понад 14 років.
Вже після Відня, у Мадриді, Федерер підійнявся на шосте місце в рейтингу — на той момент найвище в історії ATP серед представників Швейцарії. Наприкінці сезону він вперше взяв участь у підсумковому турнірі року, де у півфіналі програв у трьох сетах Г'юїтту — лідеру світової ієрархії другий рік поспіль. За підсумками сезону Федерер залишився на шостому рядку в рейтингу. У парах його теж супроводжував успіх — як і минулого сезону, у доробку швейцарця було два титули: другий поспіль у Роттердамі та в Москві. Обидва було здобуто з білорусом Максимом Мирним.

#### 2003 рік
Сезон 2003 року Федерер розпочинав, зі слів Рене Штауффера, як «найкращий гравець світу без титулу на турнірах Великого шлему». На початку року в нього відновився біль у паху, і він рано поступився на двох перших турнірах сезону — у Досі та Сіднеї, а на Відкритому чемпіонаті Австралії поступився у четвертому колі у п'яти сетах Давиду Налбандяну. З 17 наступних зустрічей швейцарець, однак, виграв 16, здобув два титули в Марселі та Дубаї та допоміг своїй команді перемогти у матчі Кубка Девіса проти збірної Нідерландів. Потім швейцарці розвинули успіх у Кубку Девіса, несподівано обігравши у чвертьфіналі французьку команду (у матчі, що відбувся в Тулузі, Федерер знову виграв усі три свої зустрічі). Ґрунтовий сезон Федерер почав з титулу в Мюнхені — вже третього за рік — і виходу до фіналу Відкритого чемпіонату Італії, де його обіграв іспанець Фелікс Мантілья.
На тлі цих успіхів несподіваною стала поразка швейцарця вже у першому раунді Відкритого чемпіонату Франції. Здійснивши за три сети 82 невимушені помилки, він поступився перуанцю Луїсові Орне — гравцеві на 88-му місці в рейтингу, який не виграв до цього жодного матчу на турнірах Великого шлему. Після цієї невдачі Федерер, однак, виграв на трав'яних кортах у Галле свій четвертий турнір за сезон, вперше в кар'єрі здолавши німця Ніколаса Кіфера, який до цього тричі виходив переможцем у їхніх зустрічах. На Вімблдоні він за перші три кола віддав лише один сет (у третьому раунді Марді Фішу), але в четвертому, у матчі з Фелісіано Лопесом, його ледь не змусив перервати гру різкий біль у нижній частині спини. Зі слів швейцарця, від поразки його врятували лише знеболювальні та спекотна погода, яка розслабила спазм. Після цього він переміг у трьох сетах і в чвертьфіналі, і в півфіналі проти 6-ї ракетки світу Енді Роддіка (якого британська преса розглядала як основного фаворита). У першому сеті Роддік не реалізував сетбол на своїй подачі під час тай-брейку, але на прийомі у нього майже не було шансів: за весь матч, найкращий для Федерера за весь турнір, американець лише двічі одержав брейк-пойнт на його подачі. У фіналі Федереру протистояв Марк Філіппуссіс — у минулому гравець першої десятки, який на той момент посідав, однак, лише 48 місце в рейтингу. Федерер здолав у трьох сетах і цього суперника, хоча в першому і третьому сетах справа дійшла до тай-брейку завдяки впевненій грі Філіпуссіса на своїй подачі. За фінал австралієць 14 разів подавав навиліт, але Федерер був кращим навіть за цим показником, зробивши 21 таку подачу.
Отож, Федерер став четвертим гравцем в історії після Б'єрна Борга, Стефана Едберга і Піта Сампраса, який додав до перемоги на юнацькому турнірі Вімблдону титул на дорослому. А ще він став першим в історії швейцарського тенісу фіналістом та переможцем турніру Великого шлему в чоловічому одиночному розряді. Ця перемога дозволила йому підійнятися на третє місце у рейтингу ATP. З Лондона Федерер вилетів навпростець до Гштада, не бажаючи пропускати Відкритий чемпіонат Швейцарії, і дійшов там до фіналу, де поступився у п'яти сетах Їржі Новаку. Після Гштада молодий швейцарець зробив паузу у змаганнях, провівши відпочинок на пляжах Сардинії.
Першим турніром після повернення Федерера став Відкритий чемпіонат Канади. Вихід до фіналу гарантував би йому перше місце у рейтингу, однак у півфіналі він програв Роддіку, не реалізувавши матчбол. Потім він ще двічі змарнував свій шанс, поступившись Налбандяну і у 2-му турі Мастерс Цинциннаті, і в 4-му колі Відкритого чемпіонату США. Як наслідок, першою ракеткою світу став Роддік, який виграв усі три ці турніри поспіль. Федерер же у півфіналі Кубка Девіса проти збірної Австралії програв Г'юїтту у зустрічі, де вів 2:0 за сетами та 5:3 у третьому сеті. У жовтні у Відні швейцарець вперше в кар'єрі захистив торішній чемпіонський титул, але потім невдало зіграв на домашньому корті в Базелі і на турнірі Мастерс у Парижі, де вп'яте у шести зустрічах поступився Тімові Генману. Наприкінці сезону в Кубку Мастерс у Х'юстоні Федерер обіграв на груповому етапі Андре Агассі, у вирішальному сеті відігравши три матчболи на тай-брейку. У наступному матчі він вперше за професійну кар'єру переміг Налбандяна, а потім і Хуана Карлоса Ферреро, віддавши цим суперникам сім геймів. У півфіналі Федерер переміг двох сетах Роддіка, який уже забезпечив собі звання першої ракетки світу за підсумками року, а у фіналі вдруге за тиждень переміг Агассі, цього разу не віддавши жодного сету — 6:3, 6:0, 6:4. За підсумками року Федерер посів друге місце в рейтингу, утім став першим за кількістю виграних турнірів (7), матчів (78) та сумою зароблених призових (4 000 680 доларів). Він також другий рік поспіль став єдиним гравцем, який виграв більше ніж по одному турніру в одиночному та парному розрядах — у парах швейцарець переміг на турнірі Мастерс у Маямі з Мирним та у Відні з Ївом Аллегро.

### Лідер світового тенісу

#### 2004 рік
У грудні 2003 року завершилося співробітництво Федерера з тренером Петером Лундгреном. Тенісист пояснював журналістам, що їхня спільна робота стала занадто рутинною і він почувається вигорілим. Через кілька місяців Лундгрен став тренером Марата Сафіна, але зберіг дружні стосунки зі швейцарцем.
2004 почався для Федерера з проголошення його «швейцарцем року». Це звання швейцарське телебачення надало йому 5 січня. На Відкритому чемпіонаті Австралії він у фінальних раундах переміг послідовно Г'юїтта, Налбандяна, Ферреро та Сафіна, віддавши суперникам за чотири матчі лише два сети (зокрема жодного у півфіналі та фіналі). Позаяк Роддік програв Сафіну вже у чвертьфіналі, то 2 лютого, після чергового оновлення рейтингу, Федерер став першою ракеткою світу. Часу на відпочинок у нього, однак, не було: вже наступними вихідними він привів збірну Швейцарії до перемоги в Кубку Девіса над румунами, знову вигравши всі три свої зустрічі в матчі.
У лютому в чвертьфіналі турніру в Роттердамі Федерер вчергове — уже вшосте за сім зустрічей — поступився Тіму Генману. У березні, однак, він успішно захистив торішній титул у Дубаї, а потім виграв турнір Мастерс в Індіан-Уеллсі, у фіналі перемігши Генмана 6:3, 6:3. Ця гра ознаменувала кінець епохи його поразок від англійця. Після цього, однак, Федерер захворів, не встигнувши оговтатися до турніру Мастерс у Маямі, і програв там у третьому колі 17-річному Рафаелю Надалю. Цей матч став першим в історії їхнього майбутнього багаторічного суперництва в одиночному розряді, хоча в парах вони зустрілися на корті ще на тиждень раніше, і переможцем теж став іспанець. Федерер зумів достатньо відновитися до чвертьфінального матчу Кубка Девіса з Францією, щоб виграти обидві одиночні зустрічі, але в парній грі вони з Ївом Аллегро поступилися, і французи здобули загальну перемогу з рахунком 3:2. У травні Федерер вдруге за три роки переміг у Гамбурзі, однак на Відкритому чемпіонаті Франції знову не зміг досягти хороших результатів, у матчі 3-го раунду поступившись триразовому чемпіонові Густаво Куертену — 4:6, 4:6, 4:6.
Після поразки в Парижі Федерер виграв чотири турніри поспіль. Ця серія почалася із захисту титулу в Галле. Слідом за цим швейцарець відстояв і титул на Вімблдоні, у чвертьфіналі перемігши в чотирьох сетах Г'юїтта, а у фіналі — Роддіка. Американець у цьому матчі взяв чотири гейми на подачі Федерера, але навіть цього йому не вистачило, і швейцарець переміг у чотирьох сетах. Наступний тиждень був ознаменований перемогою в Гштаді — це був перший для Федерера титул на швейцарській землі після 13 спроб та 3 програних фіналів. Він став першим місцевим тенісистом, який виграв Відкритий чемпіонат Швейцарії з 1980 року, коли чемпіоном став Гайнц Ґюнтгардт. Нарешті, 1 серпня Федерер виграв Відкритий чемпіонат Канади в Торонто, де у фіналі йому знову протистояв Роддік. Це дозволило швейцарцю відзначитися ще одним рідкісним досягненням: він виграв поспіль три турніри на трав'яних, ґрунтових та хардових кортах. Це сталося вперше з 1979 року, коли такого ж результату досяг Б'єрн Борґ.
Серію з 23 перемог поспіль — найдовшу в чоловічому професійному тенісі за п'ять сезонів — перервала поразка в першому раунді в Цинциннаті від Домініка Грбатого. На Олімпіаді в Афінах Федерер був прапороносцем швейцарської делегації на церемонії відкриття, але вибув із боротьби рано, поступившись вже у другому колі Томашеві Бердиху. У той же день він зазнав поразки і в парі з Аллегро. Наступним турніром для лідера рейтингу став відкритий чемпіонат США. У чвертьфіналі він переміг у п'яти сетах чемпіона Цинциннаті Агассі, потім у трьох сетах Генмана, а у фіналі — Г'юїтта, також у трьох сетах, два з яких всуху. За всю історію Відкритої ери в тенісі це був лише другий випадок, коли у фінальному матчі два сети закінчилися з рахунком 6:0 — до Федерера лише Гільєрмо Вілас 1977 року на «Ролан Гаррос» досяг подібної переваги над суперником. В історії чемпіонатів США ніхто не вигравав у фіналі два сети всуху з 1884 року, коли це вдалося зробити Річардові Сірсу. Швейцарець став також лише четвертим тенісистом з початку Відкритої ери, який виграв три турніри Великого шлему за календарний рік; останнім, хто зумів це зробити до нього, був Матс Віландер 1988 року.
Після перемоги в Нью-Йорку відрив Федерера в рейтингу від Роддіка досяг 2990 очок. Швейцарець продовжив безпрограшну серію до кінця року, довівши її до 17 перемог. Титул у Бангкоку, де у фіналі Федерер обіграв Роддіка, став для нього десятим за сезон — перший випадок з 1995 року, коли один тенісист виграв десять або більше турнірів за рік. Перед підсумковим турніром ATP швейцарець пропустив змагання у Мадриді та Базелі. На підсумковому турнірі він вийшов з групи без поразок і в півфіналі зустрічався з Сафіним. У цьому матчі був тай-брейк, який тривав до рахунку 20:18 на користь Федерера — повторення рекорду ATP, показаного до цього двічі в 1973 та 1993 роках. Перемігши Сафіна, швейцарець у фіналі взяв гору над Г'юїттом. Цей виграний фінал став для нього 13-м поспіль, отож швейцарець побив попередній рекорд, який належав Б'єрнові Борґу та Джонові Макінрою. Загалом він виграв за рік 74 матчі при 6 поразках. За сезон Федерер заробив 6,358 мільйона доларів — лише трохи менше за рекорд 1997 року, що належав Сампрасу (6,498 мільйона).

#### 2005 рік
Провівши весь сезон 2004 року без постійного тренера, наприкінці року Федерер домовився про співпрацю з колишньою зіркою австралійського тенісу Тоні Рочем, який раніше тренував Івана Лендла і Патріка Рафтера. Новий сезон швейцарець розпочав із четвертого титулу поспіль, перемігши у Досі. На Відкритому чемпіонаті Австралії він вважався очевидним фаворитом і до півфіналу не програв жодного сету. У півфіналі проти Сафіна Федерер вів 2:1 за сетами та 6:5 на тай-брейку четвертого сету, однак не реалізував матчбол і дав Сафіну зрівняти рахунок. У п'ятому сеті він відіграв шість матчболів, але росіянин все-таки переміг у вирішальній партії з рахунком 9:7. Ця поразка перервала для Федерера серію з 27 перемог поспіль і ще одну — з 24 перемог над суперниками з першої десятки рейтингу.
Після Відкритого чемпіонату Австралії Федерер продовжив домінувати у світовому тенісі. За сім тижнів він виграв чотири турніри поспіль: у Роттердамі, Дубаї, Індіан-Веллсі, де обіграв у фіналі другу ракетку світу Г'юїтта, і Маямі, де у фіналі взяв реванш у Надаля за торішню поразку на цьому турнірі (у цьому матчі іспанець вів 2:0 за сетами і мав перевагу на тай-брейку третього, але Федерер виявився психологічно стійкішим). В Об'єднаних Арабських Еміратах він встиг двічі зіграти з Агассі: один матч відбувся на кортах чемпіонату Дубая, а другий, рекламний — на гелікоптерному майданчику на даху готелю «Бурдж аль-Араб». Чергову серію з 25 перемог поспіль перервав у чвертьфіналі турніру в Монте-Карло 18-річний Рішар Гаске, який відіграв під час зустрічі три матчболи. Після цього Федерер взяв перерву на три тижні для лікування тендиніту. Повернувшись на корт до Відкритого чемпіонату Німеччини, він за відсутности Надаля взяв у фіналі реванш у Гаске. Це був шостий виграний Федерером турнір Мастерс із десяти останніх, у яких він брав участь — результат, якого раніше не досягав ніхто.
З Гамбурга Федерер вирушив до португальського Ешторіла, де йому вручили нагороду Laureus як кращому спортсмену світу минулого року. Далі він вирушив до Парижа, де довго готувався до майбутнього Відкритого чемпіонату Франції, намагаючись пристосуватися до покриття центральних кортів. На самому турнірі — єдиному серед турнірів Великого шлему, у якому він ще не перемагав, — швейцарець дійшов до півфіналу, не віддавши суперникам жодного сету. У півфіналі він, однак, у чотирьох сетах поступився Надалю, чия власна переможна серія на цей момент досягла 22 матчів. 19-річний Надаль став у підсумку чемпіоном. Попри поразку, вихід до півфіналу Відкритого чемпіонату Франції ще сильніше збільшив відрив Федерера від Г'юїта в рейтингу, де швейцарець тепер вів із майже дворазовою перевагою.

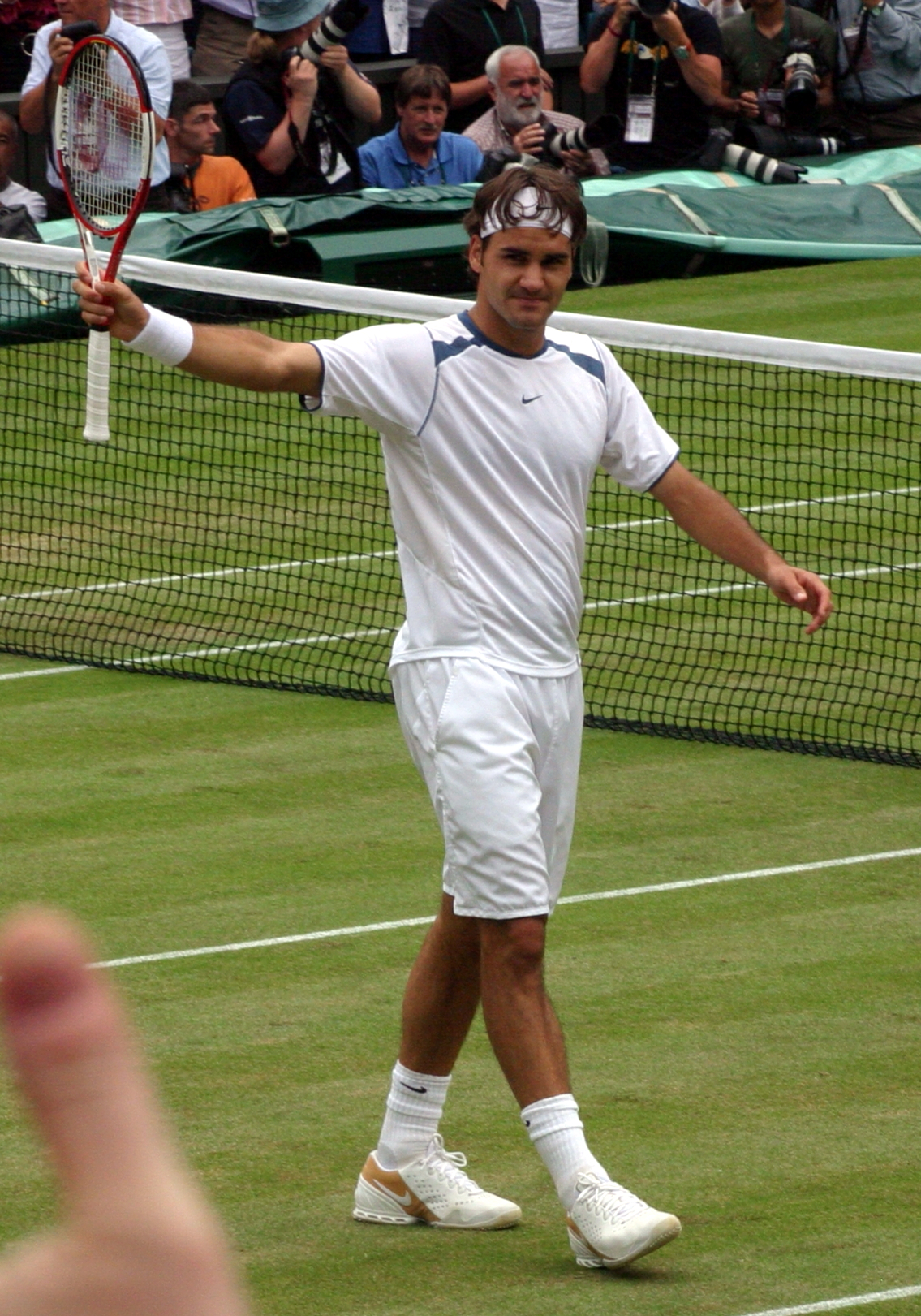
Вімблдон 2005 року

Якщо на ґрунтових кортах Федерер ще програвав, то на траві його успіхи тривали. У Галле він виборов третій титул поспіль на цьому турнірі та п'ятий на траві загалом, і до Вімблдону підійшов з 29 виграними поспіль матчами на цьому покритті. У півфіналі в Лондоні він обіграв у трьох сетах Г'юїтта, який пропустив кілька місяців через операцію та перелом ребра, а у фіналі, вдруге поспіль, Енді Роддіка — 6:2, 7:6(2), 6:4. Ця перемога на Вімблдоні стала для нього, як і в Галле, третьою поспіль. Федерер був єдиним, хто стабільно перемагав на трав'яних газонах Роддіка, який, за винятком трьох поразок від нього, виграв 32 з 35 своїх останніх матчів на цьому покритті. Після перемоги у Лондоні швейцарець узяв перерву майже на півтора місяці, повернувшись на корт лише до турніру Мастерс у Цинциннаті. У фіналі в Цинциннаті він знову переміг Роддіка та вперше у кар'єрі виграв цей турнір. Ця перемога зробила Федерера першим в історії тенісистом, який за один сезон виграв понад три турніри Мастерс. На Відкритому чемпіонаті США двоє його основних суперників — Роддік і Надаль — вибули на ранніх етапах, сам же чемпіон послідовно переміг в останніх раундах Налбандяна, Г'юїтта та 35-річного Андре Агассі, здобувши другий за рік титул на турнірах Великого шлему.
Без Федерера збірна Швейцарії програла перший матч сезону, і йому довелося взяти участь у стиковому матчі проти британців, щоб допомогти команді залишитися в Світовій групі. Він розв'язав це завдання, вигравши свою першу одиночну зустріч і перемігши разом з Аллегро в парній грі. Через тиждень Федерер у фіналі в Бангкоку обіграв висхідну зірку британського тенісу Енді Маррея, достроково забезпечивши собі перше місце в рейтингу до кінця сезону. Після цього, однак, він на тренуванні в Базелі пошкодив щиколотку і два тижні проходив у гіпсі та милицях. Попри це, швейцарець взяв участь у підсумковому турнірі ATP, з якого знялася низка інших провідних гравців, зокрема Надаль, який посідав у рейтингу друге місце. Федереру вдалося виграти всі три матчі у групі, а у півфіналі він розгромив Гастона Гаудіо з рахунком 6:0, 6:0. Це була його 81-ша перемога за сезон при трьох поразках — на одну перемогу гірше, ніж у рекордному сезоні Джона Макінроя 1984 року. У фінальній грі, однак, швейцарець поступився Налбандяну в п'яти сетах (три з яких закінчилися тай-брейком), не зумівши повторити рекорд Макінроя. Ця поразка перервала для нього серію з 35 матчів, виграних після Відкритого чемпіонату Франції, а також стала першою у фіналі турніру з липня 2003 року — після 24 перемог поспіль. За підсумками сезону Федерер поступився титулом спортсмена року у Швейцарії мотогонщикові Томасові Люті, але вдруге поспіль став володарем призу Laureus.

#### 2006 рік
Черговий сезон швейцарець розпочав з перемоги на турнірі в Досі, де захистив свій торішній титул. Наступним турніром став Відкритий чемпіонат Австралії. Якщо Федерер на той час загалом оговтався від розриву сухожиль, то деякі з його можливих суперників — Сафін, Агассі та Надаль — турнір через травми пропускали. У підсумку швейцарський тенісист виборов свій другий титул у Мельбурні, хоча й віддав суперникам п'ять сетів з четвертого кола по фінал і відігравався з рахунку 5:7, 0:2 у фінальній грі проти Маркоса Багдатіса.
Пропустивши матч Кубка Девіса, Федерер повернувся на корт у Дубаї, де у фіналі поступився Надалю. Після цього він, втретє поспіль, виграв турнір Мастерс в Індіан-Веллсі і вдруге поспіль — у Маямі. На ґрунті він знову програв Надалю у фіналі в Монте-Карло і через два тижні зустрівся з іспанцем у черговому фіналі в Римі. Ця гра тривала п'ять сетів, і у вирішальному сеті за рахунку 6:5 Федерер мав два матчболи, але у підсумку переможцем вкотре став Надаль. Ті самі двоє суперників зустрілися і у фіналі Відкритого чемпіонату Франції. Цей фінал став першим для Федерера на «Ролан Гаррос» і першим у всіх турнірах Великого шлему, який він програв. У першому сеті Надаль поступився з рахунком 1:6, але виграв наступні три і захистив чемпіонський титул. Для іспанця це був 60-й виграний матч поспіль на ґрунтових кортах і шоста перемога в семи зустрічах з Федерером. Крім того, від початку сезону це була вже його четверта перемога в їхньому протистоянні — стільки ж матчів Федерер програв усім суперникам разом узятим за весь 2005 рік.
На трав'яному покритті Федерер зумів взяти реванш. Він четвертий рік поспіль виграв турнір у Галле, хоча цього разу йому довелося зіграти по три сети в чотирьох матчах на шляху до титулу, а у чвертьфіналі проти Олів'є Рохуса він не дав супернику реалізувати чотири матчболи. Перед початком Вімблдона в доробку швейцарця був 41 виграний поспіль матч на траві — повторення рекорду Борга, який він негайно побив. На Вімблдоні Федерер дійшов до фіналу, не втративши жодного сета. Там він зустрівся зі своїм кривдником з Відкритого чемпіонату Франції Рафаелем Надалем — перший випадок за 54 роки, коли протягом одного сезону ті самі суперники зустрічалися у фіналах у Парижі та Лондоні. Федерер виграв перший сет всуху, потім суперники обмінялися перемогами в тай-брейках, але в четвертому сеті швейцарець повів 5:1 і вже не втратив ініціативи, перемігши з рахунком 6:3. Взявши після турніру паузу, Федерер повернувся на корт на початку серпня до Відкритого чемпіонату Канади, де виграв дев'ятий поспіль турнір на північноамериканському континенті. Потім він поступився в 2-му колі в Цинциннаті Енді Маррею. Ця поразка перервала дві серії — з 55 виграних матчів на турнірах у Північній Америці та з 14 турнірів поспіль, у яких Федерер дійшов до фіналу.
Після цього швейцарець виграв Відкритий чемпіонат США, у фіналі перемігши Роддіка з рахунком 6:2, 4:6, 7:5, 6:1. Отож, Федерер третій рік поспіль зробив золотий «дубль» на Вімблдоні та Відкритому чемпіонаті США — результат, якого раніше не досягав ніхто. Як і за рік перед тим, після перемоги в Нью-Йорку він допоміг збірній Швейцарії залишитись ще на рік у Світовій групі Кубка Девіса, перемігши з нею сербів. Далі Федерер виграв послідовно турніри в Токіо (де переміг у фіналі Генмана), Мадриді та Базелі. У двох останніх випадках його суперником у фіналі був чилієць Фернандо Гонсалес, і обидва ці титули були для Федерера першими в кар'єрі — відповідно на турнірах в Іспанії та у своєму рідному місті. Сезон швейцарець закінчив перемогою у Кубку Мастерс, відігравши у групі три матчболи у Роддіка, впевнено перемігши у півфіналі Надаля та розгромивши у фіналі Джеймса Блейка. Загалом за сезон Федерер, який взяв участь у 17 турнірах, виграв 92 матчі та зазнав лише п'яти поразок, з яких лише одну не у фіналі. Він здобув 12 титулів, ставши першим в історії професійного туру гравцем із десятьма і більше перемогами на турнірах протягом трьох років поспіль. Сума його призових склала 8,344 мільйона доларів, майже на два мільйони більше за попередній рекорд Сампраса. Крім того, вперше з часів Рода Лейвера і вдруге за Відкриту еру один гравець потрапляв до фіналів у чоловічому одиночному розряді на всіх чотирьох турнірах Великого шлему.

#### 2007 рік
У сезоні 2007 року до тренерського штабу Федерера долучився Джиммі Коннорс. Чемпіон пропустив виграний двічі поспіль турнір у Досі і розпочав сезон одразу з Відкритого чемпіонату Австралії. Вийшовши до півфіналу, він побив встановлений Іваном Лендлом рекорд у десять поспіль виступів у півфіналах турнірів Великого шлему (цю серію швейцарцеві вдалося продовжити до 2010 року, потрапивши поспіль до 23 півфіналів). У півфіналі Федерер розгромив Роддіка з рахунком 6:4, 6:0, 6:2, а у фіналі зустрівся з Фернандо Гонсалесом, який у своїй половині сітки переміг Г'юїтта і Надаля. Федерер, однак, і тут не віддав суперникові жодного сету — 7:6(2), 6:4, 6:4. У підсумку він здобув десятий титул на турнірах Великого шлему, при цьому вперше не програвши жодного сету (востаннє перед тим такого успіху досяг Борг на Відкритому чемпіонаті Франції 1980 року). Крім того, швейцарець встановив нове досягнення Відкритої ери, вдруге за кар'єру вигравши три турніри Великого шлему поспіль.
У лютому Федерер вчетверте за кар'єру переміг у Дубаї. 26 лютого він почав 161-й тиждень поспіль у ранзі першої ракетки світу, побивши рекорд, що раніше належав Коннорсу. Серію з 41-ї перемоги поспіль — найдовшу в кар'єрі швейцарця — перервав аргентинець Гільєрмо Каньяс у стартовому раунді в Індіан-Веллсі, а через два тижні Федерер вдруге поступився цьому ж супернику в 4-му колі в Маямі. Після цього лідер рейтингу зустрівся з другою ракеткою світу — Надалем — у фіналах двох ґрунтових турнірів, що передували Відкритому чемпіонату Франції, програвши в Монте-Карло, а потім у Гамбурзі вперше перемігши іспанця на ґрунті. Поразка від Федерера перервала для Надаля серію з 81-го матчу поспіль, виграного на ґрунтових кортах — зокрема на турнірах, що передували Відкритому чемпіонату Німеччини, у Монте-Карло, Барселоні і Римі, де сам швейцарець поступився в другому колі Філіппо Воландрі. Опісля Федерер розлучився з тренером Тоні Рочем. У проміжку між фіналами в Монте-Карло та Гамбурзі Федерер і Надаль також зустрілися у Пальма-де-Майорці у виставковому матчі, який дістав назву «Битва покриттів». Надаль, чия переможна серія на ґрунті ще не була перервана, і Федерер, володар рекордної безпрограшної серії на траві, зіграли на корті, одна половина якого була ґрунтовою, а друга трав'яною. Матч тривав три сети, і у вирішальному Надаль переміг на тай-брейку з рахунком 12:10.
На Відкритому чемпіонаті Франції швейцарець вдруге поспіль дійшов до фіналу, віддавши по дорозі лише один сет, але там Надаль знову взяв над ним гору в чотирьох сетах, дозволивши виграти лише один із 17 брейк-пойнтів на своїй подачі. Відмовившись від звичайної участи у турнірі в Галле, Федерер повернувся на корт тільки на Вімблдоні, де, як і у Франції, віддав суперникам на шляху до фіналу лише один сет. Там, як і в Парижі, він вдруге поспіль зустрівся з Надалем. Цей матч став для чемпіона важчим, ніж торішній — гра дійшла до п'ятого сету, причому два з чотирьох перших Федерер виграв лише на тай-брейку, тоді як іспанець переміг у двох інших впевненіше. Однак у четвертому сеті Надаль зазнав мікротравми правого коліна; пауза, яку він взяв на перев'язку, дозволила Федереру зосередитися та вирівняти гру. Швейцарець не дав Надалю реалізувати кілька брейк-пойнтів на своїх перших подачах у вирішальному сеті, сам узяв подачу суперника у шостому геймі і далі вже не віддав іспанцеві жодного гейму, перемігши 7:6, 4:6, 7:6, 2: 6, 6:2. Здобувши п'яту поспіль перемогу на Вімблдоні, Федерер повторив рекорд Борга — єдиного, хто досяг такого результату у Відкритій ері, а також довів кількість виграних поспіль матчів на трав'яних кортах до 54.

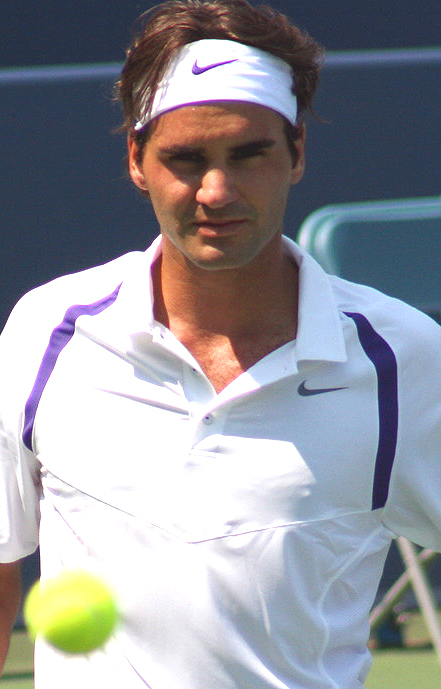
Федерер на турнірі в Цинциннаті 2007 року

На корт Федерер повернувся у серпні на Відкритому чемпіонаті Канади, де у фіналі поступився молодому сербові Новаку Джоковичу — півфіналістові двох попередніх турнірів Великого шлему. Джокович перед цим на тому ж турнірі обіграв Надаля. Швейцарець, який зазвичай намагався не грати у двох турнірах Мастерс поспіль, зробив цього року виняток і здобув титул у Цинциннаті — 50-й у кар'єрі — після перемоги над Джеймсом Блейком. На Відкритому чемпіонаті США Надаль поступився в четвертому турі, і суперником Федерера у фіналі знову став Джокович, проте він не реалізував сім сетболів у першому сеті, програвши у підсумку 7:6 (4), 7:6 (2), 6:4. Отож Федерер вчетверте поспіль переміг за один сезон і на Вімблдоні, і в США. А ще він став першим в історії гравцем, який виступав у фіналах усіх чотирьох турнірів Великого шлему два календарні роки поспіль, і встановив новий рекорд, зігравши в десятому поспіль фіналі такого турніру.
У турнірах Мастерс Федерер, що залишилися до кінця сезону, двічі програв Налбандяну (у тому числі у фіналі в Мадриді), але виборов черговий титул у Базелі. Вперше його участь у плей-оф Кубку Девіса не допомогла збірній Швейцарії залишитися ще на рік у Світовій групі: Федерер переміг обох суперників зі збірної Чехії, проте його команда поступилася із загальним рахунком 3:2. Сезон він завершив перемогою в Кубку Мастерс, який виграв вчетверте за п'ять років (зокрема перемігши Надаля в півфіналі), і закінчив четвертий сезон поспіль на першому місці в рейтингу.
Загалом, хоча Федерер повторив торішній успіх, потрапивши до всіх чотирьох фіналів на турнірах Великого шлему і вигравши три з них, цей рік фахівці оцінюють як менш успішний для нього. Це засвідчують і статистичні показники: швейцарець за 2007 рік виграв лише половину турнірів, у яких взяв участь, а баланс його перемог та поразок (68:7) був суттєво нижчим, ніж у попередні три роки (247:15, або 94,3 %) перемог).

### Суперництво з Рафаелем Надалем

#### 2008 рік
Наприкінці 2007 року П'єр Паганіні зробив зміни до тренувального режиму Федерера, прагнучи підвести того в оптимальній формі до Відкритого чемпіонату Франції. Однак приблизно тоді ж у чемпіона почалися проблеми зі здоров'ям. Напередодні Відкритого чемпіонату Австралії швейцарець потрапив до лікарні з розладом шлунка, який на той момент списали на харчове отруєння, але пізніше йому діагностували інфекційний мононуклеоз. Попри це, на самому турнірі він дійшов до півфіналу, у третьому колі зламавши в п'яти сетах опір Янко Типсаревича, утім далі у трьох сетах поступився Джоковичу. Після цього Федерер вже в першому колі поступився Енді Маррею в Дубаї, не досяг істотних успіхів на турнірах Мастерс у США, а за ґрунтовий сезон, що передував Відкритому чемпіонату Франції, здобув лише один титул — на турнірі базової категорії ATP у Лісабоні. Крім того, він двічі програв Надалю у фіналах — у Монте-Карло та Гамбурзі. Федереру не допомогло навіть те, що він запросив як тренера іспанця Хосе Їгераса, який раніше зумів привести до перемоги на Відкритому чемпіонаті Франції Агассі та Джима Кур'є. Крім офіційних змагань, до його календаря у березні увійшов також благодійний матч проти Піта Сампраса в нью-йоркському «Медісон-сквер-гардені», метою якого був збір грошей на вакцинацію в країнах третього світу. Матч, який зібрав 19 тисяч глядачів, виграв швейцарець на тай-брейку у вирішальному сеті.

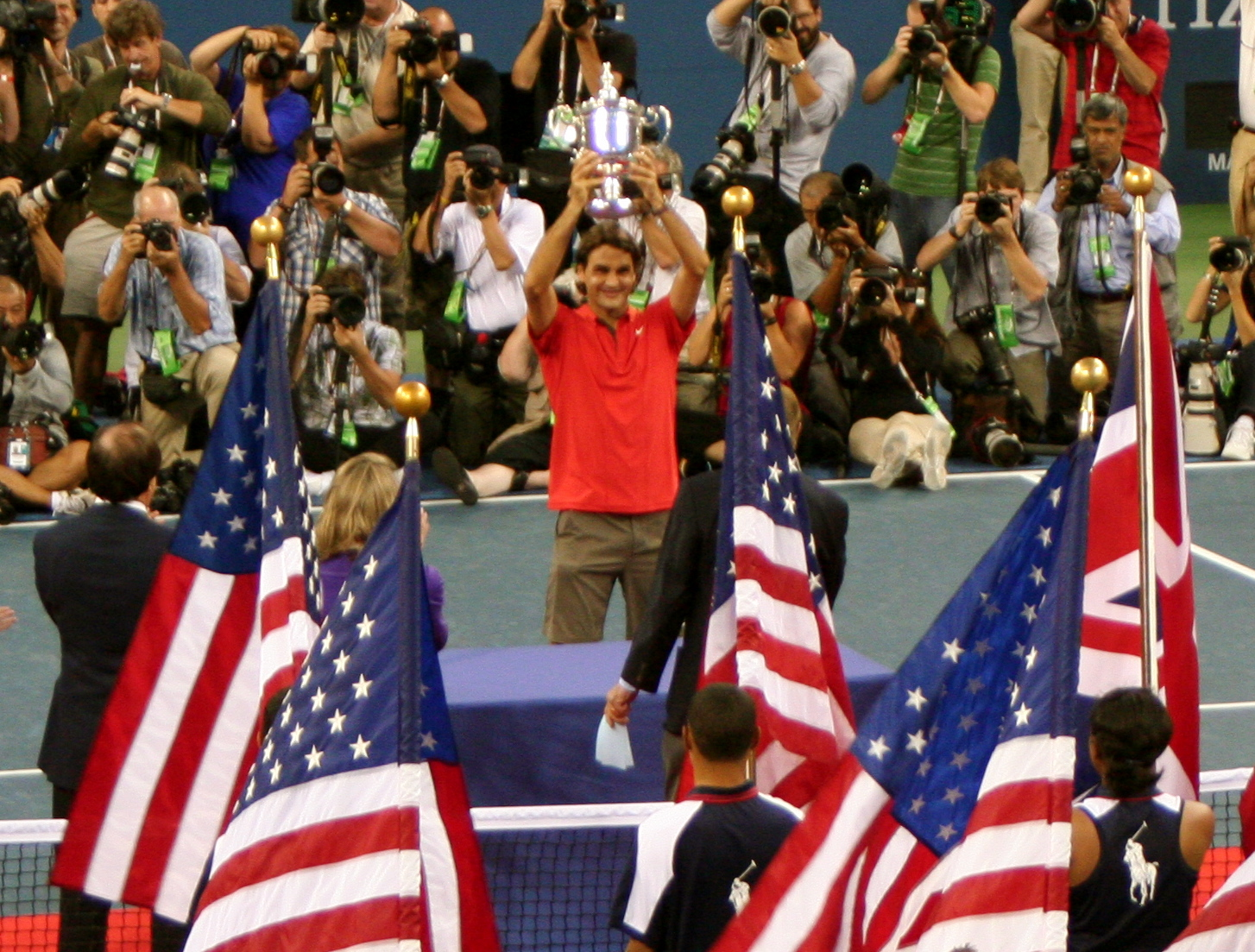
Церемонія нагородження Відкритого чемпіонату США 2008 року

На Відкритому чемпіонаті Франції Федерер та Надаль вкотре зустрілися у фіналі. Іспанець цього разу був ще сильнішим, ніж у минулі роки: на шляху до фіналу він не втратив жодного сету (у тому числі проти Джоковича) і не зіпсував цієї статистики і у вирішальному матчі, обігравши Федерера з рахунком 6:1, 6:3, 6:0. До цієї зустрічі швейцарець не програвав сетів всуху з 1999 року. Це була також найоднобокіша перемога в чоловічих одиночних фіналах турнірів Великого шлему з 1984 року, коли Джон Макінрой також віддав лише 4 гейми Джиммі Коннорсу.
Через Олімпійські ігри в Пекіні турніри Мастерс у Торонто та Цинциннаті було пересунуто ближче до дат турніру Вімблдону. Попри це Надаль виграв перший і дійшов до півфіналу у другому, тоді як Федерер рано вибув із боротьби в обох. Це забезпечило зміну лідера в рейтингу ATP, який Федерер очолював рекордні 237 тижнів поспіль. На відкритті Олімпіади він удруге поспіль ніс на церемонії відкриття прапор Швейцарії, але у чвертьфіналі поступився у двох сетах Блейку. У парах Федерер та його співвітчизник Станіслас (Стен) Вавринка досягли успіху, за один день перемігши у чвертьфіналі індійців Магеша Бгупаті та Леандера Паеса, а потім у півфіналі — Майка та Боба Браянів, обидва у двох сетах. У фіналі, що тривав до трьох виграних сетів, швейцарці перемогли шведську пару Сімона Аспеліна — Томаса Юганссона з рахунком 6:3, 6:4, 6:7 (4), 6:3. Завдяки цьому Федерер став олімпійським чемпіоном у парному розряді.
На Відкритому чемпіонаті США Федерер у півфіналі в чотирьох сетах узяв гору над Джоковичем, а у фіналі не віддав жодного сету Маррею, який перед цим переміг Надаля. Це була п'ята поспіль перемога Федерера на Відкритому чемпіонаті США — новий рекорд Відкритої ери. До кінця сезону швейцарець виборов третій поспіль титул у Базелі (і лише четвертий за рік), але двічі програв Маррею — у півфіналі в Мадриді та в групі на Кубку Мастерс. У проміжку між цими двома турнірами Федерер знявся з чвертьфіналу в Парижі через розтягнення м'язів спини (до цього не здавши жодного з 793 матчів у кар'єрі без гри), а на Кубку Мастерс не зумів вийти з групи, закінчивши рік на другому місці в рейтингу. Попри відносно невдалий рік, він побив рекорд Сампраса за загальною кількістю зароблених призових, сума яких перевищила 44 мільйони доларів.

#### 2009 рік
Відкритий чемпіонат Катару, який відкрив сезон за участю Надаля та Федерера, не виграв жоден із них — чемпіоном став Маррей. Утім, на Відкритому чемпіонаті Австралії британець програв у четвертому колі. Федерер, навпаки, пробився у фінал після перемог над Сафіним і Роддіком і вчергове зустрівся з Надалем, який обіграв напередодні Фернандо Вердаско в матчі, що тривав 5 годин 14 хвилин (рекорд чемпіонатів Австралії). Фінал виявився не набагато коротшим — 4 години 23 хвилини. Як і на Вімблдоні, було зіграно всі п'ять сетів, і в підсумку перемогу знову здобув Надаль з рахунком 7:5, 3:6, 7:6 (3), 3:6, 6:2; при цьому швейцарець випустив шанси на перемогу як у першому сеті, де вів 4:2, так і в третьому, де не реалізував шість брейк-пойнтів за рахунку 4:4 та 5:5.
Проблеми зі спиною, що тривали, і вагітність Мірки Вавринець змусили Федерера пропустити турнір у Дубаї і перше коло Кубка Девіса. В Індіан-Веллсі та Маямі він дійшов до півфіналів, поступившись відповідно Маррею та Джоковичу. В останньому матчі, програвши свою подачу у вирішальному сеті, швейцарець дозволив собі рідкісний спалах гніву, розбивши ракетку об корт. Початок ґрунтового сезону для нього ознаменувався програшем Вавринці в третьому колі в Монте-Карло — вперше з 2000 року, коли Федереру завдав поразки інший швейцарський тенісист. На турнірі Мастерс у Мадриді йому, проте, вдалося вдруге перемогти Надаля на ґрунті. Можливо, на результат вплинуло те, що в іспанця, який виграв турніри в Монте-Карло, Барселоні та Римі, на цей момент розвинувся тендиніт обох наколінків. Ця проблема продовжувала переслідувати Надаля і на Відкритому чемпіонаті Франції, де в 4-му колі він зазнав першої поразки за всі роки участи в цьому турнірі, поступившись Робінові Содерлінгу. Сам Федерер у цьому ж колі поступався Томмі Гаасу 2:0 за сетами, а потім мало не віддав німцеві свою подачу за рахунку 3:4 у четвертому сеті. П'ять сетів тривав і півфінал проти Хуана Мартіна дель Потро, однак у фіналі проти Содерлінга швейцарець переміг у трьох сетах 6:1, 7:6 (1), 6:4. Цією перемогою Федерер завершив здобуття кар'єрного Великого шлему в одиночному розряді.
Відмовившись від виступу в Галле, Федерер продовжив сезон уже на Вімблдоні, який чинний чемпіон Надаль пропускав через хворобу. Перемігши Г'юїтта та недавніх суперників з паризького турніру Содерлінга та Хааса, швейцарець зустрівся у фіналі з Роддіком, який переграв у півфіналі Маррея. Американець виграв перший сет і вів на тай-брейку у другому 6:2, але Федерер зумів відігратися, а потім повів у рахунку 2:1 за сетами, знову перемігши на тай-брейку. Роддік своєю чергою зрівняв рахунок у матчі. П'ятий сет тривав 95 хвилин, суперники по черзі брали свої подачі (при цьому за рахунку 8:8 швейцарцю довелося відігравати два брейк-пойнти). Лише за рахунку 15:14 на свою користь Федерер нарешті скористався помилкою американця і завершив гру (це була єдина подача Роддіка, яку Федерер взяв за весь матч). Ця перемога стала для швейцарця 15-ю на турнірах Великого шлему, і він побив рекорд Сампраса, який до цього лідирував з 14 титулами в чоловічому одиночному розряді.
Після Вімблдону Федерер взяв перерву на шість тижнів. За цей час він повернувся на перше місце в рейтингу ATP (6 липня) та став батьком (23 липня). На першому турнірі після повернення — Відкритому чемпіонаті Канади — швейцарець програв у чвертьфіналі Жо-Вільфрідові Тсонзі, хоча вів 5:1 у вирішальному сеті. Після цього він переміг у Цинциннаті, обігравши на шляху до титулу Маррея і Джоковича. Над сербським тенісистом Федерер узяв гору і на Відкритому чемпіонаті США, а у фіналі зустрівся з дель Потро, якого до цього переміг у всіх шести особистих зустрічах. Цей фінал, як і у Лондоні, розтягнувся на п'ять сетів. Федерер проминув нагоду повести в матчі 2:0 за сетами, а потім закінчити гру перемогою в четвертому сеті, а в п'ятому аргентинець вже виглядав краще за свого суперника, перемігши 3:6, 7:6(5), 4:6, 7:6 (4), 6:2. Отож він став першим після Надаля, кому вдалося перемогти швейцарського чемпіона у фіналі турніру Великого шлему. Ця поразка перервала для Федерера серію із 40 матчів поспіль, виграних на Відкритих чемпіонатах США. Через тиждень він допоміг збірній Швейцарії повернутися до Світової групи, вигравши дві свої одиночні зустрічі в Італії, після чого знову взяв півторамісячну перерву. Повернувшись на корт, швейцарець програв у Базелі у фіналі Джоковичу (що обірвало серію з 19 виграних матчів поспіль на цьому турнірі), у Парижі вибув із боротьби вже в 1-му раунді, а на Кубку Мастерс дійшов до півфіналу, обігравши у групі Маррея та дель Потро. Останній матч сезону Федерер програв росіянинові Миколі Давиденку, але знову закінчив рік у ранзі першої ракетки світу. Того сезону він знову дійшов до фіналу на всіх чотирьох турнірах Великого шлему, здобувши два титули, і став після Відкритого чемпіонату США першим тенісистом в історії, який заробив понад 50 млн доларів призових.

#### 2010 рік
Сезон Федерер відкрив на турнірі в Досі, де у півфіналі вдруге поспіль поступився Давиденкові; росіянин, який завершив попередній сезон перемогою на підсумковому турнірі ATP, після цього обіграв у фіналі турніру в Катарі ще й Надаля, тож його вважали головним суперником швейцарця перед Відкритим чемпіонатом Австралії. Вони зустрілися у чвертьфіналі, де Давиденко, вигравши перший сет, вів 3:1 у другому й мав два брейк-пойнти на подачі Федерера, але з цього моменту швейцарець виграв 12 геймів поспіль і завершив зустріч перемогою. У фіналі він переміг Енді Маррея з рахунком 6:3, 6:4, 7:6(11), виборовши свій 16-й титул на турнірах Великого шлему. Федерер також повторив рекорд Борга та Сампраса, перемігши принаймні на одному турнірі Великого шлему вісім років поспіль. Проміжок сезону між відкритими чемпіонатами Австралії та Франції склався для першої ракетки світу невдало, зокрема він зазнав поразки від Ернестса Гулбіса в 1-му раунді відкритого чемпіонату Італії. Лише на турнірі в Лісабоні Федерер дістався півфіналу, а потім на турнірі Мастерс у Мадриді — до фіналу, де поступився Надалю.
На відкритому чемпіонаті Франції у чвертьфіналі Федерера обіграв Робін Содерлінг. Перед цим швейцарець виходив до півфіналів турнірів Великого шлему рекордні 23 рази поспіль. 7 червня Федедер вдруге поступився Надалю першим рядком у рейтингу, який на той момент посідав 285 тижнів — на один тиждень гірше за абсолютний рекорд, що належав Сампрасу. Якби швейцарець програв хоча б у півфіналі, він залишався б першою ракеткою світу принаймні до завершення Вімблдону. Між Парижем і Лондоном до болю в спині у Федерера додалося розтягнення паху, отримане у фіналі в Галле, який він програв Г'юїтту. На кортах Всеанглійського клубу швейцарець ледь не вибув із боротьби в першому раунді, поступаючись під час матчу 0:2 за сетами колумбійцеві Алехандро Фальї. Цей матч Федерер зумів врятувати, однак у чвертьфіналі його зупинив Томаш Бердих. Чех потім обіграв ще й Джоковича, лише у фіналі поступившись Надалю, який знову набрав оптимальної форми. 5 липня Федерер опустився на третє місце в рейтингу, де востаннє перебував у листопаді 2003 року.

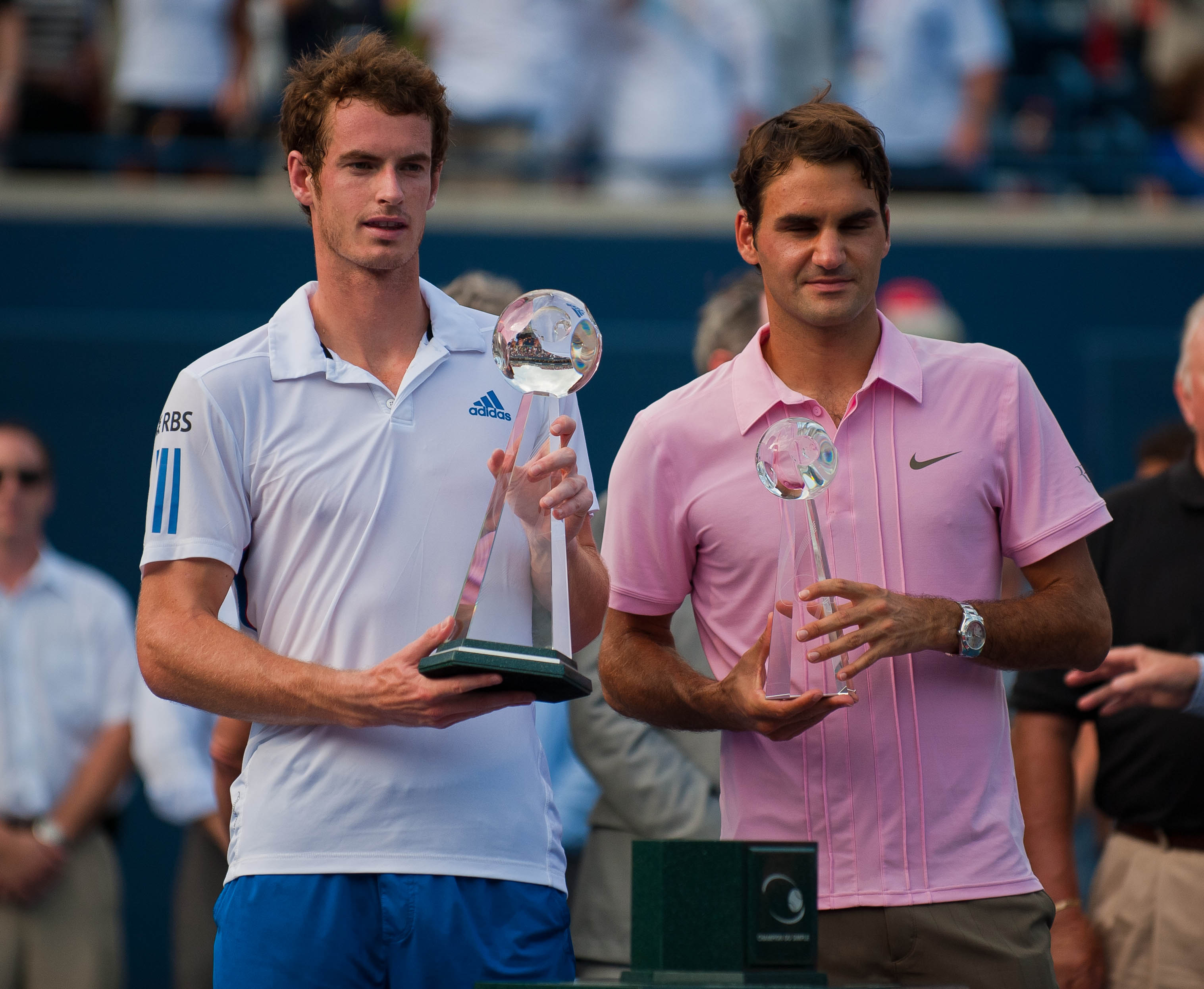
Енді Маррей та Федерер на церемонії нагородження. 2010 рік, Торонто

Після закінчення Вімблдону Федерер, щоб позбутися болю в спині, змінив режим фізичної підготовки, більше уваги приділяючи вправам для м'язів пресу; до грудня він повідомив ЗМІ, що болі повністю минулись. Крім того, розуміючи, що в 29 років вже не може «перебігати» суперників на корті, швейцарець у пошуках нових тактичних ідей додав до свого тренерського штабу американця Пола Еннекона, який у минулому тренував Сампраса та Генмана. Після цього Федерер дійшов до фіналу у Торонто і здобув титул на турнірі Мастерс у Цинциннаті. На Відкритому чемпіонаті США він у півфіналі зустрівся із Джоковичем. Це був другий півфінал — перший уже виграв Надаль — і швейцарець зазнавав сильного психологічного тиску. Як наслідок, він грав дуже обережно, і у вирішальному сеті недостатньо агресивна гра коштувала йому двох нереалізованих матчболів. Сербський тенісист вийшов переможцем у матчі, поступившись потім Надалю у фіналі.
Після Відкритого чемпіонату США Федерер вирішив пропустити матч збірної Швейцарії з Казахстаном у Кубку Девіса. За його відсутности швейцарці на чолі зі Стеном Вавринкою, що втомився після США, програли матч за право залишитися на наступний рік у Світовій лізі. Наприкінці сезону Федерер вийшов до фіналу турніру Мастерс у Шанхаї, де програв Маррею, а потім виборов титули у Стокгольмі та Базелі, повернувшись на друге місце у рейтингу. Рік він завершив перемогою над Надалем — лише другою за їхні останні сім зустрічей після фіналу Вімблдону 2008 року — у фіналі Підсумкового турніру ATP. Однак з урахуванням того, що іспанець на цей момент виграв три турніри Великого шлему поспіль, цього не було досить, щоб потіснити його на першому рядку рейтингу.

### Велика трійка та Велика четвірка

#### 2011 рік
2011 рік швейцарець почав з перемоги в Досі, де у фіналі переграв Давиденка, ставши першим в історії цього турніру триразовим чемпіоном. На Відкритому чемпіонаті Австралії Надаль порвав ахіллове сухожилля у чвертьфінальному матчі проти Давида Феррера, але Федерер не зміг цим скористатися, зі свого боку поступившись у півфіналі у трьох сетах майбутньому чемпіонові Джоковичу. Серб продовжив переможну серію і після Австралії, до Відкритого чемпіонату Франції вигравши ще два турніри на хардових кортах і три на ґрунті — чотири з них після перемог над Надалем у фіналах. Отож, перед Відкритим чемпіонатом Франції тенісні експерти очікували, що ці два гравці знову зустрінуться у фіналі, проте Федерер узяв гору над Джоковичем у півфінальному матчі, який Кріс Бауерс називає найкращим для швейцарця за весь 2011 рік та одним із найкращих за всю кар'єру. Ця поразка обірвала для серба серію із 43 перемог. У четвертому фіналі Відкритого чемпіонату Франції проти Надаля Федерер мав сетбол у першому сеті, але не зумівши його реалізувати, надалі віддав іспанцеві ініціативу і знову програв.
На Вімблдонському турнірі Федерер програв у чвертьфіналі Жо-Вільфріду Тсонзі матч, у якому вів 2:0 за сетами — таке сталося вперше за весь час його участи у турнірах Великого шлему. На Відкритому чемпіонаті США він знову зустрівся у півфіналі з Джоковичем і знову поступився, не реалізувавши три матчболи. Серб додав до цієї перемоги виграш у Надаля у фіналі; у підсумку за чотири турніри Великого шлему 2011 року він програв лише один матч — Федереру у півфіналі Відкритого чемпіонату Франції. Сам же Федерер уперше з 2003 року не виграв жодного турніру Великого шлему за сезон. Після закінчення турніру в США він вирушив зі швейцарською збірною до Австралії, де вони з Вавринкою у матчі Кубка Девіса перемогли господарів корту із загальним рахунком 3:2. Після цього Федерер здобув черговий титул у Базелі та вперше виграв турнір Мастерс у Парижі. На Підсумковому турнірі ATP він розгромив у групі Надаля з рахунком 6:3, 6:0 і виборов титул, у фіналі втретє за три тижні перемігши Тсонгу. Вигравши підсумковий турнір вже вшосте, швейцарець встановив новий рекорд змагання.

#### 2012 рік
Розпочавши сезон 2012 року в Досі, Федерер продовжив серію виграних матчів до двадцяти і дійшов до півфіналу, де мав зустрічатися з Тсонгою, але знявся з турніру перед грою. На відкритому чемпіонаті Австралії він у півфіналі поступився Надалю у чотирьох сетах. Чвертьфінальний поєдинок проти дель Потро став для швейцарця 1000-м у кар'єрі в одиночному розряді. Він став дев'ятим тенісистом, який за Відкриту еру досяг цієї позначки.
Після Австралії Федерер несподівано поступився у матчі Кубка Девіса американцеві Джонові Ізнеру, на той момент 17-й ракетці світу. Швейцарці в підсумку програли матч достроково, позаяк Ваврінка теж поступився Марді Фішу, а в парному розряді олімпійські чемпіони не змогли здолати Фіша та Майка Браяна. Після цього, проте, Федерер почав нову серію з 17 виграних матчів поспіль, за цей час здобувши титули в Роттердамі, Дубаї та Індіан-Веллсі. На останньому з них швейцарець по черзі завдав поразки у двох сетах дель Потро, Надалю та Ізнеру.

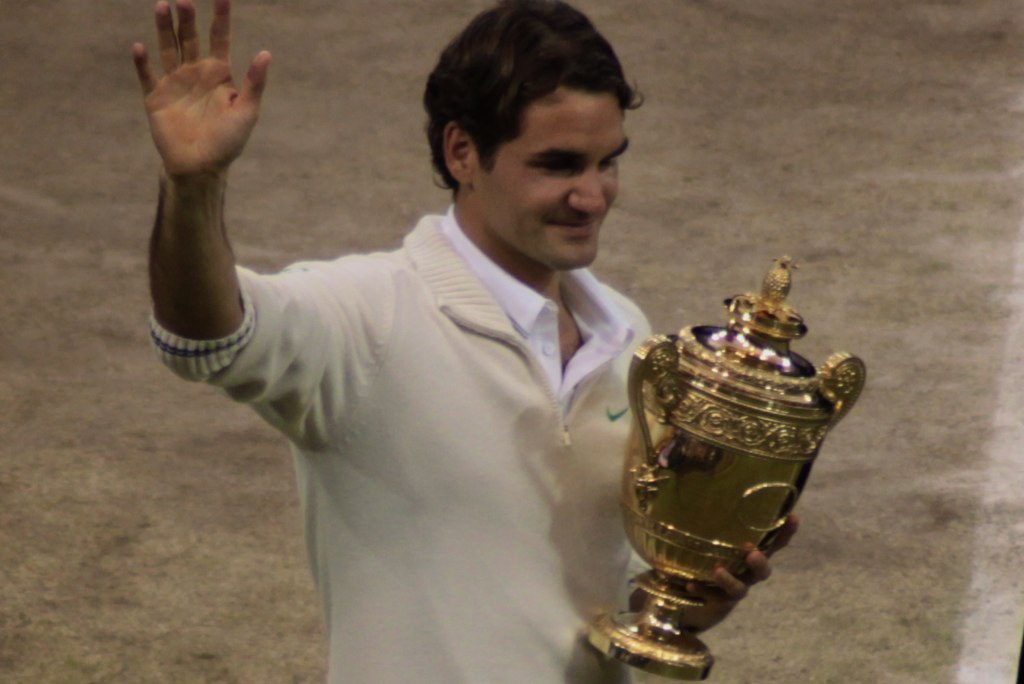
Федерер із кубком переможця, Вімблдонський турнір 2012 року

За словами швейцарця, цього року, починаючи з весняних турнірів Мастерс у США та впродовж ґрунтового сезону, він особливо гостро відчував втому від постійних виступів. Ґрунтовий сезон склався помірно вдало — Федереру вдалося здобути четвертий за рік титул у Мадриді, а на Відкритих чемпіонатах Італії та Франції він поступився у півфіналах Джоковичу. На «Ролан Гаррос» швейцарець ледь не поступився у чвертьфіналі дель Потро, але аргентинець за рахунку 2:0 за сетами зазнав травми, яка не дозволила йому завершити матч перемогою. У наступному раунді Джокович впевнено обіграв Федерера у трьох сетах. Напередодні Вімблдона швейцарець поступився у фіналі в Галле Томмі Гаасу. На Вімблдоні він програвав у 3-му раунді 2:0 за сетами Жульєнові Беннето, але зумів врятувати цей матч. Позаяк Надаль того ж дня програв 100-й ракетці світу Лукашеві Росолу, то півфінальну зустріч між Джоковичем і Федерером фахівці розглядали як достроковий фінал. Серб був не такий переконливий, як за рік до цього, і Федерер узяв гору у чотирьох сетах, а потім у фіналі переграв Маррея, теж у чотирьох сетах. Цей титул став для швейцарця першим на турнірах Великого шлему з початку 2010 року, коли він виграв Відкритий чемпіонат Австралії. Перемога дозволила йому повернутися на перше місце в рейтингу, і через тиждень, 16 липня, він побив рекорд Сампраса за сумарним часом, проведеним у ранзі першої ракетки світу.
Тенісний турнір Олімпійських ігор проходив на кортах Всеанглійського лаун-тенісного клубу. Федереру пропонували стати прапороносцем швейцарської збірної на відкритті третіх Олімпійських ігор поспіль, але він відмовився на користь свого партнера на корті — Стена Вавринки. Швейцарська пара вибула з боротьби вже у другому колі, але сам Федерер дійшов до фіналу після перемоги у рекордному за тривалістю (для трисетового матчу) півфіналі проти дель Потро — вирішальний, третій сет зустрічі завершився з рахунком 19:17 на його користь після 4 години та 26 хвилин гри. У фіналі Олімпійського турніру, як і за місяць перед тим на Вімблдоні, зустрілися Федерер та Енді Маррей, але цього разу господар корту впевнено переміг швейцарця з рахунком 6:2, 6:1, 6:4. Напередодні відкритого чемпіонату США Федерер вп'яте за кар'єру виграв турнір Мастерс у Цинциннаті, за весь тиждень не програвши жодного сету на своїй подачі та встановивши новий рекорд турніру за кількістю титулів. Здобувши 21-й титул на турнірах Мастерс, він зрівнявся за цим показником із Надалем. У Нью-Йорку швейцарець, однак, дійшов лише до чвертьфіналу, де поступився у чотирьох сетах Бердиху.
Федерер завершив сезон двома поразками у фіналах — у Базелі від дель Потро та на Підсумковому турнірі ATP від Джоковича. Після Базеля, однак, він відмовився від участи в паризькому турнірі Мастерс і після 17 тижнів у ранзі першої ракетки світу (302 у сумі) знову пропустив уперед Джоковича. У підсумку, здобувши 6 титулів у 10 фіналах, Федерер завершив сезон на другому місці в рейтингу. За рік у професійному турі швейцарець заробив 8,5 мільйона доларів, а потім провів у Південній Америці серію з шести показових матчів, за кожен із яких отримав по два мільйони.

#### 2013 рік
У грудні 2012 року Федерер оголосив, що наступний сезон буде для нього «перехідним» і графік його виступів стане менш насиченим. Він, зокрема, не виступав до Відкритого чемпіонату Австралії, а потім відмовився від участи у Кубку Девіса. У Мельбурні швейцарець переграв у чвертьфіналі Тсонгу в п'яти сетах, а у півфіналі, також у п'яти сетах, поступився Маррею. Перший із початку сезону фінал Федерер провів лише на Відкритому чемпіонаті Італії, де програв Надалю. Під час Відкритого чемпіонату Франції він виграв 900-й матч за кар'єру, перемігши в 4-му раунді Жиля Сімона, але в чвертьфіналі поступився Тсонзі.
У червні швейцарець переміг у Галле, виборовши 13-й за кар'єру титул на трав'яних кортах, однак потім на Вімблдоні програв уже в другому колі 116-й ракетці світу — українцю Сергію Стаховському. Тим самим він перервав серію з 36 турнірів Великого шлему поспіль починаючи з 2004 року, у яких сягав щонайменше до чвертьфіналу, і вперше з 2002 року програв у другому колі на такому турнірі. Після цього в Гамбурзі Федерер зазнав другої поразки за сезон від суперника з другої сотні рейтингу, у півфіналі поступившись 114-й ракетці світу Федеріко Дельбонісу.
На наступних трьох турнірах — Гштаді, Цинциннаті та Відкритому чемпіонаті США — швейцарець теж програвав рано. Поразка в 4-му раунді в Нью-Йорку від Томмі Робредо означала, що він уперше за десять років не зіграв жодного фіналу на турнірі Великого шлему за сезон. Кінцівка року була дещо успішнішою, зокрема він увосьме поспіль (і вдесяте загалом) потрапив до фіналу в Базелі, а також до півфіналів у Парижі та на Підсумковому турнірі ATP (де Федерер поступився Надалю). У сумі за рік швейцарець виборов лише один титул, програвши 10 із 14 зустрічей із суперниками з першої десятки рейтингу, і завершив сезон на 6-му місці в рейтингу, вперше за 12 років не потрапивши до Top-5. Наприкінці року до його тренерської команди увійшов Стефан Едберг

#### 2014
Сезон 2014 року Федерер розпочав на турнірі в Брісбені, де вперше дійшов до фіналу, програвши там Г'юїтту. На Відкритому чемпіонаті Австралії Федерер водинадцяте поспіль пробився до півфіналу, зігравши там свій 11-й матч проти Надаля у рамках турнірів Великого шлему. У цій грі іспанець виявився сильнішим, перемігши в трьох сетах.
Після Австралії Федерер вперше з 2005 року зіграв за збірну Швейцарії у матчі першого кола Кубка Девіса. Збірна Сербії, граючи без Джоковича, не змогла протистояти швейцарцям, які забезпечили собі перемогу вже після другого дня гри і вийшли до чвертьфіналу турніру вперше з 2004 року. Далі Федерер переміг у Дубаї, обігравши рід час турніру другу ракетку світу Джоковича і став шестиразовим чемпіоном турніру — новий рекорд цього змагання. Серб взяв реванш в Індіан-Веллсі, перемігши у фіналі Федерера на тай-брейку вирішального сету. Цей результат і вихід до чвертьфіналу в Маямі дозволили швейцарцю знову почати сходження в рейтингу, де він наприкінці січня опустився на 8-ме місце.
Напередодні Відкритого чемпіонату США Федерер зіграв у фіналах турнірів Мастерс як у Торонто, так і в Цинциннаті, у першому поступившись Тсонзі, а в другому перемігши Феррера. У Нью-Йорку швейцарець у чвертьфіналі проти Гаеля Монфіса вдев'яте за кар'єру врятував гру за рахунку 0:2 за сетами, зокрема не дав французові реалізувати два матчболи. Після цього він поступився у півфіналі у трьох сетах Марину Чиличу, який у підсумку став чемпіоном, перемігши Кея Нішікорі у першому з початку 2005 року фіналі турніру Великого шлему без представників «Великої четвірки».
У вересні Федерер вивів команду Швейцарії до фіналу Кубка Девіса, у матчі зі збірною Італії знову вигравши обидві одиночні зустрічі, до яких Вавринка додав ще одне очко. На турнірі Мастерс у Шанхаї Федерер у другому раунді відіграв п'ять матчболів у аргентинця Леонардо Маєра. У півфіналі він переміг Джоковича, а у фіналі взяв гору над Жилем Сімоном. Через тиждень швейцарець вшосте став переможцем турніру у своєму рідному Базелі, у фіналі перемігши бельгійця Давіда Ґоффена.

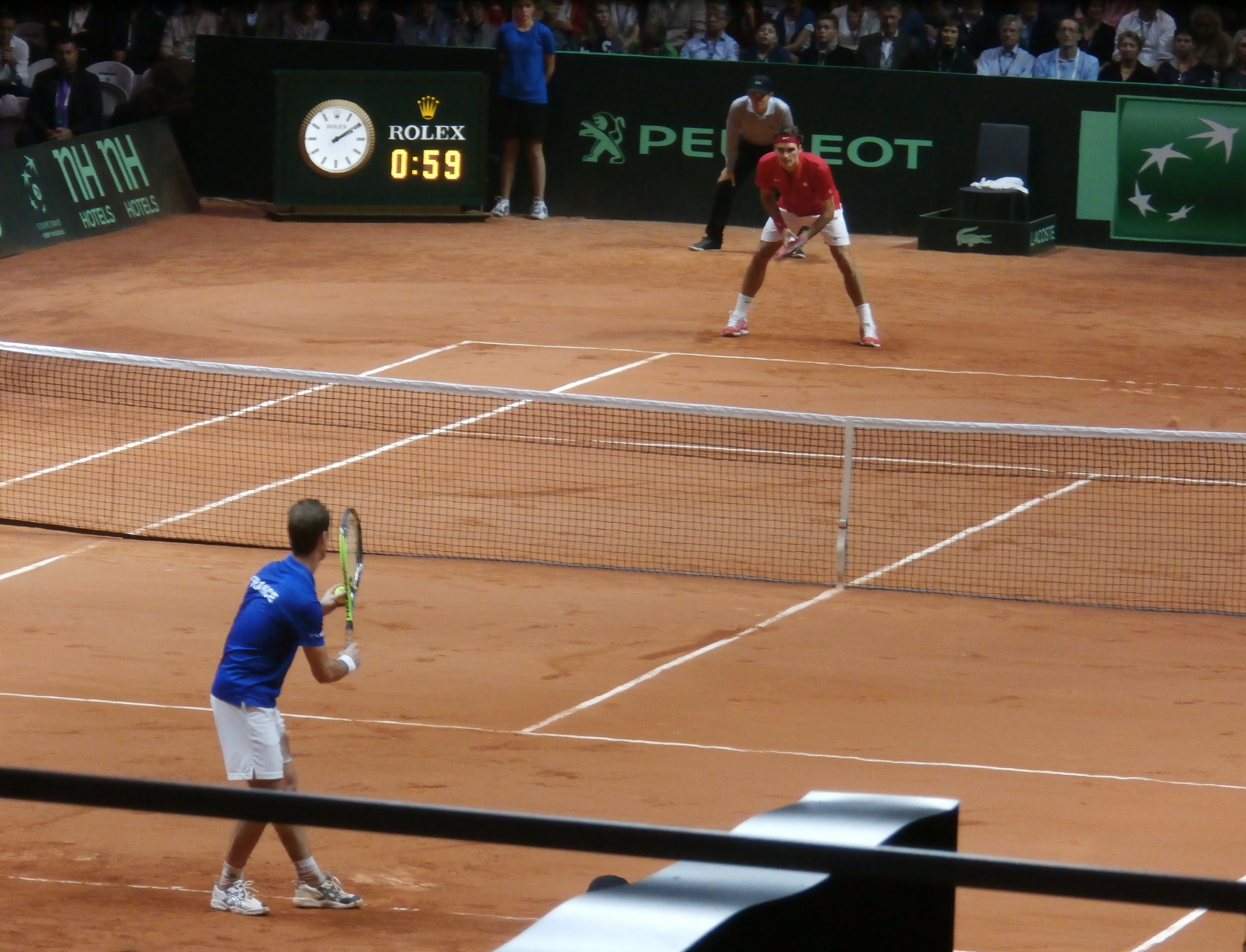
Фінал Кубка Девіса 2014 року: Рішар Гаске (у синьому) проти Федерера (у червоному)

Утринадцяте одержавши право на участь у підсумковому турнірі сезону, Федерер у півфіналі вибив із боротьби Вавринку, відігравши під час зустрічі чотири матчболи. Опісля, однак, йому довелося відмовитися від участи у фіналі через загострення мононуклеозу, і переможцем турніру без гри став Джокович. За підсумками сезону швейцарець посів друге місце у рейтингу з п'ятьма титулами в індивідуальних турнірах.
Фінал Кубка Девіса в Ліллі швейцарці проводили в листопаді проти збірної Франції на ґрунтових кортах, найнезручніших для Федерера. Першого дня фіналу він програв у трьох сетах Монфісу, але перемога Вавринки над Жо-Вільфрідом Тсонгою дозволила швейцарцям звести цей день внічию. Потім Федерер і Вавринка, які до цього чотири рази поспіль програвали в парних зустрічах, взяли гору над Монфісом і Жульєном Беннето, а в четвертій зустрічі матчу Федерер розгромив Рішара Гаске, віддавши супернику лише 8 геймів у 3 сетах і достроково забезпечивши перемогу своїй команді. Це був перший Кубок Девіса збірної Швейцарії за її історію, і капітаном команди в цей час був особистий тренер Федерера Северін Люті.

#### 2015 рік
2015 рік Федерер почав, як і попередній, з фіналу в Брісбені, у якому цього разу переміг. У фінальній грі проти Раоніча швейцарець здобув 1000-ну перемогу у своїй професійній кар'єрі. Більше виграних матчів на той момент було в доробку лише Джиммі Коннорса (1253) та Івана Лендла (1071). У Мельбурні, однак, розвинути успіх не вдалося: Федерер поступився Андреасові Сеппі вже в третьому колі — найраніша його поразка на Відкритому чемпіонаті Австралії з 2001 року.
У Дубаї Федерер переміг уже всьоме за кар'єру, у фіналі обігравши Джоковича. У фіналі турніру Мастерс в Індіан-Веллсі зустрілися ці ж суперники, але тепер перемогу здобув серб. Мастерс Маямі Федерер вирішив пропустити, плануючи натомість зіграти у всіх трьох турнірах Мастерс на ґрунті. У двох із них швейцарець вибув із боротьби рано, програвши в Монте-Карло в третьому раунді, а в Мадриді — у другому, де не реалізував два матчболи проти 20-річного Ніка Киріоса. Однак, у проміжку між ними Федерер виграв новий турнір базової категорії в Стамбулі, перемігши у вирішальному матчі Пабло Куеваса, а потім на Відкритому чемпіонаті Італії лише у фіналі поступився Джоковичу. У Парижі його зупинив у чвертьфіналі Вавринка.
На газонах Галле напередодні турніру Вімблдону Федерер переміг вже увосьме, взявши у фіналі реванш за поразку на Відкритому чемпіонаті Австралії в Андреаса Сеппі. Вімблдон 2015 став для нього 63-м поспіль турніром Великого шлему — новий світовий рекорд серед обох статей (попереднім рекордсменом з 62 турнірами поспіль була японка Ай Суґіяма). У півфінальному матчі проти Енді Маррея швейцарець, на думку Б'єрна Борга, продемонстрував свою найкращу гру на подачі за останні десять років, а сам британський тенісист назвав цей матч найкращим, який Федерер зіграв проти нього за всю історію їхніх зустрічей. За цю зустріч, що тривала лише три сети, швейцарець подав навиліт 20 разів. У фіналі, однак, його знову зупинив Новак Джокович, який переміг у чотирьох сетах.

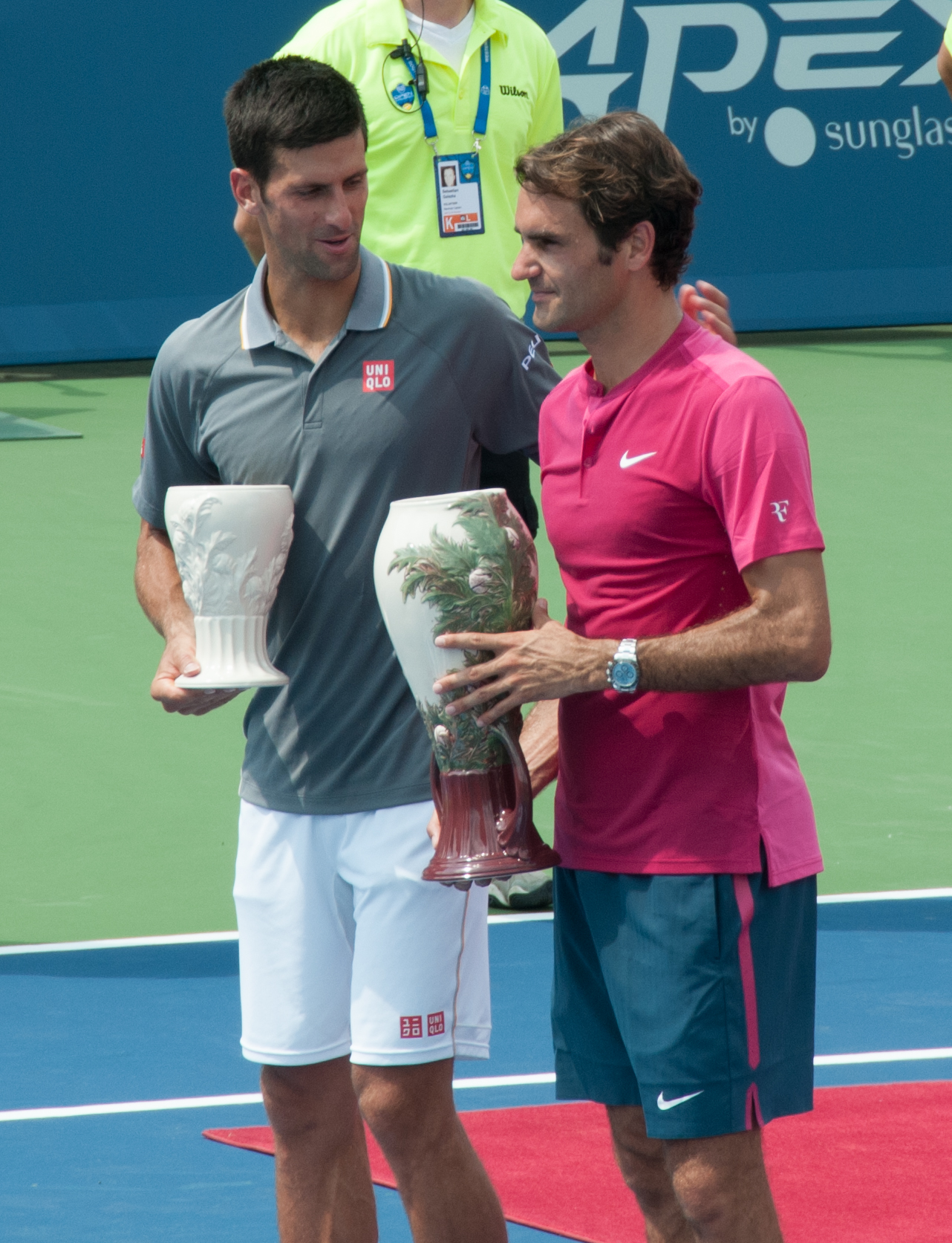
Джокович та Федерер. Церемонія нагородження, Цинциннаті, 2015 рік

В Америці швейцарець успішно зіграв у Цинциннаті, де у півфіналі переміг другу ракетку світу Маррея, а у фіналі Джоковича, не віддавши суперникам жодного сету. Він розвинув успіх у Нью-Йорку, підійшовши до фіналу з 28 виграними сетами поспіль — третя за тривалістю серія за всю кар'єру. За шість матчів Відкритого чемпіонату США Федерер програв лише 52 гейми — стільки ж, скільки в перших шести колах переможного Вімблдону 2006. У фіналі, однак, він не зміг впоратися з Джоковичем, який знову здобув перемогу в чотирьох сетах і виграв свій десятий турнір Великого шлему. Восени у Базелі Федерер здобув сьомий титул у Swiss Indoors. У фіналі він переміг Надаля, перервавши серію з п'яти поразок поспіль проти цього суперника (перед матчем загальний рахунок їх зустрічей був 23:10 на користь іспанця). У вересні відбувся останній матч Федерера у складі збірної Швейцарії в Кубку Девіса: у зустрічі плей-оф він програв у парі з К'юдінеллі, але приніс команді очки в обох іграх в одиночному розряді.
На підсумковому турнірі ATP Роджер виграв усі матчі групового етапу, обігравши Бердиха, Нішікорі та Джоковича, а у півфіналі переміг Вавринку. У фіналі він вдруге за турнір зіграв із сербським чемпіоном, проте цього разу поступився з рахунком 3:6, 4:6. За підсумками сезону швейцарець посів 3-тє місце в рейтингу, за рік зігравши в 11 фіналах, з яких шість виграв, а в решті п'яти поступився одному й тому ж супернику — Джоковичу. У грудні було оголошено, що тренерську команду Федерера залишає Едберг, а замість нього зі швейцарцем працюватиме Іван Любичич. Це був перший тренер Федерера, який раніше грав проти нього у професійному турі (швейцарець виграв 13 з 16 зустрічей між ними).

#### 2016 рік
Федерер розпочав 2016 рік з виходу до фіналу в Брісбені, де поступився Мілошу Раонічу (як згодом виявилося, це був його найкращий результат за весь сезон). Під час Відкритого чемпіонату Австралії здобув свою 300-ту перемогу в турнірах Великого шлему, обігравши в 3-му колі Григора Димитрова, і дійшов до півфіналу, де його зупинив Джокович.
Вже після поразки, купаючи дітей у мельбурнському готелі, Федерер травмував коліно, що спричинило першу в його спортивній кар'єрі операцію. Відновлення після операції забрало два місяці; крім того, швейцарець знявся з турніру Мастерс у Маямі через гастроентерит і зі змагання в Мадриді через болі в спині. Він взяв участь у турнірах у Монте-Карло та Римі, але на обох них не досяг успіхів і оголосив, що хвора спина не дозволить йому виступити на Відкритому чемпіонаті Франції. Це рішення обірвало рекордну серію з 65 зіграних поспіль турнірів Великого шлему (відтоді цей рекорд побив Фелісіано Лопес).
За трав'яний сезон швейцарець взяв участь у трьох турнірах, у чвертьфіналі у Штутгарті здобувши 1072 перемогу за професійну кар'єру і вийшовши за цим показником на чисте друге місце в історії після Коннорса. На цьому турнірі він програв у півфіналі Домінікові Тіму, а через тиждень на тому ж етапі поступився в Галле 19-річному господареві корту Александрові Звєрєву. На Вімблдонському турнірі здобув перемогу у чвертьфіналі проти Марина Чилича, програючи 0:2 за сетами і відігравши під час зустрічі три матчболи. Ця перемога дозволила швейцарцеві повторити відразу кілька поточних рекордів — за кількістю виграних матчів та участи у півфіналах турніру Вімблдону (відповідно 84 і 11, обидва належали Коннорсу) і за кількістю матчів, виграних з рахунку 0:2 за сетами, від початку відкритої ери (зрівнявся з Борисом Бекером і Аароном Крікстейном). Однак, у боротьбі за вихід до фіналу швейцарський тенісист поступився Раонічу. Біограф Крістофер Клері називає найбільш пам'ятним моментом півфіналу незручне падіння Федерера в п'ятому сеті в спробі дістати обвідний удар канадця — для «тенісного Баришникова» це було вкрай незвичайно і свідчило про погану форму. Цей турнір став для швейцарця останнім у сезоні, а решту року він присвятив відпочинку та відновленню фізичної форми. Вперше з 2000 року Федерер не здобув жодного титулу за сезон, а в листопаді, опустившись у рейтингу на 16-те місце, вибув з першої десятки вперше за 734 тижні (понад 14 років).

### Другий пік кар'єри

#### 2017 рік
В умовах різкого спаду форми у Джоковича та Маррея сезон 2017 став найкращим у кар'єрі Федерера за останні 10 років. На Відкритому чемпіонаті Австралії він переміг, зокрема, посіяних під 10-м та 5-м номерами Томаша Бердиха та Кея Нішікорі, а також Вавринку, а у фіналі він у п'яти сетах обіграв Надаля. Це була його перша перемога над іспанцем на турнірі Великого шлему після фіналу Вімблдону 2007 року. Крім того, у 35 років Федерер став найстаршим чемпіоном турніру Великого шлему з 1972 року, коли титул, також в Австралії, виборов 37-річний Кен Роузволл. А ще швейцарець першим у світі по п'ять чи більше разів виграв три із чотирьох турнірів Великого шлему. Окрім Надаля, він на шляху до титулу переміг ще чотирьох суперників з першої десятки рейтингу — востаннє перед цим аналогічний результат показав Матс Віландер на Відкритому чемпіонаті Франції 1982 року.
Опісля Федерер виграв обидва весняні турніри Мастерс у США — в Індіан-Веллсі та Маямі, перемігши Надаля у 4-му колі першого та у фіналі другого. Вперше з 2006 року йому вдалося за один сезон перемогти в Індіан-Веллсі та Маямі. Далі Федерер пропустив усю ґрунтову частину сезону, зокрема Відкритий чемпіонат Франції, зосередившись на підготовці до Вімблдону. Перший матч після повернення він програв на трав'яних кортах Штутгарта Томмі Гаасу, який посідав у рейтингу 302-ге місце, однак потім зумів уже вдев'яте виграти турнір у Галле, у фіналі здобувши перемогу над Александром Звєрєвим. На Вімблдоні Федерер вдруге за кар'єру не програв жодного сету на одному турнірі Великого шлему (у фіналі віддавши Чиличу лише 8 геймів). Він став другим гравцем за Відкриту еру, який зробив це на Вімблдоні (після Борга, який досяг такого результату 1976 року), і найстаршим гравцем, який переміг на кортах Всеанглійського клубу за Відкриту еру, випередивши Артура Еша, який виборов титул у 31 рік. Увосьме вигравши цей турнір, він вийшов у одноосібні лідери за кількістю перемог на Вімблдоні, випередивши Сампраса і зірку 1880 років Вільяма Реншоу.
Перед Відкритим чемпіонатом США Федерер зіграв лише на турнірі Мастерс у Монреалі, де у фіналі поступився Александру Звєрєву. Загалом у Галле, на Вімблдоні та в Монреалі швейцарець виграв 32 сети поспіль, встановивши новий особистий рекорд. Після цього, однак, як пише Марк Годжкінсон, у Федерера відновилися проблеми зі спиною, які змусили його знятися з турніру в Цинциннаті. До початку Відкритого чемпіонату США швейцарцеві не вдалося оговтатися повністю. Йому знадобилося по п'ять сетів, щоб виграти матчі у двох перших раундах, а у чвертьфіналі він у чотирьох сетах поступився дель Потро, зазнавши першої поразки на турнірах Великого шлему за понад рік. Після цього Федерер успішно зіграв за збірну Європи в заснованому ним виставковому командному матчі, знаному як Кубок Лейвера (зокрема перемігши в парі з Надалем американців Сема Кверрі та Джека Сока), а потім виграв турнір Мастерс у Шанхаї, у фіналі здобувши п'яту поспіль — з осені 2015 року — перемогу над Надалем і відібравши у Андре Агассі звання найстаршого чемпіона турніру Мастерс в історії.
У Базелі Федерер здобув сьомий титул за сезон і 95-й за кар'єру, вийшовши на друге місце за цим показником за історію Відкритої ери після Джиммі Коннорса — переможця 109 турнірів. Розпочавши сезон на 17-му місці в рейтингу, він зійшов до 2-го, але відмовившись від участи в турнірі Мастерс у Парижі, достроково поступився Надалю 1-м місцем за підсумками сезону. У підсумковому турнірі року, де швейцарець грав у рекордний 15-й раз, він переміг у всіх трьох матчах у групі, проте у півфіналі зазнав поразки від Давида Гоффена, якого до цього обігравав у всіх шести зустрічах. Загалом за сезон швейцарець виграв 52 матчі й зазнав п'яти поразок, виборов сім титулів — найкращий результат з 2007 року — і заробив 13,1 млн доларів призових, більше, ніж будь-коли за кар'єру. Навіть попри пропуск одного турніру Великого шлему і п'яти з дев'яти турнірів Мастерс, він завершив рік лише в тисячі з невеликим очок позаду Надаля і з майже вдвічі кращою сумою, ніж у Григора Димитрова, який посідав третє місце в рейтингу. Після перемоги в Базелі він обійшов Новака Джоковича, який не виступав з липня через травму, за загальною сумою призових за кар'єру (109,854 млн доларів проти 109,805 мільйонів у серба). Тренера Федерера Северіна Люті визнано тренером року у Швейцарії.

#### 2018 рік

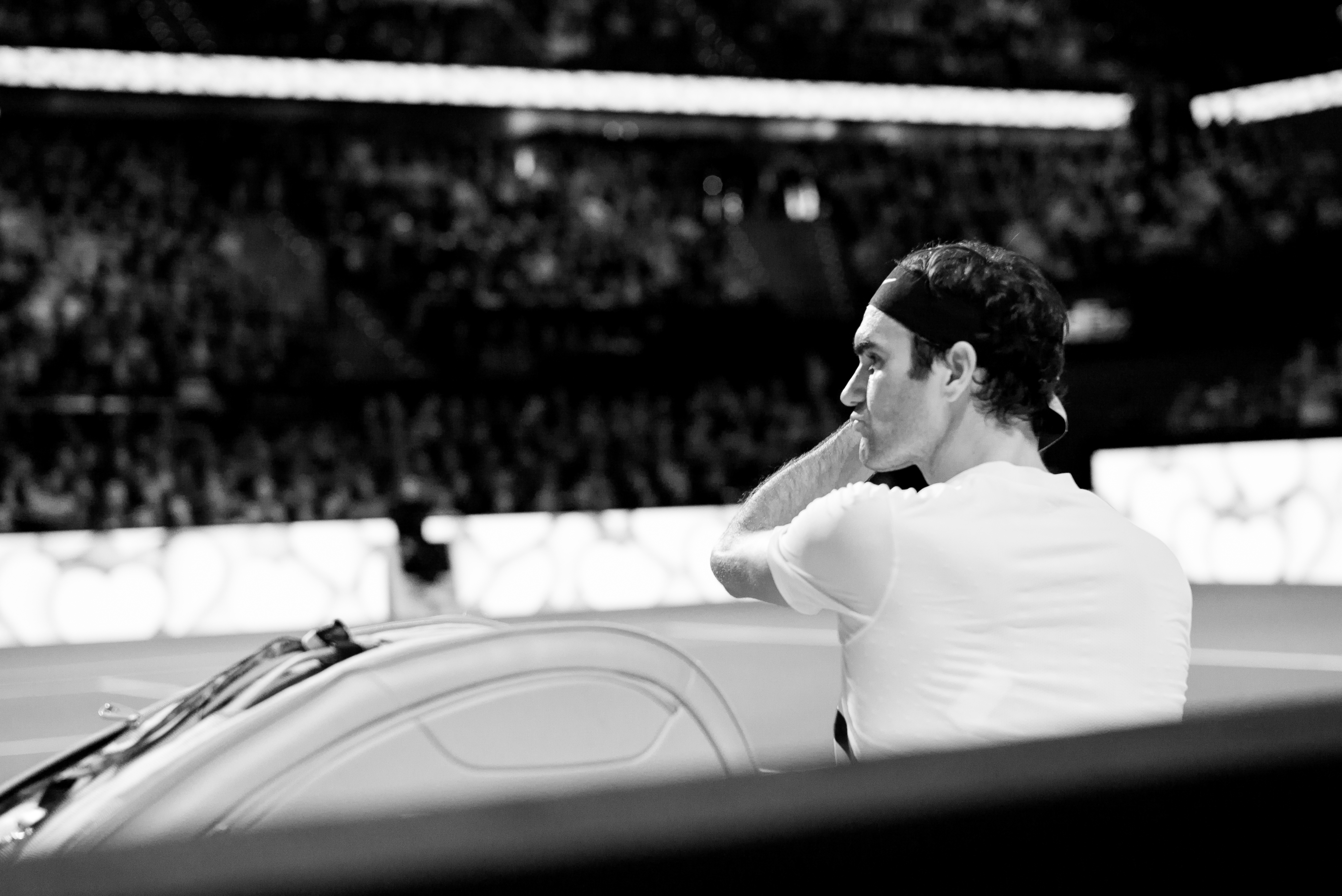
На турнірі в Роттердамі, 2018 рік

2018 рік розпочався для Федерера з перемоги на Кубку Гопмана у парі з Беліндою Бенчич — другий титул на цьому турнірі для нього та третій для збірної Швейцарії. На Відкритому чемпіонаті Австралії він здобув свій 20-й титул у 30 фіналах турнірів Великого шлему, до фіналу не програвши жодного сету, а у вирішальному матчі перемігши в п'яти сетах Марина Чилича. Вигравши у лютому турнір у Роттердамі, швейцарець на 6 тижнів повернув собі звання першої ракетки світу, ставши найстарішим в історії гравцем на першій позиції у рейтингу. Принагідно він встановив ще два рекорди — за кількістю років між першим і останнім виходами на перше місце (14) і тривалістю перерви між втратою першої позиції і поверненням на неї (5 років і 106 днів). Продовжив переможну серію в Індіан-Веллсі, довівши її до 17 матчів з початку сезону (найкращий показник у кар'єрі), перш ніж поступитись у фіналі дель Потро. Після цього, однак, швейцарець програв у другому раунді в Маямі 175-й ракетці світу Танасі Коккінакісу. Австралієць став гравцем з найнижчим місцем у рейтингу, який зміг обіграти першу ракетку світу, з 2003 року.
Як і рік тому, Федерер пропустив ґрунтову частину сезону, зокрема Відкритий чемпіонат Франції. Попри це він на тиждень повернувся на перше місце в рейтингу 14 травня, а потім — також на тиждень — 18 червня. Останнє повернення на першу позицію він забезпечив собі виходом до півфіналу у Штутгарті — у першому турнірі трав'яного сезону, який у підсумку і виграв, перемігши у фіналі Раоніча. У Галле швейцарець вже удванадцяте за кар'єру дістався фіналу, відігравши у півфіналі два матчболи у Бенуа Пера, але у вирішальному матчі його зупинив хорват Борна Чорич. На Вімблдонському турнірі Федерер у перших чотирьох раундах не віддав суперникам жодного сету, проте у чвертьфіналі програв південноафриканцеві Кевіну Андерсону, не реалізувавши під час зустрічі матчбол.
На турнірі в Цинциннаті Федерер на шляху до фіналу не програв жодного гейму на своїй подачі. Серію зі ста виграних геймів поспіль перервав лише у фіналі турніру Джокович, який тричі взяв подачі швейцарця. Програвши на Відкритому чемпіонаті США вже у 4-му колі, а в Шанхаї у півфіналі, Федерер потім удев'яте став чемпіоном Swiss Open у своєму 14-му фіналі на цьому турнірі. На Підсумковому турнірі ATP швейцарець вийшов до півфіналу, але там поступився майбутньому чемпіонові Звєрєву.

#### 2019 рік
На старті сезону 2019 року Федерер та Бенчич вдруге поспіль вибороли для Швейцарії Кубок Гопмана. Це був перший випадок в історії турніру, коли одна й та сама команда вигравала титул двічі поспіль, а третій титул Федерера став рекордним для Кубка Гопмана. Після цього він у 20-й раз поспіль дійшов на Відкритому чемпіонаті Австралії до третього кола або далі, у четвертому раунді поступившись представникові Греції Стефаносові Ціціпасу. Взявши реванш у грека у фіналі тенісного чемпіонату Дубая, Федерер виборов восьмий титул на цьому турнірі і сотий загалом за кар'єру. В Індіан-Веллсі швейцарець дійшов до фіналу, не програвши жодного сету, але у вирішальному матчі поступився Домінікові Тіму. Далі він виграв турнір Мастерс у Маямі — вже 28-й за кар'єру в цій категорії. Перемога над Кевіном Андерсоном у чвертьфіналі стала для швейцарця 1200-ю з початку виступів.

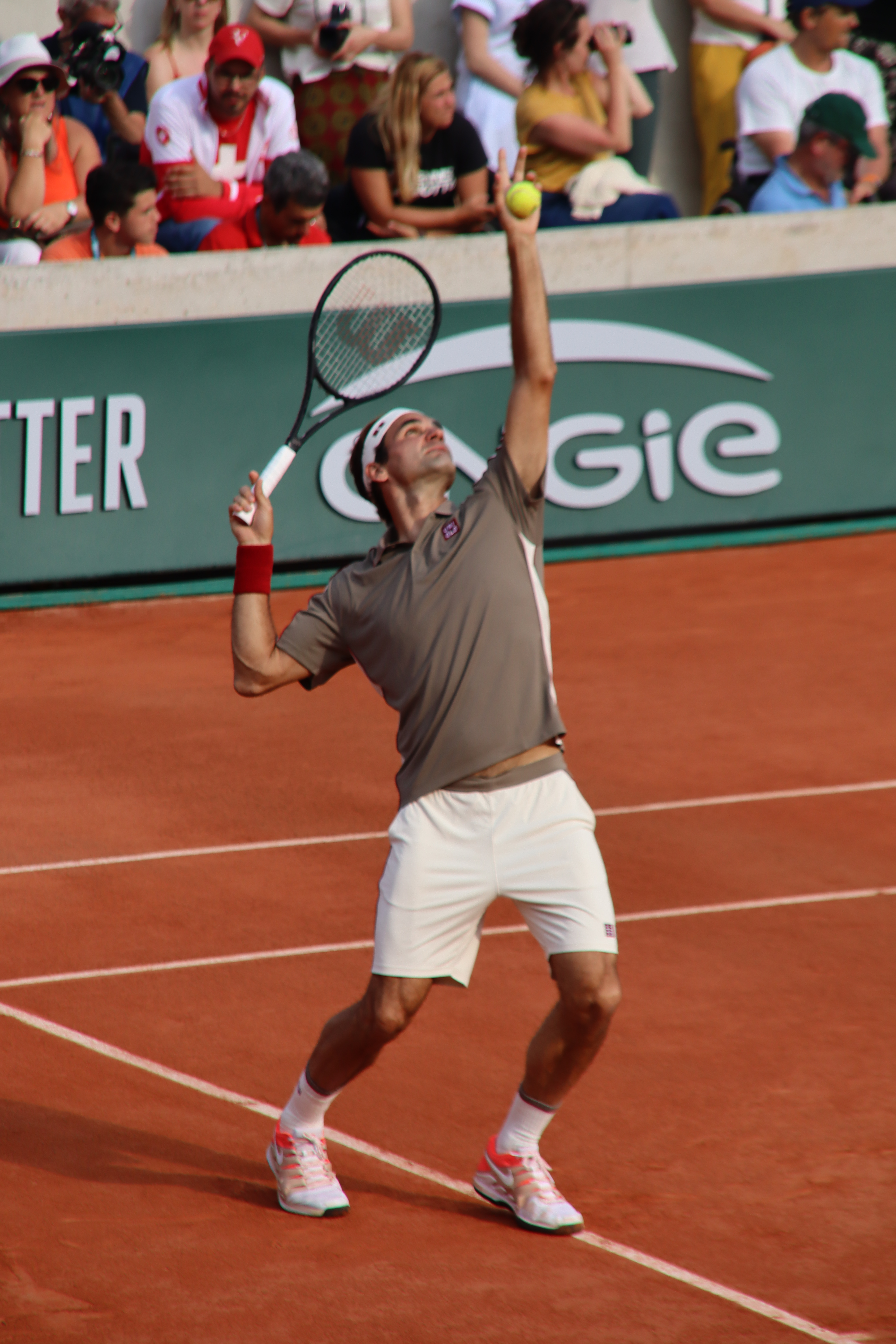
Ролан Гаррос 2019 року

На відміну від попередніх років, Федерер взяв участь у ґрунтовій частині сезону в Європі. У 4-му колі в Мадриді він відіграв два матчболи у Гаеля Монфіса, але у чвертьфіналі проти Тіма вже сам не реалізував можливість виграти матч. У третьому колі Відкритого чемпіонату Італії швейцарець знову відіграв два матчболи — тепер проти Чорича, але при цьому травмував праву ногу і не вийшов на чвертьфінальний матч із Ціціпасом. На Відкритому чемпіонаті Франції, де Федерер грав уперше з 2015 року, він увосьме вийшов до півфіналу, де поступився Надалю. Перемога іспанця, здобута в трьох сетах, стала для нього 14-ю в 16 зустрічах з Федерером на ґрунтових кортах.
Повернувшись після «Ролан Гаррос» на трав'яні газони, Федерер вдесяте виграв турнір у Галле, завдавши у фіналі поразки Гоффену. Під час Вімблдонського турніру він став першим в історії чоловіком, який виграв 100 матчів в одному турнірі Великого шлему. Соту перемогу здобуто у чвертьфіналі над Нішікорі. У півфіналі Федерер уперше з 2008 року грав на Вімблдоні проти Надаля. Вигравши перший сет на тай-брейку, швейцарець програв 20 з 23 останніх розіграшів м'яча в другому, але потім знову повів у рахунку і зрештою переміг, реалізувавши свій п'ятий матчбол за гру — 7:6(3), 1:6, 6: 3, 6:4. У фіналі проти Джоковича Федерер демонстрував нестабільну гру, чергуючи блискучі розіграші (майже за всіма статистичними показниками він перевершив суперника) з невиправданими помилками. У п'ятому сеті матчу він взяв подачу Джоковича за рахунку 7:7, але не реалізував подвійний матчбол на своїй і дав суперникові зрівняти рахунок. Потім він двічі одержував брейк-пойнт на подачі серба за рахунку 11:11, але й цими можливостями не зумів скористатися. У підсумку вперше в історії Вімблдону зіграно тай-брейк за рахунку 12:12 за геймами, і в ньому сильнішим виявився Джокович, який виграв 7 м'ячів проти 3 у Федерера. Цей фінал тривав 4 години та 55 хвилин і побив рекорд тривалости, встановлений 2008 року Федерером та Надалем.
Рано вибувши з боротьби в Цинциннаті, Федерер дійшов до чвертьфіналу Відкритого чемпіонату США, але там несподівано поступився Григору Димитрову, який до цього не досягав успіхів у сезоні і опустився на момент їхньої зустрічі до 78-го місця в рейтингу. Ця перемога стала для болгарина першою за 8 зустрічей із Федерером. Після Відкритого чемпіонату США швейцарець знову взяв участь у Кубку Лейвера, вигравши обидві свої зустрічі (загальний баланс перемог та поразок за три роки 6:0). Потім він вдесяте за кар'єру виграв турнір у Базелі, перемігши у фіналі Алекса де Мінора. 38-річний Федерер став найстаршим в історії туру ATP переможцем турніру після Роузволла, який переміг у Гонконгу в 43 роки. У фінальному турнірі року швейцарець завдав на груповому етапі поразки Джоковичу, але у своєму 16-му за кар'єру півфіналі програв Ціціпасу — майбутньому чемпіонові.

### Завершення ігрової кар'єри

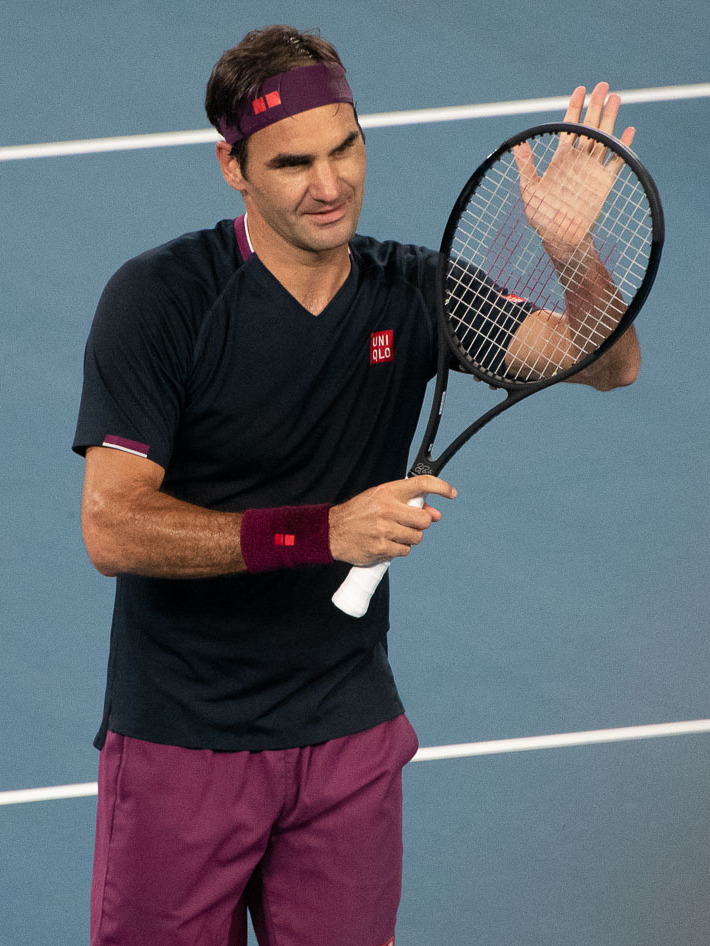
Відкритий чемпіонат Австралії 2020 року

У січні 2020 року Федерер виграв свій сотий матч на Відкритому чемпіонаті Австралії, перемігши в 3-му колі місцевого гравця Джона Міллмана. У чвертьфіналі йому вдалося відіграти сім матчболів за матч проти Тенніса Сендґрена — повтор особистого рекорду, встановленого 2003 року. У наступному колі швейцарець 50-й раз за кар'єру зустрівся з Джоковичем, і в цій грі серб вийшов переможцем. У лютому швейцарець зіграв показовий матч проти Надаля в Кейптауні на стадіоні місткістю 55 тисяч глядачів (частиною програми був також матч пар за участю Тревора Ноа та Білла Гейтса). Хоча ПАР — батьківщина матері Федерера, це був його перший виступ у цій країні.
Опісля Федерер у сезоні 2020 не виступав: травма правого коліна змусила його перебути дві операції, а сам сезон скоротили через пандемію COVID-19. У червні Федерер повідомив, що 2020 року на корт уже не повернеться. Швейцарець пропустив також Відкритий чемпіонат Австралії 2021 року та відновив виступи лише у березні у Досі. Вигравши там один матч і програвши наступний, він знову взяв тривалу паузу. Ґрунтовий сезон швейцарець обмежив двома турнірами — у Женеві та на «Ролан Гаррос». Якщо у себе на батьківщині він програв у першому ж раунді, то в Парижі переміг у перших трьох матчах, але після гри з Домініком Кепфером, що тривала три з половиною години, знявся зі змагання, щоб поберегти прооперовану ногу перед Вімблдоном.
Розпочавши трав'яний сезон, як завжди, у Галле, Федерер поступився у другому раунді Феліксові Оже-Аліассіму, вперше за роки виступів у цьому турнірі не потрапивши хоча б до чвертьфіналу. На Вімблдонському турнірі швейцарець був посіяний під шостим номером і ледве не вибув уже в першому колі, поступаючись Адріану Маннаріно 1:2 за сетами. Однак Федерер виграв четверту партію, а у п'ятій Маннаріно відмовився від гри. У третьому колі швейцарець обіграв 29-го сіяного Кемерона Норрі в чотирьох сетах. Це була 1250-та перемога Федерера на рівні ATP в одиночному розряді. У 4-му колі 5 липня він переміг Лоренцо Сонего з рахунком 7:5, 6:4, 6:2. Як виявилося, це була 1251 і остання перемога Федерера на рівні ATP. Він 18-й раз у кар'єрі вийшов до 1/4 фіналу Вімблдону (вперше це вдалося йому 2001 року). У чвертьфіналі Федерер програв поляку Губерту Гуркачу з рахунком 3:6, 6:7 (4), 0:6. Швейцарець вперше з 2002 року програв матч на Вімблдоні в трьох сетах, а також лише вдруге у XXI столітті не зміг взяти жодного гейму в сеті. Після Вімблдону Федерер оголосив, що пропускає Олімпійські ігри через травму коліна. У серпні з'явилося повідомлення, що він має третю операцію правого коліна, тож не зможе брати участь у змаганнях протягом декількох місяців. У листопаді в інтерв'ю тенісист уточнив, що відновить тренування не раніше квітня наступного року і, ймовірно, пропустить черговий Вімблдонський турнір.
Попри те, що швейцарець майже не грав ні 2020 року, ні на початку наступного сезону, на його становищі в рейтингу це тривалий час майже не позначалося: через пандемію COVID-19 Асоціація тенісистів-професіоналів постановила зберегти за гравцями рейтингові очки, набрані до вимушеної перерви у сезоні. Це викликало нарікання з боку інших гравців, зокрема, Александра Звєрєва, попри вдалі виступи позбавленого можливости обійти Федерера в рейтингу. Однак після того, як швейцарець пропустив цілий рік після турніру Вімблдону 2021 року, у нього не залишилося рейтингових очок і він вперше з початку кар'єри вибув з рейтингу. Влітку 2022 року з'явилася інформація, що Федерер вийде на корт у рамках Кубка Лейвера у вересні та на турнірі у Базелі у жовтні. Проте 15 вересня спортсмен оголосив, що Кубок Лейвера стане останнім змаганням у його кар'єрі. Останній у кар'єрі матч Федерер провів у рамках Кубка Лейвера в парі з Надалем, поступившись на супертай-брейку американцям Джеку Соку та Френсісу Тіафо.

## Стиль та оцінки гри
Біограф Федерера Рене Штауффер пише, що вже у 15 років той боровся не із суперником, а суто з м'ячем, який він одночасно любив та ненавидів. Метою молодого швейцарця було грати в теніс ідеально. Побічним ефектом такого ставлення до гри стала відсутність ворожости до суперників, якою вирізнявся серед інших Джиммі Коннорс. 2009 року, знімаючись разом з Тайґером Вудсом у рекламному ролику спортивного одягу, тенісист взяв собі фразу «Я люблю перемагати», залишивши Вудсу текст «Я ненавиджу програвати» — за його словами, перша фраза краще пасує до його позитивного, оптимістичного ставлення до гри. Федерер дуже відповідально ставиться до участи у змаганнях: він жодного разу за кар'єру, тобто понад 1500 матчів у одиночному та понад 200 у парному розряді, не відмовлявся продовжувати гру після початку матчу і вкрай рідко (станом на 2018 рік — тричі) за кар'єру) переривав участь у турнірі після його початку.
Першим тенісним кумиром Роджера був Борис Бекер, за першою перемогою на Вімблдоні він спостерігав по телевізору в чотири роки. Штауффер пише, що поразки Бекера від Стефана Едберга у фіналах Вімблдону 1988 і 1990 років доводили юного Федерера до сліз. До кінця кар'єри Едберга в 1990-х роках, однак, саме його гра надихала юного швейцарця найбільше. У 15 років Роджер називав своїм кумиром Піта Сампраса. Марк Годжкінсон також пише, що в молодости швейцарець захоплювався грою чилійця Марсело Ріоса, і це стало однією з причин його співпраці з Петером Лундґреном, який раніше тренував Ріоса.
Вже в юніорах Федерер відмовився від популярного на той час «шведського» стилю гри, який передбачав довгі обміни ударами із задньої лінії і практично гарантував при якісному виконанні успіх на ґрунтових кортах. Він, навпаки, намагався завершити розіграші м'яча якнайшвидше, використовуючи виходи до сітки і широкий арсенал відпрацьованих ударів. Коли 2000 року особистим тренером Федерера став Петер Лундґрен, який повністю усвідомив потенціал свого нового підопічного як «художника» на корті, він поставив перед швейцарцем мету навчитися «перемагати некрасиво» навіть у ситуаціях, коли його улюблені удари не виходять. Крім того, було посилено роботу над ударом з льоту, якого Федерер зовсім не любив. Водночас його тренер з фізичної підготовки П'єр Паганіні розробив для свого підопічного систему тренувань, спрямовану на розвиток «інтегрованої творчости», створивши для нього новий комплекс незвичайних вправ. Наслідком стала вища швидкість на корті — до 2003 року Федерер міг змагатися на біговій доріжці з місцевими спринтерами (щонайменше на 30-метровій дистанції). Він також міг присідати з вантажем у 150 кг. Від часів юности швейцарець також вирізнявся досить високим рівнем максимального споживання кисню — показником, що забезпечує велику витривалість, а це корисно тенісистам під час п'ятисетових матчів.

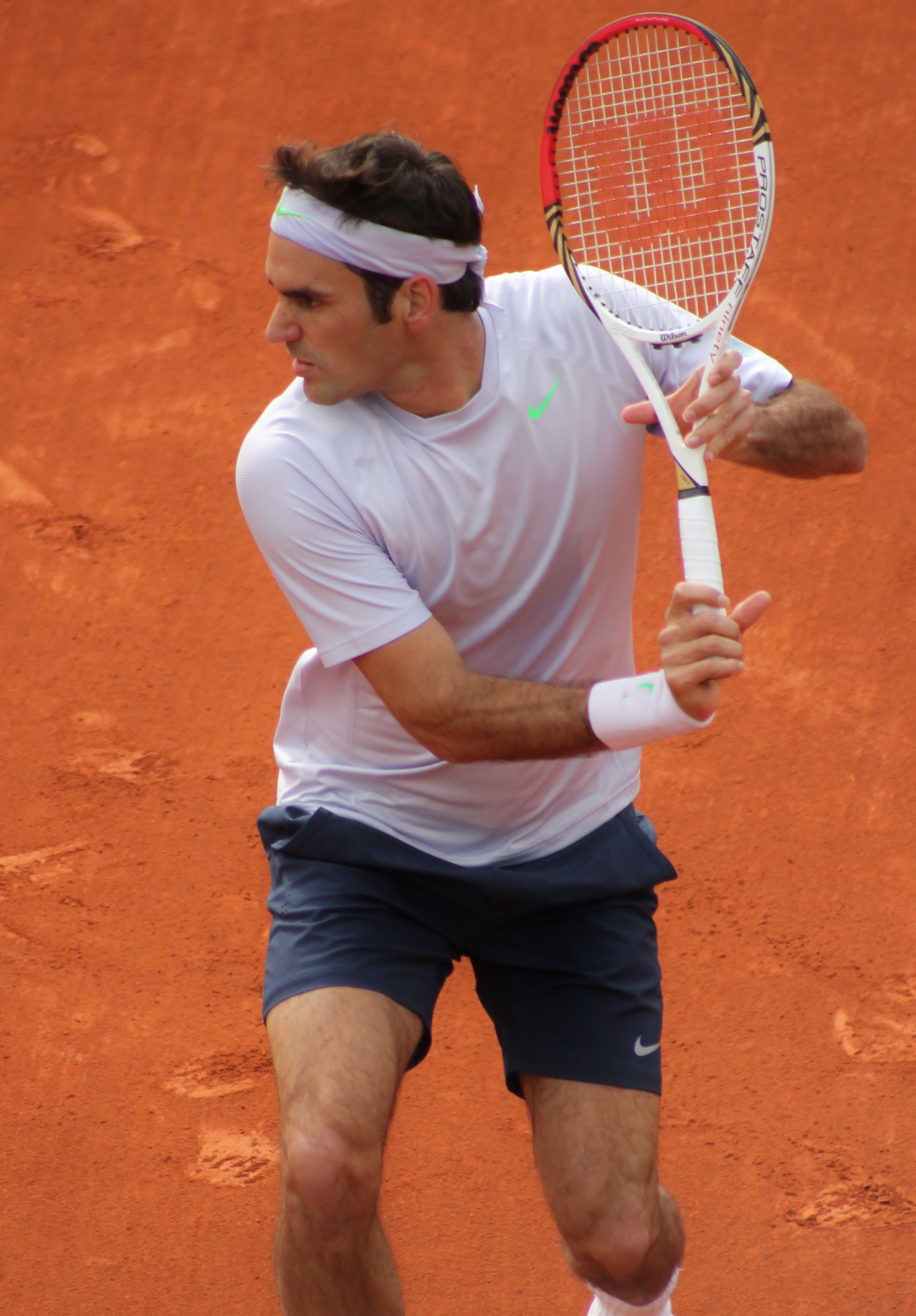
Федерер виконує бекгенд

Федерер вирізняється високою швидкістю реакції (Марк Россе порівнював його з футболістами Зінедіном Зіданом і Дієго Марадоною, кажучи, що на тлі інших спортсменів їхні рухи мають вигляд кадрів з «Матриці»). На піку кар'єри він пропускав найменше подач навиліт і встигав до м'яча в будь-якій точці корту. Він володіє багатим арсеналом ударів, причому вміє до останньої миті не показувати супернику, у якому напрямку і в якому стилі битиме (відеооператор Джон Янделл нарахував в арсеналі Федерера 27 різновидів форгенду). На ранньому етапі кар'єри це багатство вибору іноді шкодило швейцарцеві, котрий вибирав найефектніше, але не найефективніше рішення; згодом, однак, він став утримуватися від непотрібного ризику та гри на публіку на користь спортивного результату. Сам Федерер називає свій стиль гри «новим ретро». Кріс Бауерс пише, що позаяк його техніка ближча до класичної, заведеної в часи дерев'яних ракеток, і, зокрема, не має дворучного бекгенду, то вона пов'язана з меншим навантаженням на організм, тож швейцарець менш схильний до травм, ніж інші сучасні провідні тенісисти. Такий стиль гри дозволяв Федереру довгі роки грати ракеткою з найменшою площею голівки в професійному турі — 90 квадратних дюймів 580 см²). Тільки 2013 року він вирішив збільшити розміри ракетки приблизно на 8 %, але навіть це було менше, ніж площа ракеток інших представників Великої четвірки. Крістофер Клері пише, що перевагу одноручному бекгендові перед популярнішим дворучним Федерер міг віддати, спостерігаючи за грою матері та кумирів дитинства (Бекера, Едберга, Сампраса), або ж перейняв її від тренера Пітера Картера, чию манеру загалом наслідував юнаком

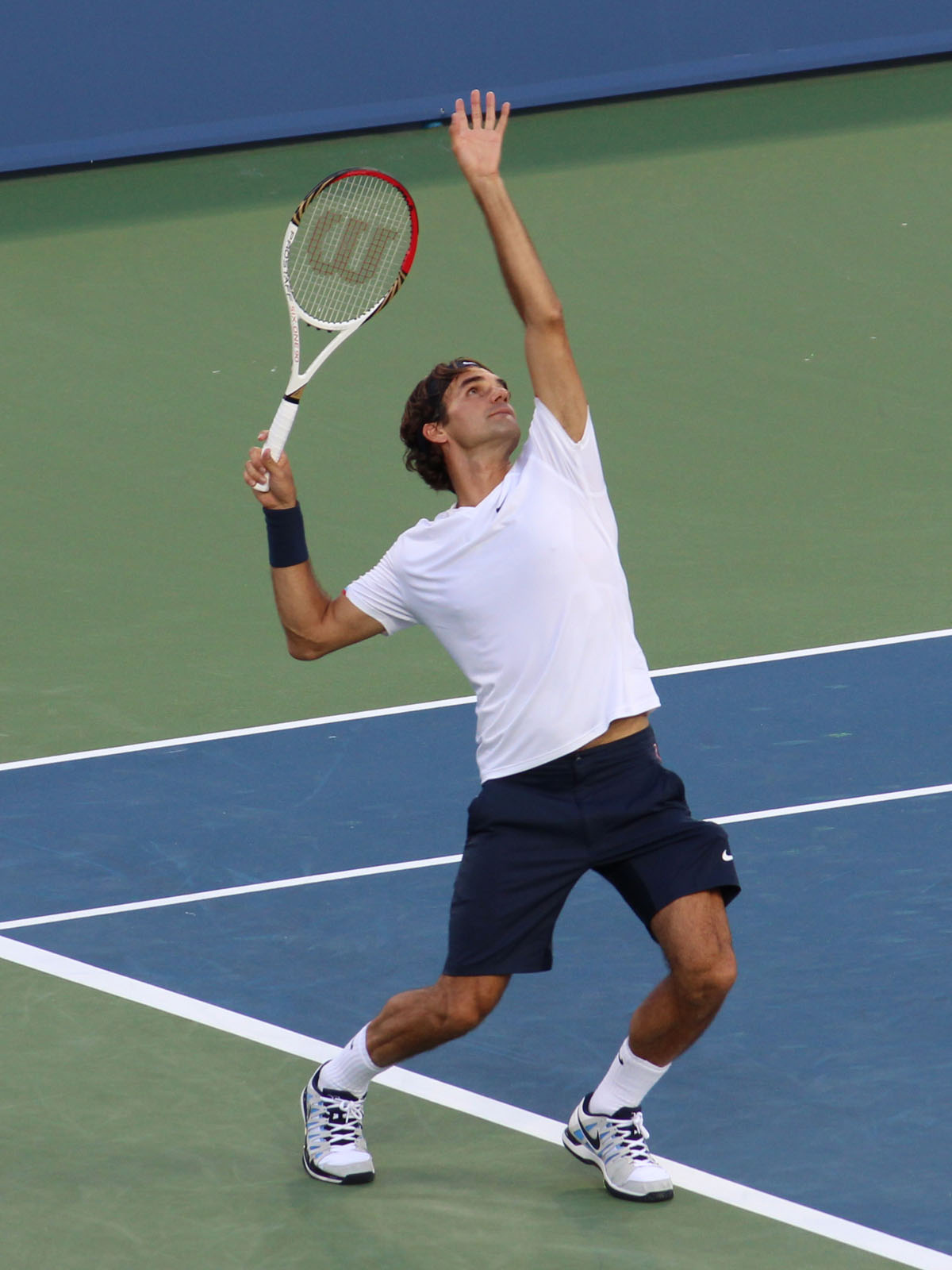
Федерер на подачі

Не володіючи такою потужною подачею, як Енді Роддік (максимальна швидкість його подачі становила 2007 року 218 км/ч), Федерер компенсує цю хибу вмінням варіювати її швидкість, напрям і ступінь підкручування м'яча, заскокуючи суперників зненацька. Його перша подача проходить із досить великою частотою — до 2018 року частка успішних перших подач становила 62 %, дещо нижча, ніж у Надаля та Джоковича, але вища, ніж у більшости інших перших ракеток світу. Федерер частіше подає у кут квадрата, ніж уздовж центральної лінії, і ще рідше — у корпус суперника. При цьому, за даними тенісного аналітика Крейга О'Шоннессі, основна частина подач у кут припадає на перші дві подачі в геймі, а третя подача найчастіше йде вздовж осі корту. Подачі навиліт найчастіше проходять у швейцарського тенісиста вздовж осьової лінії у правий квадрат.
На початку кар'єри Федерер був палким шанувальником стилю serve-and-volley, який передбачає негайний вихід до сітки після подачі, але вже на початку 2000-х років частота його виходів до сітки стала знижуватися і з 2006 до 2012 року навіть на Вімблдоні була нижчою за 10 %, а згодом, у роки роботи з Едбергом, знову трохи зросла. Федерер — майстер укорочених і сильно закручених ударів (досконало володіючи першими, він почав активно їх застосовувати тільки після серії поразок від Надаля, що традиційно грає із задньої лінії). Його топспін оманливо легкий і непомітний, на відміну від більшости гравців, зокрема Надаля, у яких зусилля, у тому числі замах, добре видно. Після першої операції ноги швейцарець знову змінив стиль гри, освоївши новий удар з низького відскоку, який сам називав «раптова атака Федерера», а також зробив корективи в удар закритою ракеткою, зробивши його більш атакувальним. У цей час його різаний бекгенд закручував м'ячі сильніше, ніж удари будь-якого іншого гравця у світі, зокрема форгенди самого Федерера та Надаля.
У перші роки кар'єри Федерер часто зривався і зчиняв ґвалт під час гри. Це докорінно змінилося під час ґрунтового сезону 2001 року. Зі слів Марка Годжкінсона, злам настав після Відкритого чемпіонату Італії, коли швейцарець, переглядаючи новини після своєї поразки в другому раунді, був шокований тим, що коментатори зосередилися не на його грі, а на скандальній поведінці та кількох зламаних ракетках. Кріс Бауерс називає ключовим моментом поразку Федерера у першому колі Відкритого чемпіонату США, коли тенісист засоромився виплеску негативних емоцій після закінчення гри. У зрілому віці його вирізняє джентльменська поведінка і на корті, і за його межами, він залишається доброзичливим і чемним навіть за важких обставин. До 2014 року Федереру 10 разів вручали нагороду ATP імені Стефана Едберга за спортивну поведінку і чесну гру. Зі слів Джона Макінроя і Матса Віландера, ця приязність створює проблеми для суперників на корті, які не можуть розсердитися або зненавидіти швейцарця, що протистоїть їм, щоб повністю викластися заради перемоги над ним. Федерер не соромиться показувати емоції й плакати на людях. Водночас за потреби він може виявити холодну завзятість і наполягти на непопулярному рішенні — це зокрема виявилося в епізоді зі звільненням Якоба Гласека з посади капітана збірної Швейцарії.
Про універсальність гри та класичний стиль швейцарця з похвалою відгукувався вже 2003 року Борис Бекер, протиставляючи його суперникам, які вміють лише потужно подавати м'яч. Наступного року Тім Генман казав, що для того, щоб боротися зі швейцарцем на рівних, потрібно об'єднати подачу Роддіка, повернення м'яча Агассі, рухливість Г'юїтта та його власну гру з льоту. Род Лейвер, дворазовий володар Великого шлему, того ж року заявив, що для нього є честю сам факт порівняння з Федерером. 2005 року, коли Федерер довів кількість перемог на турнірах Великого шлему до шести, Андре Агассі атестував його як найкращого гравця, з яким йому колись доводилося грати, віддавши швейцарцю перевагу перед Сампрасом.
Після того, як Федерер на піку кар'єри завершив здобуття кар'єрного Великого шлему і змінив Піта Сампраса як володар найбільшої кількости титулів на турнірі Великого шлему, а потім і рекордсмена за часом перебування в ранзі першої ракетки світу, чимало тенісних оглядачів сходилися на думці, що він найвидатніший тенісист усіх часів (англ. Greatest of All Time, GOAT). На користь цього погляду свідчить також рекордна за тривалістю серія участи у півфіналах турнірів Великого шлему — від Вімблдону 2004 року до Відкритого чемпіонату Австралії 2010 року. Опоненти вказували на те, що швейцарцю не вдалося довести свою перевагу над Надалем і що повернути собі звання першої ракетки світу 2009 року він зміг тільки завдяки травмі суперника. Саме багаторічне суперництво Федерера і Надаля низка авторів називає найвизначнішим в історії тенісу, ставлячи його вище за протистояння Макінрой-Борг і Сампрас-Агассі. 2012 року Tennis Channel провів голосування, під час якого тенісні експерти та історики поставили Федерера на перше місце серед найвизначніших гравців в історії. Серед інших перших ракеток світу, які називали його найкращим гравцем в історії, були Джон Макінрой, який раніше відводив цю роль Роду Лейверу, Піт Сампрас, Стефан Едберг та Енді Маррей. Федерер — багаторазовий володар нагороди Laureus, яку присуджують найкращому спортсменові року незалежно від виду спорту, а тенісист Джеймс Блейк твердить, що навіть у порівнянні з Тайґером Вудсом та Майклом Джорданом у швейцарця найреальніші підстави вважатися найкращим спортсменом свого покоління. Ознакою його високого авторитету є прізвисько «Бебі Федерер», яке давали низці перспективних молодих тенісистів (серед яких були Рішар Гаске та Григор Димитров).
Опріч високих оцінок фахівців, Федерера підтримує та любить більше уболівальників, ніж будь-якого іншого гравця у його час чи попередні роки. Речовим виразом цієї любові стали червоні конверти, повні записок із побажаннями успіху, які фанати вручають йому перед кожним турніром. В опитуванні вболівальників, яке провела «Бі-бі-сі» після Вімблдону 2021 року, Федерера назвали найвизначнішим тенісистом усіх часів 56 % респондентів (37 % проголосували за Джоковича, 7 % за Надаля). Інтерес до гри Федерера в Базелі такий великий, що 2009 року тенісний турнір у цьому місті подвоїв призовий фонд, перейшовши з розряду ATP 250 до ATP 500.

## Досягнення
- 20-разовий переможець турнірів Великого шлему у чоловічому одиночному розряді, володар кар'єрного Великого шлему. По п'ять разів поспіль вигравав Вімблдонський турнір (2003—2007) та Відкритий чемпіонат США (2004—2008). Зіграв у 10 фіналах турнірів Великого шлему поспіль з 2005 до 2007 року, у 23 півфіналах поспіль із 2004 до 2010 року та у 36 чвертьфіналах поспіль із 2004 до 2013 року. Рекордсмен за кількістю перемог в основних сітках одиночних турнірів Великого шлему (307)[7]. Взяв участь у семи фіналах Вімблдону поспіль (2003—2009)[288], шести фіналах Відкритого чемпіонату США поспіль (2004—2009) та чотирьох фіналах Відкритого чемпіонату Франції поспіль (2006—2009). Рекордсмен Вімблдону за кількістю титулів (8). Другий за віком гравець, який перемагав на турнірі Великого шлему в чоловічому одиночному розряді (36 років і 173 дні, поступається лише Кену Роузволлу)[289].
- Володар Кубка Девіса (2014) у складі збірної Швейцарії[7].
- 3-разовий володар Кубка Гопмана (2001, 2018, 2019) у складі збірної Швейцарії[225].
- 6-разовий переможець та 10-разовий фіналіст Підсумкового турніру ATP в одиночному розряді, учасник рекордного числа таких турнірів (17)[7].
- Чемпіон Олімпійських ігор у чоловічому парному розряді (2008), срібний призер у чоловічому одиночному розряді (2012)[7].
- Перша ракетка світу за рейтингом ATP впродовж 310 тижнів[290], рекордсмен за цим показником до березня 2021 року. Федерер залишається рекордсменом за кількістю тижнів, проведених у ранзі першої ракетки світу поспіль (237)[7]. 5 разів закінчував рік у ранзі першої ракетки світу. Найстарший тенісист, який посідав перше місце в рейтингу ATP (18 червня 2018)[290].
- Володар другого місця в історії за кількістю виграних матчів і турнірів ATP в одиночному розряді (1242 і 103, за обома показниками поступається лише Джиммі Коннорсу)[7]. Рекордсмен за кількістю виграних поспіль фіналів (24)[291]. Загалом виграв 31 різний турнір у 19 країнах, зокрема по 10 разів — турніри ATP у Галле та Базелі. Володар 28 титулів на турнірах серії ATP Мастерс 1000[290].
- Лише п'ять разів за професійну кар'єру програвав сет з рахунком 0:6, причому не в перший рік кар'єри — лише двічі: у фіналі Відкритого чемпіонату Франції 2008 проти Рафаеля Надаля і в чвертьфіналі Вімблдону 2021 проти Губерта Гуркача[292]. Інші три рази поступався з таким рахунком 1999 року — у матчах із Вінсом Спейдією, Патріком Рафтером та Байроном Блеком[149].

### Нагороди та звання
- 5-разовий володар нагороди ATP у номінації «Гравець року» (2004—2007, 2009), володар нагороди у номінації «Повернення року» (2017), 13-разовий володар нагороди імені Стефана Едберга «За спортивну поведінку та чесну гру», 2-разовий володар нагороди імені Артура Еша «За людяність та благодійність» (2006, 2013)[293].
- 19-разовий тенісист року ATP за підсумками голосування вболівальників (2003—2021)[293].
- 5-разовий лауреат премії Laureus World Sports Awards у номінації «Спортсмен року» (2005—2008, 2018)[294]. 2018 року здобув цю премію ще й у номінації «Повернення року». З шістьма нагородами загалом є рекордсменом серед усіх лауреатів премії[295].
- Газета L'Équipe 4 рази визнала його «чемпіоном чемпіонів» (2005—2007, 2017)[296].
- 4 рази визнано закордонним спортсменом року BBC (2004, 2006, 2007, 2017). Рекордсмен серед володарів цього звання за кількістю перемог[297].

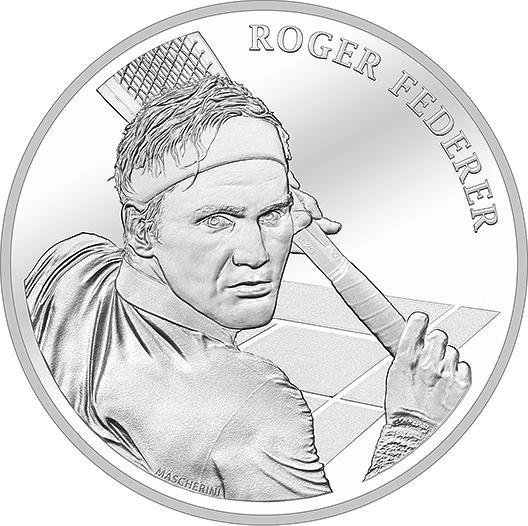
Пам'ятна монета 20 франків (Швейцарія)

- 7 разів визнано спортсменом року у Швейцарії. 2020 року визнано найкращим спортсменом Швейцарії за 70 років[298]. У 2003 та 2017 роках визнано «швейцарцем року»[7].
- 2007 року Швейцарська пошта випустила марку номіналом 1 франк із зображенням Федерера[299], а через два роки він з'явився і на поштовій марці Австрії[300]. Наприкінці 2019 року Швейцарія випустила срібну 20-франкову пам'ятну монету із зображенням Федерера. Це вперше монетний двір Швейцарії викарбував пам'ятну монету на честь людини, яка ще живе. Монетний двір також оголосив, що наступного року випустить золоту 50-франкову монету із зображенням Федерера, що відрізняється від срібної за дизайном[301].
- У травні 2012 року одну з вулиць німецького міста Галле перейменовано на алею Роджера Федерера[302]. 2016 року алея Роджера Федерера з'явилася також у Білі; номер 1 на цій вулиці дістав комплекс Національного тенісного центру[303].
- 2017 року став почесним доктором Базельського університету[7].
- На честь тенісиста названо астероїд 230975 Роджерфедерер[fr].

## За межами корту
Вже до 17 років рекламні контракти з Федерером уклали компанії Nike та Wilson — перша постачала швейцарського вундеркінда спортивною формою та взуттям, а друга ракетками. У 20 років він підписав контракт із виробником годинників Rolex, потім, 2004 року, зі швейцарською компанією Maurice Lacroix, а через два роки — знову з «Ролексом». Серед інших компаній, з якими у нього було укладено рекламні контракти, швейцарський виробник молокопродуктів Emmi, бернська фінансова корпорація Atag Asset Management та Swiss International Air Lines. 2006 року контракт з Wilson став довічний. 2007 року швейцарець разом із Тайґером Вудсом та Тьєррі Анрі став обличчям нового бренду Champions компанії Gillette. Загалом його заробітки залишалися досить скромними як для лідера у своєму виді спорту: 2005 року, вже бувши першою ракеткою світу і заробляючи близько 14 мільйонів на рік, він не потрапив до списку найвисокооплачуваніших спортсменів світу, який складає видання Форбс. Для порівняння, до цього списку увійшли Андре Агассі з 28 мільйонами та Марія Шарапова з 18 мільйонами, а лідери списку Тайґер Вудс та Міхаель Шумахер на той момент заробляли по 80 мільйонів на рік.
2005 року Федерер уклав контракт про послуги з великим агентством IMG, яке представляло його інтереси аж до 2012. 2010 року в списку Forbes він із 47 мільйонами доларів на рік — майже вдвічі більше, ніж у Шарапової, — вже посідав шосте місце серед найвисокооплачуваніших спортсменів і перше серед тенісистів. 2013 року Федерер з 71,5 мільйона був у цьому списку другим позаду Вудса, попереду Кобі Браянта. 2017 року до компаній, які він рекламував, додався виробник елітного шампанського Moët & Chandon, а наступного року, після закінчення контракту з Nike, — фірма спортивного одягу Uniqlo, сума контракту з якою становила близько 30 мільйонів на рік. 2020 року Федерер, який представляв 13 провідних компаній, зокрема Uniqlo, Credit Suisse і Mercedes-Benz, опинився на першому місці серед найвисокооплачуваніших спортсменів зі 106 мільйонами на рік. Він став першим тенісистом в історії, який очолив цей рейтинг. 2018 року Федерер став третім професійним спортсменом після Тайґера Вудса та Флойда Мейвезера, який заробив за кар'єру понад мільярд доларів (з цієї суми лише 130 мільйонів становили призові за офіційні виступи).
Ділова діяльність тенісиста не обмежується рекламними контрактами: за пропозицією Мірки Вавринець він запустив власний бренд парфумерії RF, логотип якого містить його автограф. Після закінчення контракту з IMG Федерер і його колишній агент Тоні Годсік заснували невелике агентство, яке крім самого Роджера представляло, зокрема, Григора Димитрова і Хуана Мартіна дель Потро.
На відміну від багатьох професійних тенісистів, Федерер, почавши заробляти великі суми в призових і за рекламними контрактами, не переїхав до «податкового притулку» в Монако, а залишився жити в передмісті Базеля. Згодом він все ж перебрався до Воллерау в кантоні Швіц, де рівень податків нижчий, ніж у Базель-Ланді. Крім того, Федерер володіє нерухомістю в Дубаї та в швейцарському селі Вальбелла, поруч з однойменним лижним курортом.
У рамках благодійної діяльности заснував 2003 року Фонд Роджера Федерера, спрямований на допомогу дітям із незаможних сімей та розвиток молодіжного спорту. Фонд спонсорував, зокрема, школярів у ПАР та Ефіопії. З 2006 року Федерер виконував роль посла доброї волі ЮНІСЕФ, свій перший візит здійснивши після завершення ігрового сезону до індійського штату Тамілнад, який постраждав від цунамі 2004 року. 2010 року, напередодні початку Відкритого чемпіонату Австралії, став організатором благодійного матчу Hit for Haiti за участю провідних тенісистів світу, збори від якого (близько 200 тисяч австралійських доларів) було направлено на допомогу жертвам землетрусу на Гаїті 12 січня. 2020 року разом з Надалем пожертвував 1/4 мільйона доларів на боротьбу з наслідками лісових пожеж в Австралії. 2011 року за підсумками опитування Інституту репутації, на яке відповіла 51 тисяча осіб у 25 країнах, Федерер потрапив на друге місце після Нельсона Мандели у списку людей, які мають найбільшу довіру та повагу суспільства. Крім того, журнал People неодноразово заносив його до списків «найсексуальніших чоловіків».
Якщо в перші роки кар'єри Федерер намагався не ставати на чіткі позиції в тенісній політиці, то згодом він почав висловлюватися на ці теми частіше та зрозуміліше. Він, зокрема, критикував календар туру ATP за те, що в ньому поспіль розташовані турніри Мастерс, які вимагають від гравців вищої віддачі. Крім того, на початку 2010-х років виступив проти ідеї розрахунку рейтингу за результатами турнірів за два роки, а не за один (переконаним прихильником цієї зміни був Надаль). 2008 року швейцарця обрано до ради гравців ATP, а через чотири місяці — її президентом. У 2010 та 2012 роках Федерера переобрали на додаткові дворічні терміни. Разом з іншими провідними гравцями йому вдалося домогтися збільшення частки, яку одержують гравці від продажу прав на телетрансляції турнірів, причому основна частина збільшених призових на турнірах Великого шлему пішла на виплати не провідним гравцям, а учасникам, які програли в перших раундах. Пізніше заснований Федерером виставковий Кубок Лейвера спричинив його розбіжності з Міжнародною федерацією тенісу (ITF). ITF розглядала Кубок Лейвера, що відбувався у вересні, як потенційну загрозу Кубку Девіса, зокрема тому, що провідні гравці, які часто пропускали Кубок Девіса, погоджувалися водночас на участь у Кубку Лейвера.

## Філантропія
У 2003 році заснував фонд Роджера Федерера (англ. Roger Federer Foundation) для підтримки зубожілих дітей і полегшення їм доступу до освіти і спорту.

18 березня 2022 року, під час повномасштабного російського вторгнення в Україну, яке є частиною російсько-української війни, фонд Роджера Федерера (англ. Roger Federer Foundation) підтримав українських дітей, перерахувавши 500 тис. доларів допомоги. 40-річний швейцарець заявив про це на своїй офіційній сторінці у Twitter.
«Те, що відбувається в Україні, жахає мене та мою сім'ю. Наші серця розбиті через страждання невинних людей. Ми виступаємо за мир.
Своєю підтримкою хочеться насамперед допомогти дітям. Близько 6 мільйонів українських дітей наразі не навчаються в школі. Ми знаємо, що це надзвичайно критичний час для забезпечення доступу до освіти. Ми хочемо підтримати їх у боротьбі з цим надзвичайно травматичним досвідом. Ми надамо підтримку дітям з України», — написав він.

«Через Фонд Роджера Федерера ми підтримаємо War Child Holland, пожертвувавши 500 000 доларів, щоб переконатися, що українські діти продовжать своє навчання», — підкреслив тенісист.

## Статистика

### Історія виступів у турнірах Великого шлему
| Турнір          | 1999 | 2000 | 2001 | 2002 | 2003 | 2004 | 2005 | 2006 | 2007 | 2008 | 2009 | 2010 | 2011 | 2012 | 2013 | 2014 | 2015 | 2016 | 2017 | 2018 | 2019 | 2020 | 2021 | Усп     | В-П    | В %  |
| --------------- | ---- | ---- | ---- | ---- | ---- | ---- | ---- | ---- | ---- | ---- | ---- | ---- | ---- | ---- | ---- | ---- | ---- | ---- | ---- | ---- | ---- | ---- | ---- | ------- | ------ | ---- |
| Australian Open | К1   | 3к   | 3к   | 4к   | 4к   | П    | ПФ   | П    | П    | ПФ   | Ф    | П    | ПФ   | ПФ   | ПФ   | ПФ   | 3к   | ПФ   | П    | П    | 4к   | ПФ   | A    | 6 / 21  | 102–15 | 87.2 |
| French Open     | 1к   | 4к   | ЧФ   | 1к   | 1к   | 3к   | ПФ   | Ф    | Ф    | Ф    | П    | ЧФ   | Ф    | ПФ   | ЧФ   | 4к   | ЧФ   | A    | A    | A    | ПФ   | A    | 4к   | 1 / 19  | 73–17  | 81.1 |
| Wimbledon       | 1к   | 1к   | ЧФ   | 1к   | П    | П    | П    | П    | П    | Ф    | П    | ЧФ   | ЧФ   | П    | 2к   | Ф    | Ф    | ПФ   | П    | ЧФ   | Ф    | Н/Д  | ЧФ   | 8 / 22  | 105–14 | 88.2 |
| US Open         | К2   | 3к   | 4к   | 4к   | 4к   | П    | П    | П    | П    | П    | Ф    | ПФ   | ПФ   | ЧФ   | 4к   | ПФ   | Ф    | A    | ЧФ   | 4к   | ЧФ   | A    | A    | 5 / 19  | 89–14  | 86.4 |
| В–П             | 0–2  | 7–4  | 13–4 | 6–4  | 13–3 | 22–1 | 24–2 | 27–1 | 26–1 | 24–3 | 26–2 | 20–3 | 20–4 | 19–3 | 13–4 | 19–4 | 18–4 | 10–2 | 18–1 | 14–2 | 18–4 | 5–1  | 7–1  | 20 / 81 | 369–60 | 86   |

Примітка:
Федерер пройшов у наступне коло без гри в четвертому колі на US Open (2004 та 2012) й на Вімблдоні (2007), і в другому колі Australian Open (2012); це не враховано як перемоги

### Історія виступів на підсумковому турнірі року
| Турнір    | 1999 | 2000 | 2001 | 2002 | 2003 | 2004 | 2005 | 2006 | 2007 | 2008 | 2009 | 2010 | 2011 | 2012 | 2013 | 2014 | 2015 | 2016 | 2017 | 2018 | 2019 | 2020 | 2021 | SR     | В-П   | Перемога % |
| --------- | ---- | ---- | ---- | ---- | ---- | ---- | ---- | ---- | ---- | ---- | ---- | ---- | ---- | ---- | ---- | ---- | ---- | ---- | ---- | ---- | ---- | ---- | ---- | ------ | ----- | ---------- |
| Фінал ATP | DNQ  | DNQ  | DNQ  | ПФ   | П    | П    | Ф    | П    | П    | RR   | ПФ   | П    | П    | Ф    | ПФ   | Ф    | Ф    | DNQ  | ПФ   | ПФ   | ПФ   |      | DNQ  | 6 / 17 | 59–17 | 78%        |

### Фінал Олімпійських ігор в одиночному розряді
| Результат | Рік  | Турнір                 | Покриття | Суперник    | Рахунок       |
| --------- | ---- | ---------------------- | -------- | ----------- | ------------- |
| Срібло    | 2012 | Літні Олімпійські ігри | Трава    | Енді Маррей | 2–6, 1–6, 4–6 |

### Фінали турнірів Великого шлему: 31 (20 титулів, 11 фіналів)
| Результат | Рік  | Турнір              | Поверхня | Супротивник            | Рахунок                             |
| --------- | ---- | ------------------- | -------- | ---------------------- | ----------------------------------- |
| Перемога  | 2003 | Wimbledon           | Трава    | Марк Філіппуссіс       | 7–6(7–5), 6–2, 7–6(7–3)             |
| Перемога  | 2004 | Australian Open     | Хард     | Марат Сафін            | 7–6(7–3), 6–4, 6–2                  |
| Перемога  | 2004 | Wimbledon (2)       | Трава    | Енді Роддік            | 4–6, 7–5, 7–6(7–3), 6–4             |
| Перемога  | 2004 | US Open             | Хард     | Ллейтон Г'юїтт         | 6–0, 7–6(7–3), 6–0                  |
| Перемога  | 2005 | Wimbledon (3)       | Трава    | Енді Роддік            | 6–2, 7–6(7–2), 6–4                  |
| Перемога  | 2005 | US Open (2)         | Хард     | Андре Агассі           | 6–3, 2–6, 7–6(7–1), 6–1             |
| Перемога  | 2006 | Australian Open (2) | Хард     | Маркос Багдатіс        | 5–7, 7–5, 6–0, 6–2                  |
| Поразка   | 2006 | French Open         | Ґрунт    | Рафаель Надаль         | 6–1, 1–6, 4–6, 6–7(4–7)             |
| Перемога  | 2006 | Wimbledon (4)       | Трава    | Рафаель Надаль         | 6–0, 7–6(7–5), 6–7(2–7), 6–3        |
| Перемога  | 2006 | US Open (3)         | Хард     | Енді Роддік            | 6–2, 4–6, 7–5, 6–1                  |
| Перемога  | 2007 | Australian Open (3) | Хард     | Фернандо Гонсалес      | 7–6(7–2), 6–4, 6–4                  |
| Поразка   | 2007 | French Open         | Ґрунт    | Рафаель Надаль         | 3–6, 6–4, 3–6, 4–6                  |
| Перемога  | 2007 | Wimbledon (5)       | Трава    | Рафаель Надаль         | 7–6(9–7), 4–6, 7–6(7–3), 2–6, 6–2   |
| Перемога  | 2007 | US Open (4)         | Хард     | Новак Джокович         | 7–6(7–4), 7–6(7–2), 6–4             |
| Поразка   | 2008 | French Open         | Ґрунт    | Рафаель Надаль         | 1–6, 3–6, 0–6                       |
| Поразка   | 2008 | Wimbledon           | Трава    | Рафаель Надаль         | 4–6, 4–6, 7–6(7–5), 7–6(10–8), 7–9  |
| Перемога  | 2008 | US Open (5)         | Хард     | Енді Маррей            | 6–2, 7–5, 6–2                       |
| Поразка   | 2009 | Australian Open     | Хард     | Рафаель Надаль         | 5–7, 6–3, 6–7(3–7), 6–3, 2–6        |
| Перемога  | 2009 | French Open         | Ґрунт    | Робін Седерлінг        | 6–1, 7–6(7–1), 6–4                  |
| Перемога  | 2009 | Wimbledon (6)       | Трава    | Енді Роддік            | 5–7, 7–6(8–6), 7–6(7–5), 3–6, 16–14 |
| Поразка   | 2009 | US Open             | Хард     | Хуан Мартін дель Потро | 6–3, 6–7(5–7), 6–4, 6–7(4–7), 2–6   |
| Перемога  | 2010 | Australian Open (4) | Хард     | Енді Маррей            | 6–3, 6–4, 7–6(13–11)                |
| Поразка   | 2011 | French Open         | Ґрунт    | Рафаель Надаль         | 5–7, 6–7(3–7), 7–5, 1–6             |
| Перемога  | 2012 | Wimbledon (7)       | Трава    | Енді Маррей            | 4–6, 7–5, 6–3, 6–4                  |
| Поразка   | 2014 | Wimbledon           | Трава    | Новак Джокович         | 7–6(9–7), 4–6, 6–7(4–7), 7–5, 4–6   |
| Поразка   | 2015 | Wimbledon           | Трава    | Новак Джокович         | 6–7(1–7), 7–6(12–10), 4–6, 3–6      |
| Поразка   | 2015 | US Open             | Хард     | Новак Джокович         | 4–6, 7–5, 4–6, 4–6                  |
| Перемога  | 2017 | Australian Open (5) | Хард     | Рафаель Надаль         | 6–4, 3–6, 6–1, 3–6, 6–3             |
| Перемога  | 2017 | Wimbledon (8)       | Трава    | Марин Чилич            | 6–3, 6–1, 6–4                       |
| Перемога  | 2018 | Australian Open (6) | Хард     | Марін Чилич            | 6–2, 6–7(5–7), 6–3, 3–6, 6–1        |
| Поразка   | 2019 | Wimbledon           | Трава    | Новак Джокович         | 6–7(1–7), 7–6(12–10), 4–6, 3–6      |

## Нотатки
1. ↑  В життєписі тенісиста, що його написав Кріс Бауерс, вказано, що попри швейцарське громадянство, неправильно вимовляти його ім'я як «Роже́», на французький взір. Правильною є вимова, що відповідає англійському імені Ро́джер. У прізвищі Фе́дерер, як вказує Бауерс, наголос теж падає на перший склад[1]. Інший біограф Федерера Рене Штауффер, цитуючи його батьків, пише, що вони свідомо обрали ім'я, яке легко вимовити англійською[2].
2. ↑  Зрештою, Федерер таки не закінчив школу, відмовившись від подальшої освіти після завершення обов'язкової дев'ятирічної програми, щоб зосередитися на спортивній кар'єрі. Тоді батьки погодилися з його рішенням, проте попередили, що не збираються фінансово підтримувати його тривалий час, якщо його успіхи в професійному тенісі будуть недостатніми.[33].
3. ↑  Другий сет у матчі з Г'юїттом був 31-м поспіль, який Федерер виграв в одиночних зустрічах Кубка Девіса, побивши рекорд, що належав Джонові Макінрою[90].
4. ↑  В рамках контракту з фірмою Wilson ракетка, якою грав Федерер, пройшла ребрендинг й дістала назву «Six.One Tour BLX»[305], а наприкінці 2013 йому надали нову модель Pro Staff RF97 Autograph[306].

## Виноски
1. ↑  Bowers, 2013, с. 8—9.
2. ↑  Stauffer, 2007, с. 4.
3. ↑  Bowers, 2013, с. 3.
4. ↑  Stauffer, 2007, с. 3.
5. ↑  Bowers, 2013, с. 3—7.
6. 1 2  Stauffer, 2007, с. 209.
7. 1 2 3 4 5 6 7 8 9 10 11 12 13 14 15 16 17 18 19 20 21 22 23 24 25 26 27 28 29 30 31 32 33 34 35 36 37 38 39 40 41 42 43 44 45 46 47 48 49 50 51 52 53 54 55 56 57 58 59 60 61 62 63 64 65 66 67 68 69 70 71 72 73 74 75 76 77 78 79 80 81  Player Bio: Year by Year. ATP (англ.). Архів оригіналу за 7 жовтня 2020.
8. ↑  Stauffer, 2007, с. 217.
9. ↑  Clarey, 2021, с. 20.
10. ↑  Federer to play in South Africa for first time. SwissInfo (англ.). 3 лютого 2020. Архів оригіналу за 12 травня 2021. Процитовано 12 травня 2021.
11. ↑  Stauffer, 2007, с. 218.
12. ↑  Bowers, 2013, с. 83—84.
13. ↑  Stauffer, 2007, с. 104.
14. ↑  Bowers, 2013, с. 312.
15. ↑  Bowers, 2013, с. 323.
16. ↑  Roger Federer, the tennis player with an eight-time Wimbledon win. India Today (англ.). 8 серпня 2016. Архів оригіналу за 16 травня 2021. Процитовано 16 травня 2021.
17. ↑  Stauffer, 2007, с. 222.
18. ↑  Bowers, 2013, с. 6—7.
19. ↑  Bowers, 2013, с. 9—10.
20. ↑  Bowers, 2013, с. 32—33.
21. ↑  Bowers, 2013, с. 13—14.
22. ↑  Bowers, 2013, с. 18—22.
23. ↑  Bowers, 2013, с. 31.
24. ↑  Bowers, 2013, с. 22—25.
25. ↑  Bowers, 2013, с. 28—29.
26. ↑  Stauffer, 2007, с. 11.
27. ↑  Bowers, 2013, с. 30.
28. ↑  Bowers, 2013, с. 37.
29. ↑  Bowers, 2013, с. 33.
30. ↑  Bowers, 2013, с. 44.
31. ↑  Bowers, 2013, с. 36—39.
32. ↑  Clarey, 2021, с. 53.
33. ↑  Stauffer, 2007, с. 18.
34. ↑  Bowers, 2013, с. 40—43.
35. ↑  Bowers, 2013, с. 46.
36. ↑  Stauffer, 2007, с. 17.
37. ↑  Bowers, 2013, с. 47—48.
38. ↑  Bowers, 2013, с. 52—53.
39. ↑  Clarey, 2021, с. 67—69.
40. ↑  Stauffer, 2007, с. 21.
41. ↑  Bowers, 2013, с. 55—57.
42. ↑  Stauffer, 2007, с. 21—23.
43. ↑  Stauffer, 2007, с. 24.
44. ↑  Bowers, 2013, с. 59—60.
45. ↑  Stauffer, 2007, с. 24, 29.
46. ↑  Ilic J. (23 жовтня 2017). ATP analysis: Roger Federer loses to Andre Agassi in his 1998 Basel debut. Tennis World (англ.). Архів оригіналу за 29 грудня 2017.
47. ↑  Bowers, 2013, с. 61—63.
48. ↑  Bowers, 2013, с. 67—69, 75.
49. ↑  Stauffer, 2007, с. 30—31.
50. ↑  Bowers, 2013, с. 69—70.
51. ↑  Stauffer, 2007, с. 32—33.
52. ↑  Ilic J. (1 листопада 2018). October 31, 1999: Roger Federer, 18, wins first pro title in Brest. Tennis World (англ.). Архів оригіналу за 8 листопада 2020.
53. ↑  Bowers, 2013, с. 75.
54. ↑  Stauffer, 2007, с. 35.
55. ↑  Bowers, 2013, с. 73—75.
56. ↑  Bowers, 2013, с. 75—80.
57. ↑  Stauffer, 2007, с. 35, 38.
58. ↑  Bowers, 2013, с. 81—82.
59. ↑  Stauffer, 2007, с. 39.
60. ↑  Bowers, 2013, с. 82.
61. ↑  Bowers, 2013, с. 86—88.
62. ↑  Daniel O. (7 січня 2001). Hopman Cup: Hingis ends jinx. The Telegraph (англ.). Архів оригіналу за 21 квітня 2013.
63. ↑  Stauffer, 2007, с. 47—51.
64. ↑  Bowers, 2013, с. 94—96.
65. ↑  Stauffer, 2007, с. 53.
66. ↑  Clarey, 2021, с. 116.
67. ↑  Bowers, 2013, с. 97—104.
68. ↑  Federer: Mirka Makes It Happen. Tennis Now. 1 липня 2018. Архів оригіналу за 17 жовтня 2021. Процитовано 11 травня 2021.
69. ↑  Stauffer, 2007, с. 60.
70. ↑  Bowers, 2013, с. 104—109.
71. ↑  Bowers, 2013, с. 109—112.
72. ↑  Stauffer, 2007, с. 61—62.
73. ↑  Stauffer, 2007, с. 62—63.
74. ↑  Bowers, 2013, с. 112—114.
75. ↑  Stauffer, 2007, с. 67.
76. ↑  Bowers, 2013, с. 119—120.
77. ↑  Kallet B. (7 листопада 2016). Roger Federer out of the Top 10 for first time since 2002. Tennis.com (англ.). Архів оригіналу за 4 лютого 2017.
78. ↑  Stauffer, 2007, с. 70—73.
79. ↑  Bowers, 2013, с. 127—128.
80. ↑  Stauffer, 2007, с. 74—75.
81. ↑  Stauffer, 2007, с. 76—77.
82. ↑  Bowers, 2013, с. 143.
83. ↑  Clarey, 2021, с. 132—133.
84. ↑  Stauffer, 2007, с. 79—84.
85. ↑  Bowers, 2013, с. 147.
86. ↑  Stauffer, 2007, с. 85.
87. ↑  Stauffer, 2007, с. 91.
88. ↑  Stauffer, 2007, с. 88—89.
89. ↑  Bowers, 2013, с. 160.
90. ↑  Bowers, 2013, с. 130.
91. ↑  Stauffer, 2007, с. 91—94.
92. ↑  Bowers, 2013, с. 163—164.
93. ↑  Stauffer, 2007, с. 99.
94. ↑  Stauffer, 2007, с. 100—101.
95. ↑  Stauffer, 2007, с. 103.
96. ↑  Stauffer, 2007, с. 105.
97. ↑  Stauffer, 2007, с. 106—107.
98. ↑  Stauffer, 2007, с. 110—111.
99. ↑  Bowers, 2013, с. 175—176.
100. ↑  Flink, 2012, 5489.
101. ↑  Clarey, 2021, с. 181.
102. ↑  Bowers, 2013, с. 176—180.
103. ↑  Stauffer, 2007, с. 113—114.
104. ↑  Clarey, 2021, с. 161—162.
105. ↑  Stauffer, 2007, с. 116—117.
106. ↑  Stauffer, 2007, с. 117.
107. ↑  Bowers, 2013, с. 185—187.
108. ↑  Stauffer, 2007, с. 119—120.
109. 1 2  Stauffer, 2007, с. 122.
110. ↑  Clarey, 2021, с. 166.
111. ↑  Stauffer, 2007, с. 124.
112. ↑  Stauffer, 2007, с. 126—128.
113. ↑  Stauffer, 2007, с. 132—135.
114. ↑  Clarey, 2021, с. 185.
115. ↑  Stauffer, 2007, с. 137—140.
116. ↑  Stauffer, 2007, с. 140—141.
117. ↑  Clarey, 2021, с. 215.
118. ↑  Stauffer, 2007, с. 144—145.
119. ↑  Stauffer, 2007, с. 146—152.
120. ↑  Stauffer, 2007, с. 154—159.
121. ↑  Bowers, 2013, с. 232—233.
122. 1 2 3 4  Berkok J. (21 березня 2021). A breakdown of Roger Federer’s Doha and Dubai history. The News on Sunday (англ.). Архів оригіналу за 17 березня 2021.
123. ↑  Stauffer, 2007, с. 161—162.
124. ↑  Stauffer, 2007, с. 163—166.
125. ↑  Bowers, 2013, с. 239.
126. ↑  Bowers, 2013, с. 244—246.
127. ↑  Stauffer, 2007, с. 166—168.
128. ↑  Stauffer, 2007, с. 170.
129. ↑  Stauffer, 2007, с. 173—174.
130. ↑  Bowers, 2013, с. 268.
131. ↑  Bowers, 2013, с. 181.
132. ↑  Stauffer, 2007, с. 175—179.
133. ↑  Stauffer, 2007, с. 178.
134. 1 2  Bowers, 2013, с. 272.
135. ↑  Bowers, 2013, с. 278.
136. ↑  Bowers, 2013, с. 273—277.
137. ↑  Bowers, 2013, с. 279.
138. ↑  Clarey, 2021, с. 293.
139. ↑  Bowers, 2013, с. 279—280.
140. ↑  Bowers, 2013, с. 281.
141. ↑  Bowers, 2013, с. 269.
142. ↑  Flink, 2012, 5445.
143. ↑  Bowers, 2013, с. 284—286.
144. ↑  Federer stunned. Eurosport (англ.). 25 січня 2008. Архів оригіналу за 14 квітня 2021.
145. ↑  Bowers, 2013, с. 285.
146. ↑  Clarey, 2021, с. 202.
147. ↑  Bowers, 2013, с. 286—287.
148. ↑  Bowers, 2013, с. 287—288.
149. 1 2  Gatto L. (20 березня 2019). The man who beat Roger Federer 6-0, 6-0. Tennis World (англ.). Архів оригіналу за 21 березня 2019.
150. ↑  Clarey, 2021, с. 199.
151. ↑  Bowers, 2013, с. 299—300.
152. ↑  Bowers, 2013, с. 301—305.
153. ↑  Bowers, 2013, с. 307—308.
154. ↑  Bowers, 2013, с. 309.
155. ↑  Clarey, 2021, с. 219.
156. ↑  Bowers, 2013, с. 313—315.
157. ↑  Bowers, 2013, с. 317—318.
158. ↑  Bowers, 2013, с. 321—326.
159. ↑  Hodgkinson, 2018, с. 125.
160. ↑  Clarey, 2021, с. 248.
161. ↑  Bowers, 2013, с. 327—330.
162. ↑  Bowers, 2013, с. 332—334.
163. ↑  Bowers, 2013, с. 335.
164. ↑  Bowers, 2013, с. 334.
165. ↑  Davydenko recovers to beat Nadal in Qatar final. Reuters (англ.). 9 січня 2010. Архів оригіналу за 25 квітня 2021. Процитовано 25 квітня 2021.
166. ↑  Bowers, 2013, с. 339—341.
167. ↑  Bowers, 2013, с. 343—344.
168. ↑  Bowers, 2013, с. 345—347.
169. ↑  Bowers, 2013, с. 349—350.
170. ↑  Bowers, 2013, с. 350—351.
171. ↑  Bowers, 2013, с. 351—354.
172. ↑  Bowers, 2013, с. 356.
173. ↑  Bowers, 2013, с. 357.
174. ↑  Bowers, 2013, с. 362.
175. ↑  Federer's 1,000th match a lot like his others. Tennis.com (англ.). 24 січня 2012. Архів оригіналу за 29 квітня 2021. Процитовано 28 квітня 2021.
176. ↑  Bowers, 2013, с. 361—362.
177. ↑  Clarey, 2021, с. 272—273.
178. ↑  Bowers, 2013, с. 362—365.
179. ↑  Hodgkinson, 2018, с. 92.
180. ↑  Bowers, 2013, с. 365—366.
181. ↑  Федерер разочарован. Eurosport. 6 вересня 2012. Архів оригіналу за 22 листопада 2012.
182. ↑  Federer to surrender world No. 1 ranking after pulling out of Paris Masters. CNN (англ.). 30 жовтня 2012. Архів оригіналу за 3 листопада 2012.
183. ↑  Clarey, 2021, с. 1.
184. ↑  Bowers, 2013, с. 368—369.
185. 1 2  Roger Federer parts ways with coach Stefan Edberg, brings in Ivan Ljubicic. The Guardian (англ.). 9 грудня 2015. Архів оригіналу за 8 травня 2021. Процитовано 8 травня 2021.
186. ↑  Nguyen C. (29 січня 2014). Roger Federer makes last-minute decision to play Davis Cup vs. Serbia. Sports Illustrated (англ.). Архів оригіналу за 13 травня 2021. Процитовано 13 травня 2021.
187. ↑  Oddo C. (1 лютого 2014). Switzerland Returns to Davis Cup Quarterfinals after Ten Year Absence. Tennis Now (англ.). Архів оригіналу за 17 жовтня 2021. Процитовано 13 травня 2021.
188. ↑  Никулашкина М. (9 вересня 2014). Самый необычный финал десятилетия и другие события US Open-2014. Спорт-Экспресс. Архів оригіналу за 13 травня 2021. Процитовано 13 травня 2021.
189. ↑  Davis Cup: Roger Federer leads Switzerland to final against France. Davis Cup. 14 вересня 2014. Архів оригіналу за 13 травня 2021. Процитовано 13 травня 2021.
190. ↑  Hodgkinson, 2018, с. 102.
191. ↑  Clarey, 2021, с. 311—315.
192. ↑  Hodgkinson, 2018, с. 193.
193. ↑  Роджер Федерер не приедет в Майами, но сыграет на трех грунтовых «Мастерсах». Eurosport. 14 лютого 2015. Архів оригіналу за 15 серпня 2017. Процитовано 15 серпня 2017.
194. ↑  Теннис. Монфис не пустил Федерера в четвертьфинал «Мастерса» в Монте-Карло. Sportbox.ru. 16 квітня 2015. Архів оригіналу за 6 листопада 2018. Процитовано 13 травня 2021. 

 Madrid Memories: Kyrgios' Stunning Upset Of Federer. ATP (англ.). 29 квітня 2021. Архів оригіналу за 13 травня 2021. Процитовано 13 травня 2021.
195. ↑  Hodgkinson, 2018, с. 95.
196. ↑  Hodgkinson, 2018, с. 16—17.
197. ↑  Рывлин И. (12 липня 2015). Безупречный Джокович вновь остановил Федерера. Чемпионат. Архів оригіналу за 15 серпня 2017. Процитовано 15 серпня 2017.
198. ↑  Hodgkinson, 2018, с. 202.
199. ↑  Рывлин И. (14 вересня 2015). Блистательный Джокович вошёл в клуб игроков с 10 «Шлемами». Чемпионат. Архів оригіналу за 15 серпня 2017. Процитовано 15 серпня 2017.
200. ↑  Clarey, 2021, с. 35.
201. ↑  White C. (20 вересня 2015). Federer finishes off plucky Dutch in quick time. Davis Cup (англ.). Архів оригіналу за 26 лютого 2022. Процитовано 26 лютого 2022.
202. ↑  Новак Джокович выиграл Итоговый турнир. Eurosport. 22 листопада 2015. Архів оригіналу за 15 серпня 2017. Процитовано 15 серпня 2017.
203. ↑  Hodgkinson, 2018, с. 206.
204. 1 2  Hodgkinson, 2018, с. 9.
205. ↑  Newman P. (19 травня 2016). Roger Federer to miss French Open: Injury sees incredible Grand Slam run come to an end. The Independent (англ.). Архів оригіналу за 14 травня 2021. Процитовано 14 травня 2021.
206. ↑  Clarey, 2021, с. 319.
207. ↑  Rothenberg B. (19 червня 2016). For Injury-Plagued Roger Federer, Semifinal Loss on the Grass Is Progress. The New York Times (англ.). Архів оригіналу за 14 травня 2021. Процитовано 14 травня 2021.
208. ↑  Clarey, 2021, с. 320.
209. ↑  Hodgkinson, 2018, с. 256.
210. ↑  Clarey, 2021, с. 340.
211. ↑  Clarey, 2021, с. 332—338.
212. ↑  Hodgkinson, 2018, с. 257—260.
213. ↑  Hodgkinson, 2018, с. 261.
214. ↑  Hodgkinson, 2018, с. 262—263.
215. ↑  Clarey, 2021, с. 343—344.
216. ↑  Hodgkinson, 2018, с. 266—267.
217. ↑  Hodgkinson, 2018, с. 267—269.
218. ↑  Hodgkinson, 2018, с. 8.
219. ↑  Rossingh D. (30 жовтня 2017). Roger Federer Passes Novak Djokovic As Top Prize Money Earner. Forbes (англ.). Архів оригіналу за 14 травня 2021. Процитовано 14 травня 2021.
220. ↑  Hodgkinson, 2018, с. 178.
221. ↑  Roger Federer in fine form as Switzerland seal third Hopman Cup. The Guardian (англ.). 6 січня 2018. Архів оригіналу за 14 травня 2021. Процитовано 14 травня 2021.
222. ↑  Ubha R. (29 січня 2018). Roger Federer wins Australian Open and 20th major after beating Marin Cilic. CNN (англ.). Архів оригіналу за 14 травня 2021. Процитовано 14 травня 2021.
223. ↑  Roger Federer turns the clock back, becoming the oldest man to reach tennis world number one. ABC News (англ.). 16 лютого 2018. Архів оригіналу за 28 вересня 2018. Процитовано 14 травня 2021.
224. ↑  Federer: "Getting Nine Here In Basel Is Crazy". ATP (англ.). 28 жовтня 2018. Архів оригіналу за 15 травня 2021. Процитовано 15 травня 2021.
225. 1 2  Roger Federer helps Switzerland defend historic Hopman Cup title. CNN (англ.). 5 січня 2019. Архів оригіналу за 10 січня 2019.
226. ↑  Berkok J. (2 березня 2019). Man of the Century: Roger Federer wins his 100th career title. Tennis.com (англ.). Архів оригіналу за 15 травня 2021. Процитовано 15 травня 2021.
227. ↑  Nadal Beats Federer For 12th Roland Garros Final. ATP (англ.). 7 червня 2019. Архів оригіналу за 15 травня 2021. Процитовано 15 травня 2021.
228. 1 2  Clarey, 2021, с. 391—398.
229. ↑  Джокович и Федерер побили рекорд продолжительности финала Уимблдона. Чемпионат. 14 липня 2019. Архів оригіналу за 15 травня 2021. Процитовано 15 травня 2021.
230. ↑  78th-ranked Dimitrov shocks Federer at US Open. ESPN (англ.). 3 вересня 2019. Архів оригіналу за 4 вересня 2019. Процитовано 15 травня 2021.
231. ↑  Потапов М. (10 червня 2020). Федерер уступил место молодым. Роджера не будет до января. Спорт-Экспресс. Архів оригіналу за 15 травня 2021. Процитовано 15 травня 2021.
232. ↑  Сальников Д. (13 травня 2021). $ 90 млн — и все вне корта! Федерер стал самым богатым теннисистом мира, сыграв 2 матча. Чемпионат. Архів оригіналу за 15 травня 2021. Процитовано 15 травня 2021.
233. ↑  Carayol T. (6 червня 2021). Roger Federer pulls out of French Open to protect knee before Wimbledon. The Guardian (англ.). Архів оригіналу за 8 червня 2021. Процитовано 8 червня 2021.
234. ↑  Федерер впервые проиграл в Галле раньше 1/4 финала. Оже-Альяссим одержал вторую в сезоне победу над топ-10. Sports.ru. 16 червня 2021. Архів оригіналу за 16 червня 2021. Процитовано 18 червня 2021.
235. ↑  Федерер победил Сонего в четвертом раунде Уимблдона и может сыграть с Медведевым. Спорт-Экспресс. 5 липня 2021. Архів оригіналу за 2 листопада 2023. Процитовано 2 листопада 2023.
236. ↑  Roger Federer to undergo knee surgery, will miss 'many months'. SportsNet (англ.). 15 серпня 2021. Архів оригіналу за 16 серпня 2021.
237. ↑  Roger Federer says he is unlikely to play Wimbledon and will miss Australian Open. BBC (англ.). 17 листопада 2021. Архів оригіналу за 24 листопада 2021.
238. ↑  Зверев: «Федерер не играл год, а в рейтинге выше меня. Нынешняя система — катастрофа». Sport.ru. 15 березня 2021. Архів оригіналу за 22 березня 2021. 

 'Happy' Nadal, Federer, Djokovic and Murray accused of hijacking ATP rankings. Tennis Head (англ.). 19 березня 2021. Архів оригіналу за 19 березня 2021.
239. ↑  Насонов А. (11 липня 2022). Роджер Федерер впервые в карьере выбыл из рейтинга ATP. Чемпионат. Архів оригіналу за 12 липня 2022.
240. ↑  Roger Federer announces that 2022 Laver Cup will be his final event; will not play any more Grand Slams or ATP tournaments. Tennis.com (англ.). 15 вересня 2022. Архів оригіналу за 1 жовтня 2022.
241. ↑  Scott J. (23 вересня 2022). Roger Federer Ends Storied Career With Laver Cup Loss Alongside Nadal. Sports Illustrated (англ.). Архів оригіналу за 24 вересня 2022.
242. ↑  Stauffer, 2007, с. xi—xii.
243. ↑  Bowers, 2013, с. 376—377.
244. ↑  Hodgkinson, 2018, с. 98.
245. ↑  Stauffer, 2007, с. 8.
246. ↑  Hodgkinson, 2018, с. 185.
247. 1 2  Stauffer, 2007, с. x.
248. ↑  Hodgkinson, 2018, с. 49.
249. ↑  Stauffer, 2007, с. 38.
250. ↑  Stauffer, 2007, с. 45—46.
251. ↑  Clarey, 2021, с. 85.
252. ↑  Clarey, 2021, с. 8.
253. ↑  Hodgkinson, 2018, с. 68.
254. ↑  Stauffer, 2007, с. 191—192.
255. ↑  Bowers, 2013, с. 374—375.
256. ↑  Hodgkinson, 2018, с. 194—200.
257. ↑  Clarey, 2021, с. 25, 29.
258. ↑  Hodgkinson, 2018, с. 29.
259. ↑  Stauffer, 2007, с. 194—195.
260. ↑  Hodgkinson, 2018, с. 22—25, 32.
261. ↑  Hodgkinson, 2018, с. 188—189.
262. ↑  Bowers, 2013, с. 325.
263. ↑  Clarey, 2021, с. 164.
264. ↑  Hodgkinson, 2018, с. 9, 55.
265. ↑  Stauffer, 2007, с. 193.
266. ↑  Hodgkinson, 2018, с. 57—58.
267. ↑  Bowers, 2013, с. 95—96.
268. ↑  Stauffer, 2007, с. 183.
269. ↑  Hodgkinson, 2018, с. 233.
270. ↑  Hodgkinson, 2018, с. 224—225.
271. ↑  Hodgkinson, 2018, с. 64—65.
272. ↑  Stauffer, 2007, с. 189.
273. ↑  Stauffer, 2007, с. 198, 200.
274. ↑  Hodgkinson, 2018, с. 135.
275. ↑  Bowers, 2013, с. 227.
276. ↑  Bowers, 2013, с. 373—374.
277. ↑  Hodgkinson, 2018, с. 152.
278. ↑  FRoger Federer Heads Tennis Channel’s List Of Top 100 Greatest Of All Time. Tennis-X (англ.). 24 березня 2012. Архів оригіналу за 17 травня 2021. Процитовано 17 травня 2021.
279. ↑  Bowers, 2013, с. 375—376.
280. ↑  'Roger Federer is the greatest' says Pete Sampras after record broken. The Guardian (англ.). 5 липня 2009. Архів оригіналу за 2 січня 2013. Процитовано 27 листопада 2014.
281. ↑  Стефан Эдберг: «Федерер – лучший представитель тенниса на все времена». Sports.ru. 9 грудня 2015. Архів оригіналу за 12 липня 2019. Процитовано 16 травня 2021.
282. ↑  Hodgkinson, 2018, с. 228.
283. ↑  Bowers, 2013, с. 395—396.
284. ↑  Hodgkinson, 2018, с. 133.
285. ↑  Hodgkinson, 2018, с. 212—214.
286. ↑  Jurejko J. (11 липня 2021). Wimbledon 2021: Novak Djokovic should win 25 Grand Slams - John McEnroe. BBC (англ.). Архів оригіналу за 12 серпня 2021. Процитовано 12 серпня 2021.
287. ↑  Clarey, 2021, с. 34.
288. ↑  Федерер сыграет с Роддиком в финале Уимблдона. BBC Русская служба. Архів оригіналу за 15 серпня 2017. Процитовано 15 серпня 2017.
289. ↑  Australian Open 2018: Federer survives Cilic onslaught for 20th Grand Slam title. CBS Sports (англ.). 28 січня 2018. Архів оригіналу за 16 травня 2021. Процитовано 16 травня 2021.
290. 1 2 3  Eichenholz A. (8 серпня 2020). 39 Stats For Roger Federer's 39th Birthday. ATP (англ.). Архів оригіналу за 26 лютого 2021.
291. ↑  Stauffer, 2007, с. 159.
292. ↑  Carayol T. (7 липня 2021). Roger Federer will hate taste of bagel, but it is too soon to write him off. The Guardian (англ.). Архів оригіналу за 25 серпня 2021. Процитовано 25 серпня 2021.
293. 1 2  ATP Awards Honour Roll. ATP (англ.). 2 грудня 2020. Архів оригіналу за 18 січня 2021.
294. ↑  Награды Роджера Федерера. Архів оригіналу за 15 серпня 2017. Процитовано 15 серпня 2017.
295. ↑  Federer’s Twin Wins Crash Laureus Web Site. ATP (англ.). 27 лютого 2018. Архів оригіналу за 16 травня 2021. Процитовано 16 травня 2021.
296. ↑  Chhabria V. (28 грудня 2019). Rafael Nadal wins L'Equipe World Champion of Champions award for the 4th time in his career. Sportskeeda (англ.). Архів оригіналу за 16 травня 2021. Процитовано 16 травня 2021.
297. ↑  Roger Federer has been named BBC Overseas Sports Personality of the Year for a record fourth time. The Telegraph (англ.). 15 грудня 2017. Архів оригіналу за 16 травня 2021. Процитовано 16 травня 2021.
298. ↑  Federer and Schneider named Switzerland’s greatest athletes. SwissInfo (англ.). 14 грудня 2020. Архів оригіналу за 16 травня 2021. Процитовано 16 травня 2021.
299. ↑  Post-Sondermarke für Roger Federer. SwissInfo (нім.). 10 квітня 2007. Архів оригіналу за 19 травня 2021. Процитовано 19 травня 2021.
300. ↑  Federer-Briefmarke auch in Österreich. SwissInfo (нім.). 28 вересня 2009. Архів оригіналу за 19 травня 2021. Процитовано 19 травня 2021.
301. ↑  Roger Federer's Face To Go On Swiss Coin. ATP (англ.). 2 грудня 2019. Архів оригіналу за 23 грудня 2019.
302. ↑  В Галле открыта аллея Федерера. Sports.ru. 12 червня 2012. Архів оригіналу за 29 серпня 2017. Процитовано 15 серпня 2017.
303. ↑  Swiss Street Named In Federer's Honour. ATP (англ.). 22 квітня 2016. Архів оригіналу за 19 травня 2021. Процитовано 19 травня 2021.
304. ↑  Stauffer, 2007, с. 206—208.
305. ↑  Bowers, 2013, с. 388.
306. ↑  Hodgkinson, 2018, с. 200.
307. ↑  Stauffer, 2007, с. 212—213.
308. ↑  Bowers, 2013, с. 361.
309. ↑  Bowers, 2013, с. 389—390.
310. ↑  Clarey, 2021, с. 369—370.
311. ↑  Hodgkinson, 2018, с. 246.
312. ↑  Clarey, 2021, с. 373—374.
313. ↑  VanHaaren T. (29 травня 2020). Roger Federer ranked by Forbes as sports' top earner at $106 million. ESPN (англ.). Архів оригіналу за 27 лютого 2021.
314. ↑  Сальников Д. (29 травня 2020). Швейцарский банк на 106 миллионов. Как Федерер заработал больше Роналду и Месси. Чемпионат. Архів оригіналу за 19 червня 2020. Процитовано 30 травня 2020.
315. ↑  Clarey, 2021, с. 353—354.
316. ↑  Bowers, 2013, с. 157.
317. ↑  Hodgkinson, 2018, с. 247—248.
318. ↑  Stauffer, 2007, с. 206.
319. ↑  Bowers, 2013, с. 297—298.
320. ↑  Discover the Many Houses of Swiss Tennis Player Roger Federer. The Most Expensive Homes (англ.). 21 грудня 2018. Архів оригіналу за 27 січня 2021.
321. ↑  Stauffer, 2007, с. 226—228.
322. ↑  Stauffer, 2007, с. 175.
323. ↑  Bowers, 2013, с. 335—337.
324. ↑  Ведущие теннисисты мира собирают деньги для Гаити. Interfax. 18 січня 2010. Архів оригіналу за 25 квітня 2021. Процитовано 25 квітня 2021.
325. ↑  Waterson J. (20 вересня 2011). Federer Second To Mandela As Public's Most Trusted And Respected. Tennis Now (англ.). Архів оригіналу за 28 грудня 2011.
326. ↑  Hodgkinson, 2018, с. 217.
327. ↑  Stauffer, 2007, с. 187.
328. ↑  Bowers, 2013, с. 253—255, 358—360.
329. ↑  Clarey, 2021, с. 352.
330. ↑  Roger Federer Foundation To Support Children And Young People in South Africa. Roger Federer Official Website. 28 травня 2004. Архів оригіналу за 11 серпня 2012. Процитовано 5 січня 2015.
331. ↑  Roger Federer Foundation Mission. Roger Federer Foundation. Архів оригіналу за 15 квітня 2013. Процитовано 5 лютого 2012.
332. ↑  Les Roopanarine (30 листопада 2012). Roger Federer Foundation aiming for maximum impact with minimum spin. The Guardian. London.